# ルーマニアの文化
ルーマニアの文化は、その国土や独特な歴史的発展のもとで育まれてきた。ルーマニア人や関連する民族（アルーマニア人、メグレノ＝ルーマニア人、イストロ＝ルーマニア人）は、ローマ化により混血したローマ人入植者と地域固有の民族との子孫であると考えられている。
ダキア人は、東南ヨーロッパに古くから住んでいた先住民族の1つで、ルーマニア人の祖先にもなっている。現在のルーマニア人、アルーマニア人、メグレノ＝ルーマニア人、イストロ＝ルーマニア人は、ダキア人とローマ人、スラヴ人、イリュリア人の混血であると考えられ、ルーマニア文化は東ヨーロッパの影響を色濃く反映している。また、ルーマニア文化は、アルメニア人など他民族の古代文化とも共通性をもつ。

## 背景

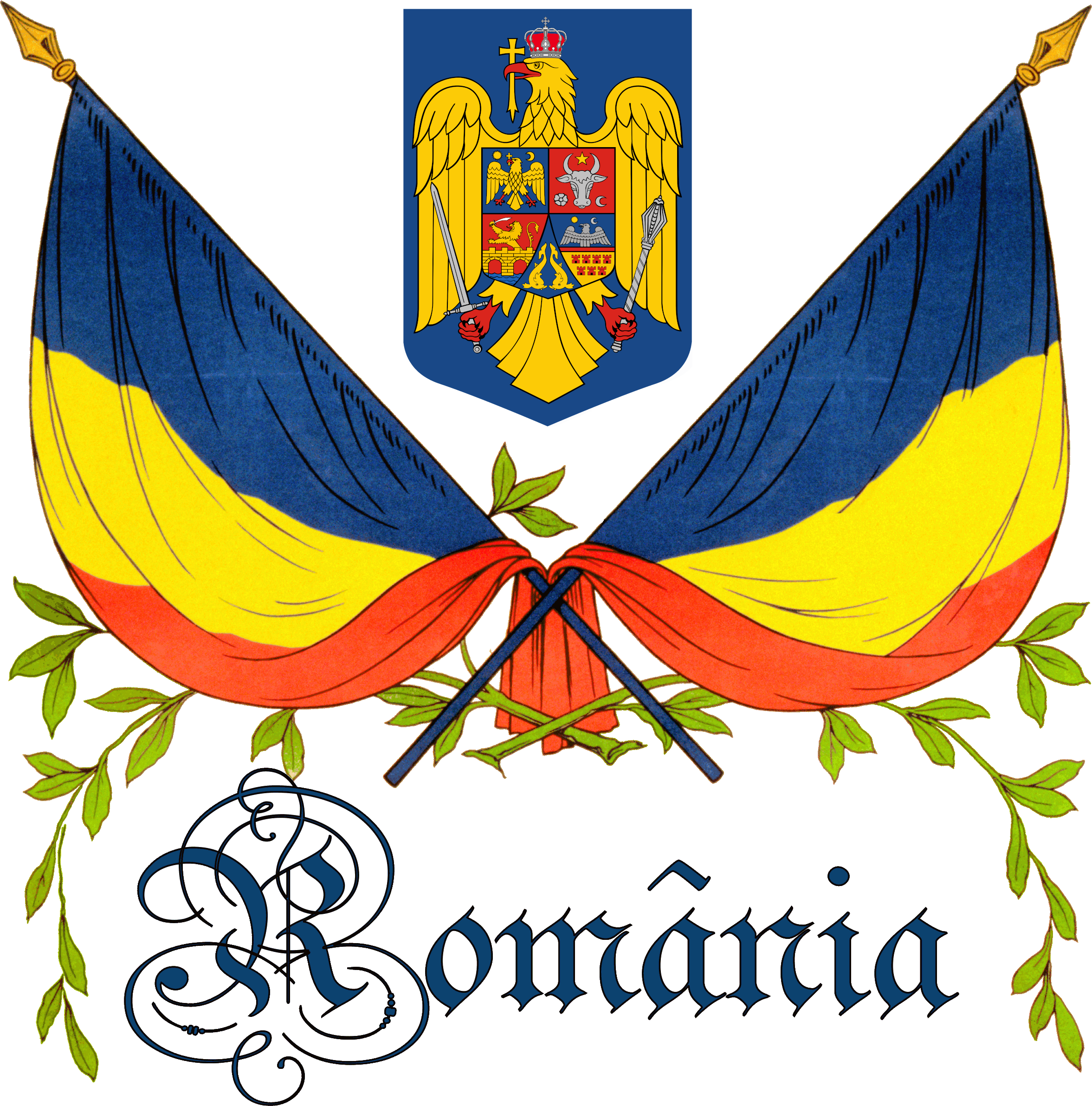
ルーマニアの国章と三色旗を描いた絵

古代末期から中世にかけては、主にドナウ川の南側に移住してきたスラヴ人、ギリシャ人や東ローマ帝国、ハンガリー人、ポーランド人（特にモルダヴィア）、ドイツ人（トランシルヴァニア・ザクセン人）など近隣諸国の影響を受けている。
ルーマニアは、再興を多く経験している。安定した時代には多くの文化が生み出され、不安定な時代から再生し、ヨーロッパ文化の主流に再び加わることができるだけの力があることを証明してきた。このことは、オスマン帝国のファナリオティスによる支配が終わり、勢いのあった19世紀のはじめに、ルーマニアが主にフランスの影響を受けて西欧化を進め、非常に速い歩調で安定的な発展を遂げたことからもみてとれる。18世紀の終わりから、上流階級の子息がパリで教育を受けるようになり、共産主義の時代に入るまでルーマニアの第二言語としてフランス語が広く話されるほどであった。
19世紀中頃から第一次世界大戦まで、政治思想、行政、法律、文学の分野では、フランスだけでなくドイツの影響も強く、文化的なレベルのみならず日常生活においてもドイツとの関係は深かった。やがてソ連の共産主義が流入すると、ルーマニアは非常に速くソ連文化に適応し、この時代にはロシア語も広範囲にわたって教えられた。

## 歴史

### 中世

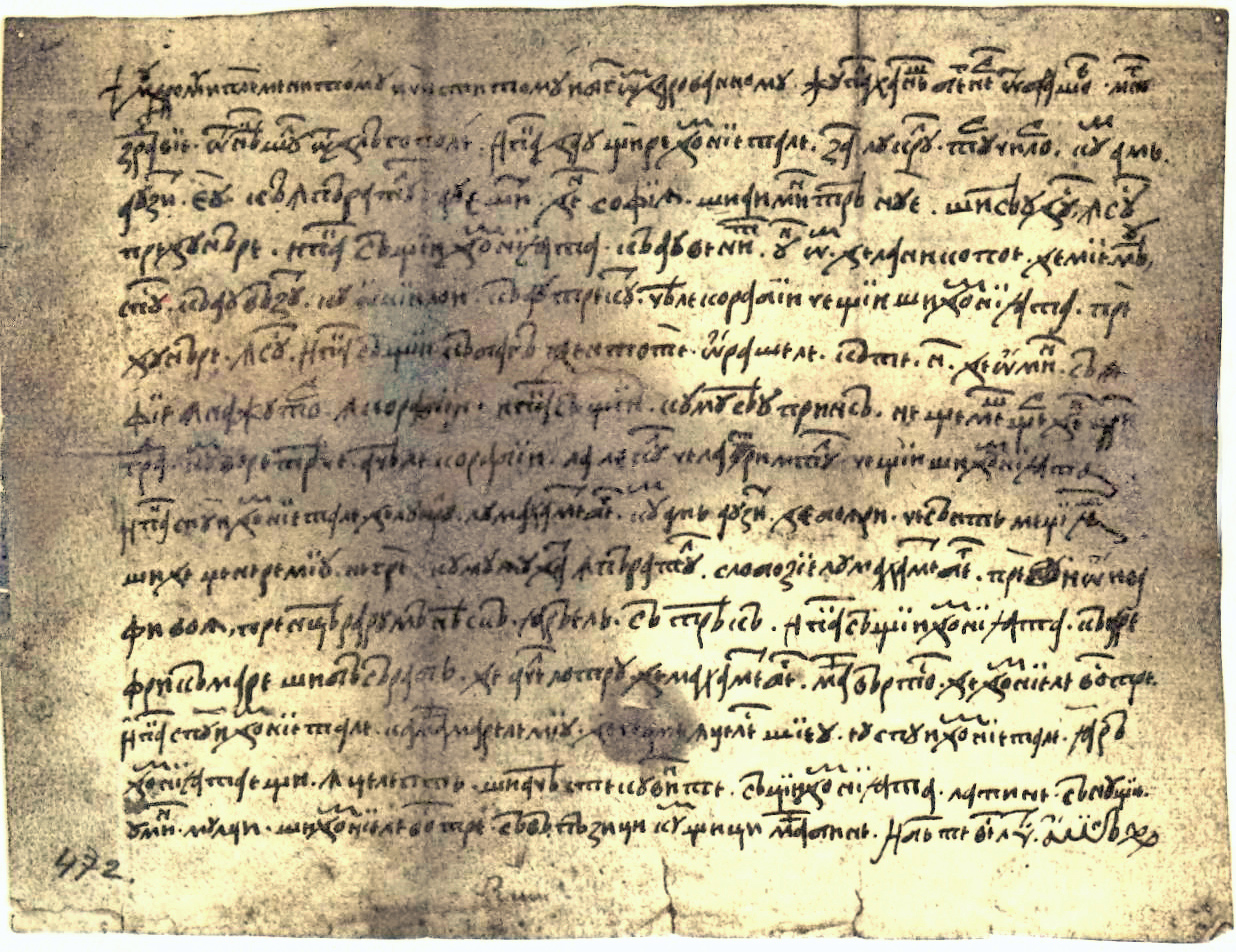
ネアクスの手紙は、ルーマニア語で書かれたものとしては現存する最古の文書である

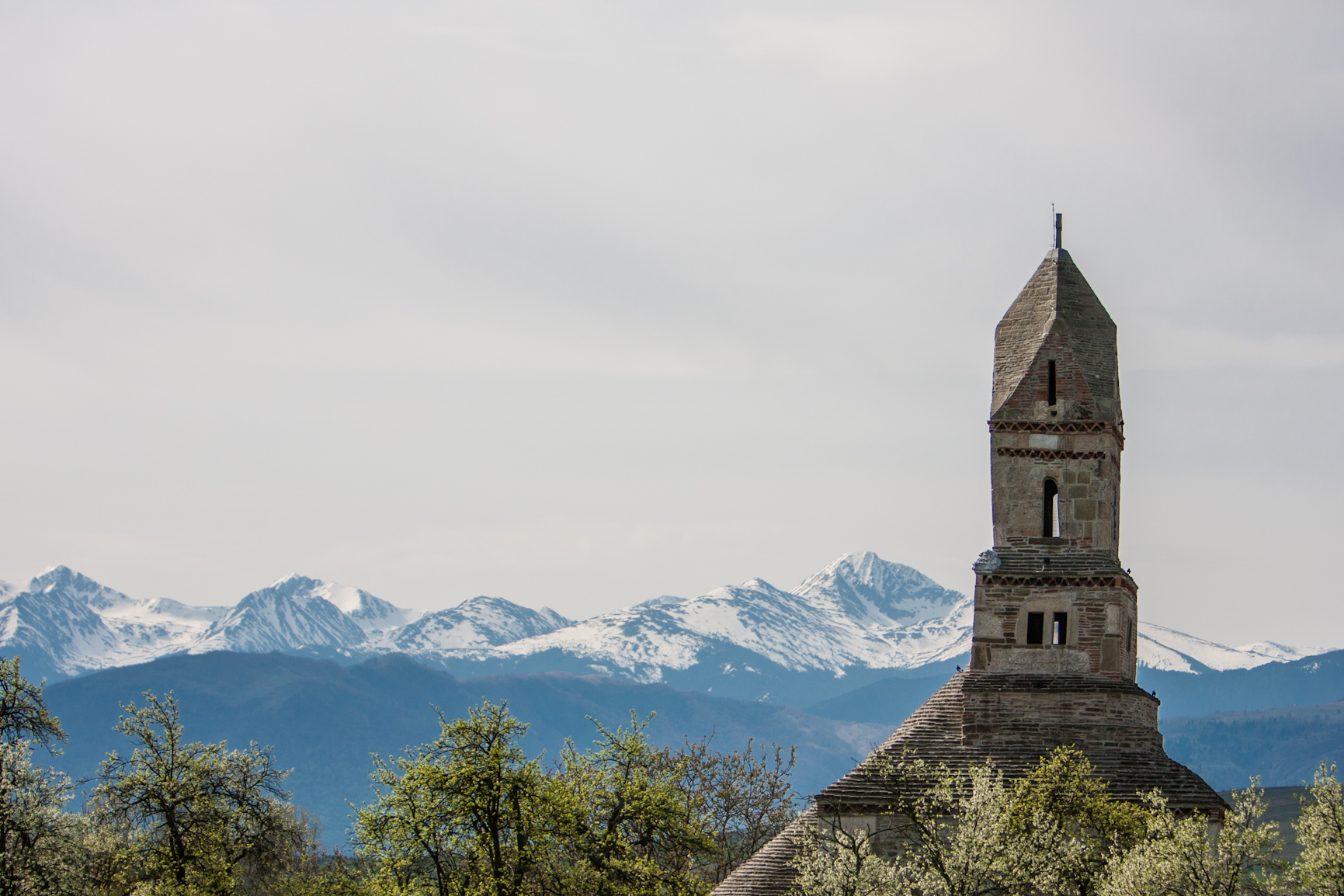
13世紀のロマネスク建築、デンスシュ教会

14世紀まで、トランシルヴァニア、ワラキア、モルダヴィアには、小国（ルーマニア語: voievodate）が広がっていた。この時期、中世の公国ワラキアとモルダヴィアが、カルパティア山脈の南側、東側の地域におこった。
モルダヴィアとワラキアは、いずれもポーランド、サクソン人、ギリシャ、アルメニア、ジェノヴァ、ヴェネツィアの商人たちが通る重要なルート上にあり、中世ヨーロッパの最先端の文化が流入した。グリゴレ・ウレケの年代記『モルダヴィア年代記 (Letopiseţul Ţărîi Moldovei)』は、1359年から1594年にかけての期間を扱っており、当時のモルダヴィアにおける生活、出来事、人物を知るための重要な情報源となっている。この年代記は、宗教に関わらないものとしてはルーマニア最初の文書であり、情報量が豊富であるため、17世紀より最も重要な書物としての位置づけであった。
最初の活字印刷物は、1508年にワラキアでつくられたスラヴ語の祈祷書で、ルーマニア語の最初の本は1544年にトランシルヴァニアで出版されたカテキズムであった。17世紀の終わりから18世紀のはじめにかけて、ヨーロッパのヒューマニズムの考え方に影響を受け、ミロン・コスティン、イオン・ネクルチェが、ウレケの著作を継ぐかたちでモルダヴィアの年代記をまとめた。ワラキアの君主であったコンスタンティン・ブルンコヴェアヌは、芸術を手厚く支援し、地元にルネサンスを持ち込んだ。シェルバン・カンタクジノの統治時代、ブカレスト近郊のスナゴヴ修道院の修道士たちは、1688年に聖書（『ブカレスト聖書 (Biblia de la București)』）をルーマニア語で出版し、これが最初の翻訳書となった。1673年には、ルーマニア語最初の詩作の試みとして、ヤシの大司教、ドソフテイが韻文のソルターを出版した。
モルダヴィアの君主であったディミトリエ・カンテミールは、中世のこの地域における文化発展に多大な貢献をした。彼の興味は哲学、歴史、音楽、言語学、民俗学、地理学と多岐に及び、ルーマニアの地域についてまとめた1769年の著作『モルダヴィア記 (Descriptio Moldaviae)』や、ルーマニア最初の歴史書である『ローマ人、モルダヴィア人、ワラキア人の悠久年代記 (Hronicul vechimii a romano-moldo-valahilor)』がよく知られている。カンテミールの著作はラテン語で書かれていたため西欧でも読まれた。『オスマン帝国の勃興と衰退 (Incrementa atque decrementa aulae othomanicae)』は1734年から翌年にかけて英語で出版（第二版は1756年）されたほか、フランス語（1743年）、ドイツ語（1745年）にも翻訳され、19世紀に至るまでヨーロッパの科学、文化における重要な参考書となった。また、『モルダヴィア記』は、1714年に加入したベルリンアカデミーから依頼されて著したものである。

### 自国文化の回復運動

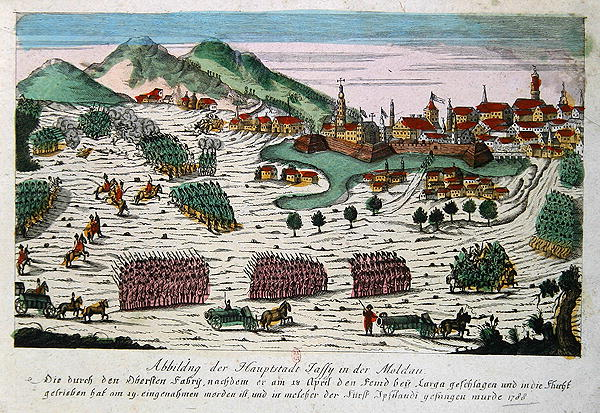
18世紀末、モルダヴィアの首都であったヤシの様子

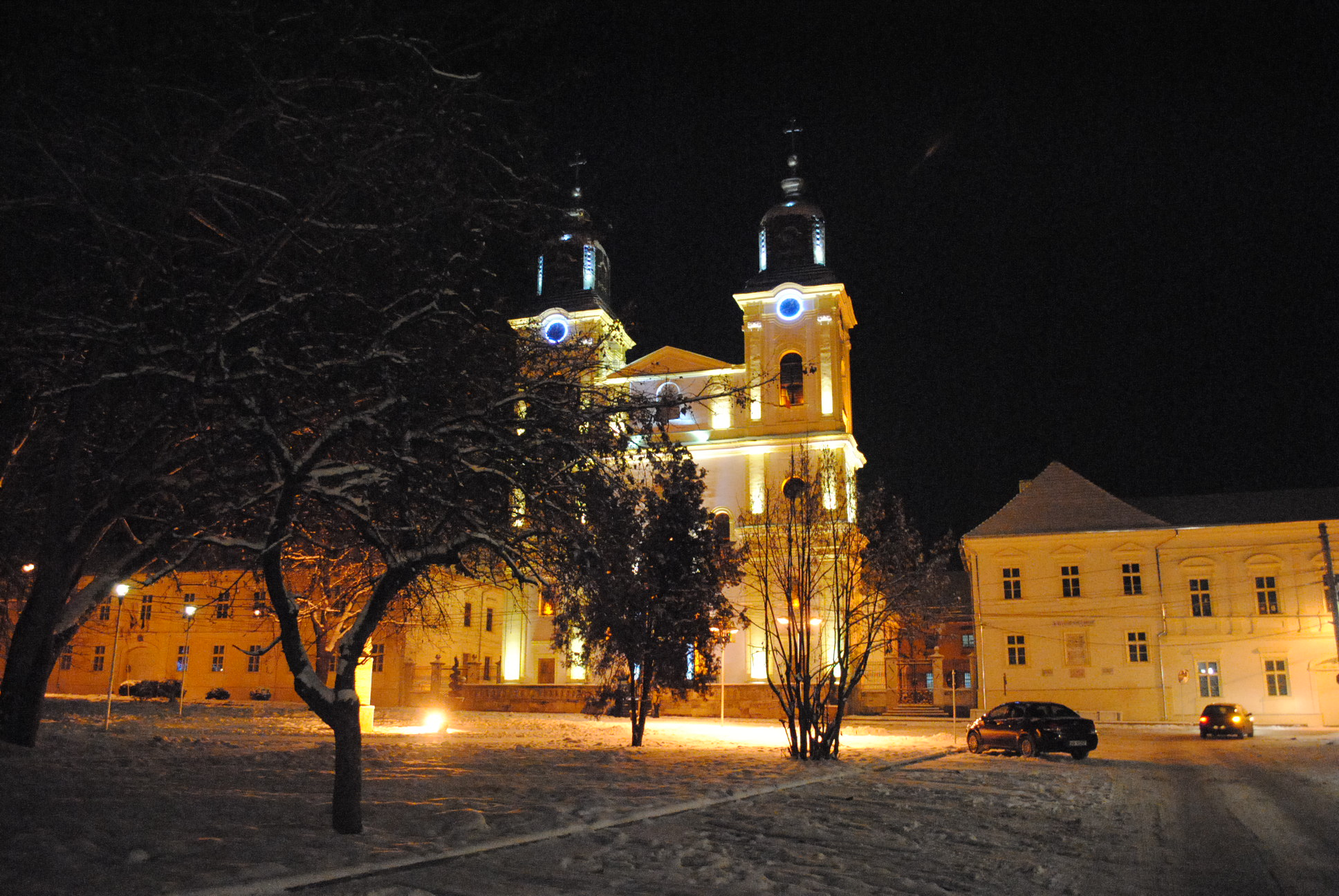
トランシルヴァニアのブラジにあるギリシャカトリックの大聖堂

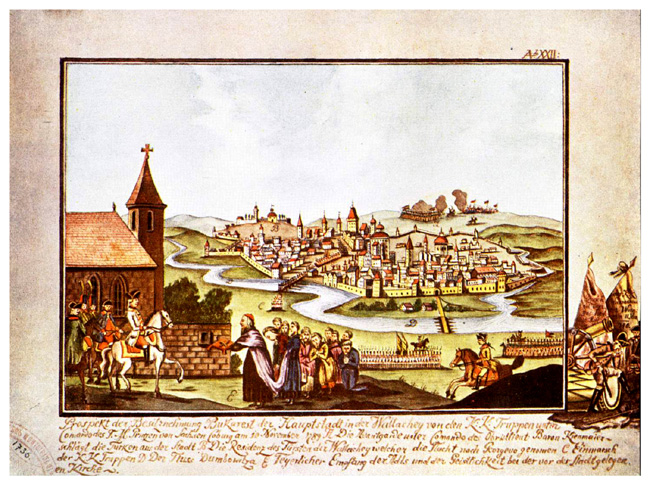
18世紀末、ワラキアの首都であったブカレストの様子

トランシルヴァニアでは、ルーマニア人が人口の大部分を占めていたにもかかわらず、地域一帯を支配していたオーストリア人からは存在を容認されるのみで、政治やトランシルヴァニア議会に意見を反映させることはできなかった。18世紀の終わり、トランシルヴァニア学派 (Şcoala Ardeleană) と呼ばれる解放運動が設立され、ルーマニア人がローマ人に由来することを強調し、ラテン語をもとにした近代的なルーマニア文字を普及させようとした。ルーマニア文字はやがて、古く用いられたキリル文字に取って代わられるようになった。また、トランシルヴァニアのルーマニア教会がローマ教皇のもとにつくことを受け入れ、これによってルーマニア・ギリシャカトリック教会が成立した。1791年、オーストリアのレオポルト2世に対し、フランスの人間と市民の権利の宣言に基づいて、トランシルヴァニアのルーマニア人に他民族と同等の政治的権利を認めるよう要求する請願書 (Supplex Libellus Valachorum) を出した。しかし、ルーマニア人はローマ帝国だけでなく、古代のダキア人にもルーツをもっており、1600年代から1800年代にかけては、オスマン帝国やファナリオティスに代表されるように、東欧の影響を強く受けていた。それゆえ、この解放運動は徐々に西欧化としての向きが強くなっていく。
18世紀の終わりから19世紀のはじめまで、ワラキアとモルダヴィアは、ファナリオティスの君主の支配下に置かれていた。したがって、この2つの地域は、ギリシャから大きな影響を受けている。公国にはギリシャ語の学校が設置され、ゲオルゲ・ラザルやイオン・エリアーデ・ラドゥレスクが、ブカレストに初となるルーマニア語の学校を設立したのは1818年になってからであった。当時、小説家としてアントン・パンが成功したほか、イエニャチタ・ヴァカレスクはルーマニア語をはじめて用い、彼の甥のイアンク・ヴァカレスクは初の本格的なルーマニア語詩を書いた。1821年、オスマン帝国の支配に反発して、ワラキア蜂起が発生する。この蜂起は、ルーマニアの革命家で民兵の指導者であったトゥドル・ウラジミレスクが指揮した。
1848年革命はルーマニアの公国やトランシルヴァニアにも波及し、19世紀の革命以降には新たな著名人が出現する。作家・政治家・ルーマニア初代首相のミハイル・コガルニセアヌ、政治家・劇作家・詩人のヴァシレ・アレクサンドリ、記者で現在の国歌を作曲したアンドレイ・ムレシャヌ、歴史家・作家・革命家のニコラエ・バルチェスクらがその代表である。
1859年にモルダヴィアとワラキアが統合してルーマニア公国が成立すると、ルーマニアの生活様式や文化も統一が進んだ。ヤシとブカレストに大学が開設され、文化施設の数も大幅に増加した。1866年にルーマニア国王として即位したカロル1世は芸術に理解があり、妻のエリサベタとともに重要な後援者となった。1863年に文学批評家のティトゥ・マイオレスクは、仲間とともに文学サークル「ジュニメア（青年の意）」を設立し、ルーマニア王国に大きな影響を与えた。ジュニメアは文化雑誌『文学講演 (Convorbiri Literare)』を発行し、ルーマニアを代表する詩人のミハイ・エミネスクや、作家のヨン・クリヤンガ、小説家で劇作家でもあるイオン・ルーカ・カラジアーレが多くの作品を発表した場として知られている。同時期に、ニコラエ・グリゴレスクやシュテファン・ルキアンは、近代ルーマニアの絵画を確立した。作曲家のチプリアン・ポルムベスクも当時活躍した人物である。
トランシルヴァニアでは解放運動の組織化が進んだ。1861年には、ルーマニア正教会の大司教であったアンドレイ・サグナによって、シビウでASTRA（ルーマニア人のルーマニア文学・文化トランシルヴァニア協会）が設立された。この組織は数多くのルーマニア語書籍や新聞に対して出版を手助けし、1898年から1904年にかけてルーマニア語百科事典を編纂した。この時代の著名な人物として、作家・記者のイオアン・スラヴィチ、作家のパナイト・イストラティ、詩人・記者のバルブ・ステファニスク・デラブランチャ、詩人・記者のジョルジェ・コシュブク、詩人のシュテファン・オクタヴィアン・ヨシフがいる。また、ジョルジェ・バリットとバデア・カルタンは、もともとトランシルヴァニア南部の羊飼いに過ぎなかったが、トランシルヴァニアのルーマニア語新聞を創設し、歴史家として活動するうちに、解放運動の象徴とみなされるようになった。

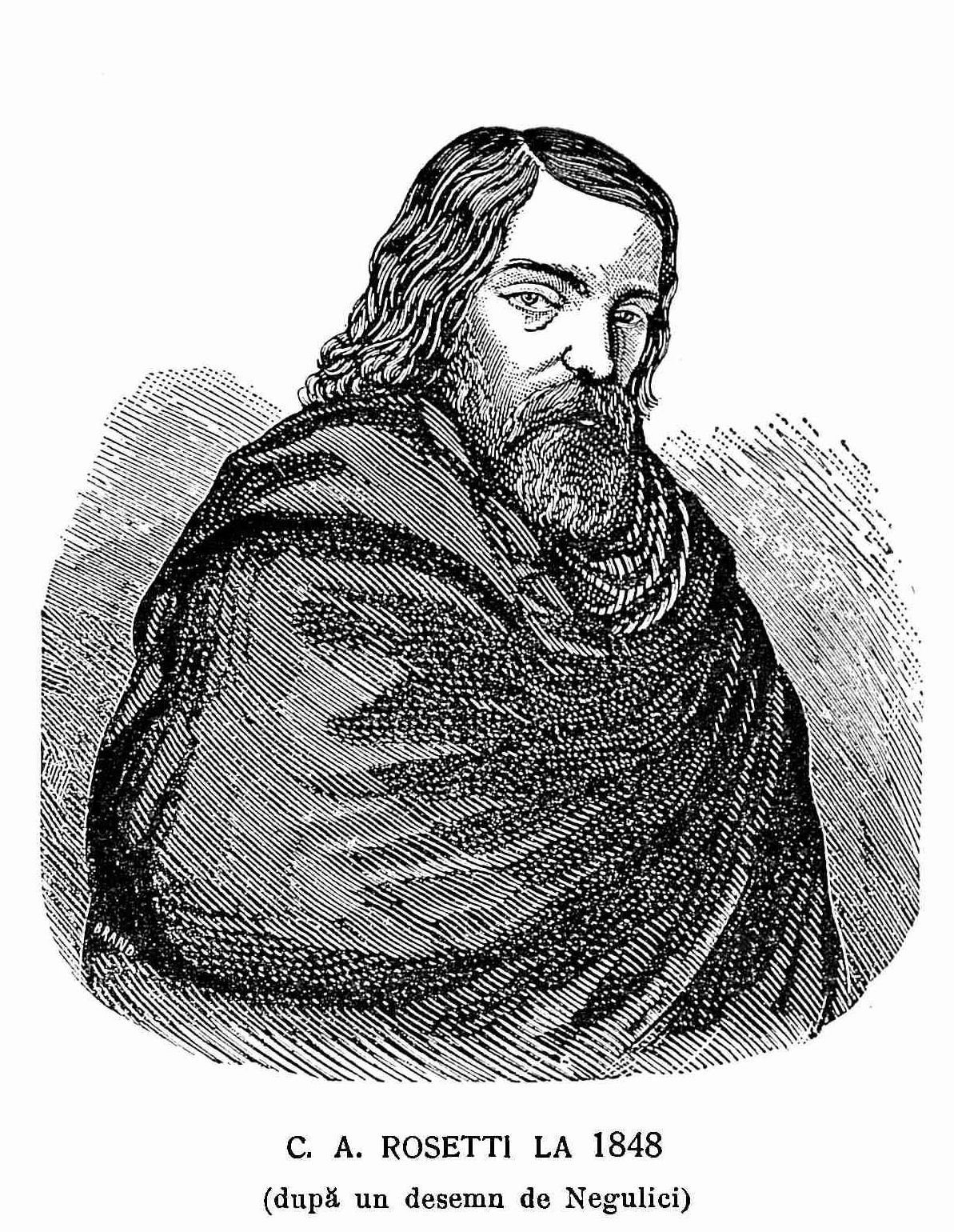
C・A・ロゼッティ
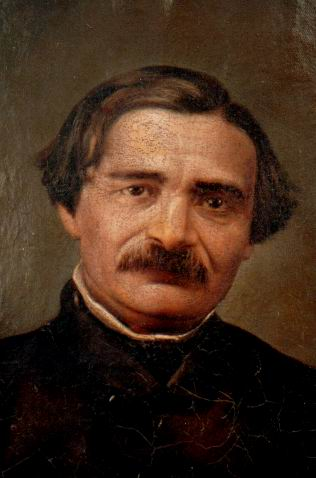
イオン・エリアーデ・ラドゥレスク
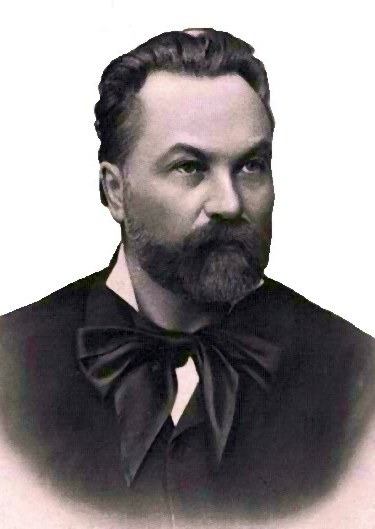
カリストラト・ホガシュ
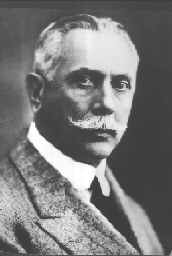
ドゥイリオ・ザムフィレスク
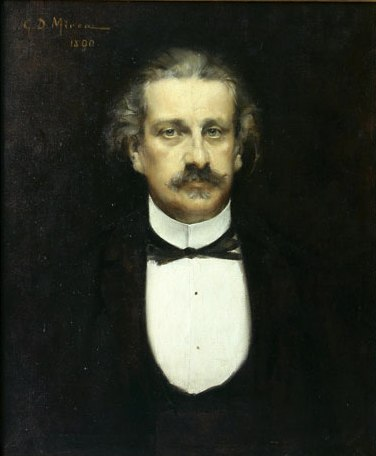
アレクサンドル・オドベスク
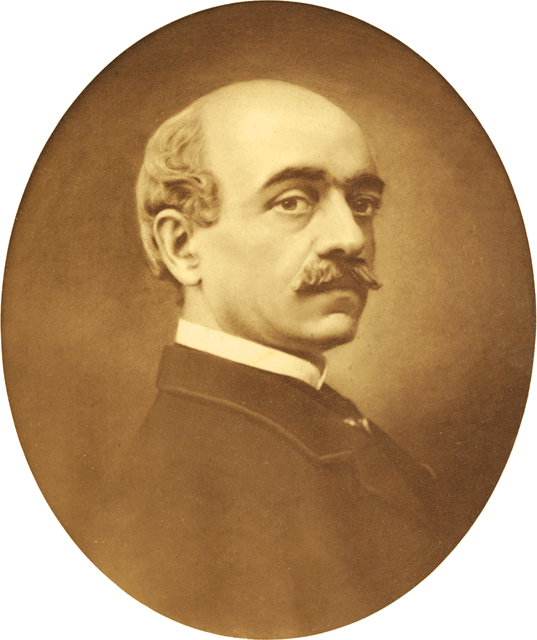
ヴァシレ・アレクサンドリ
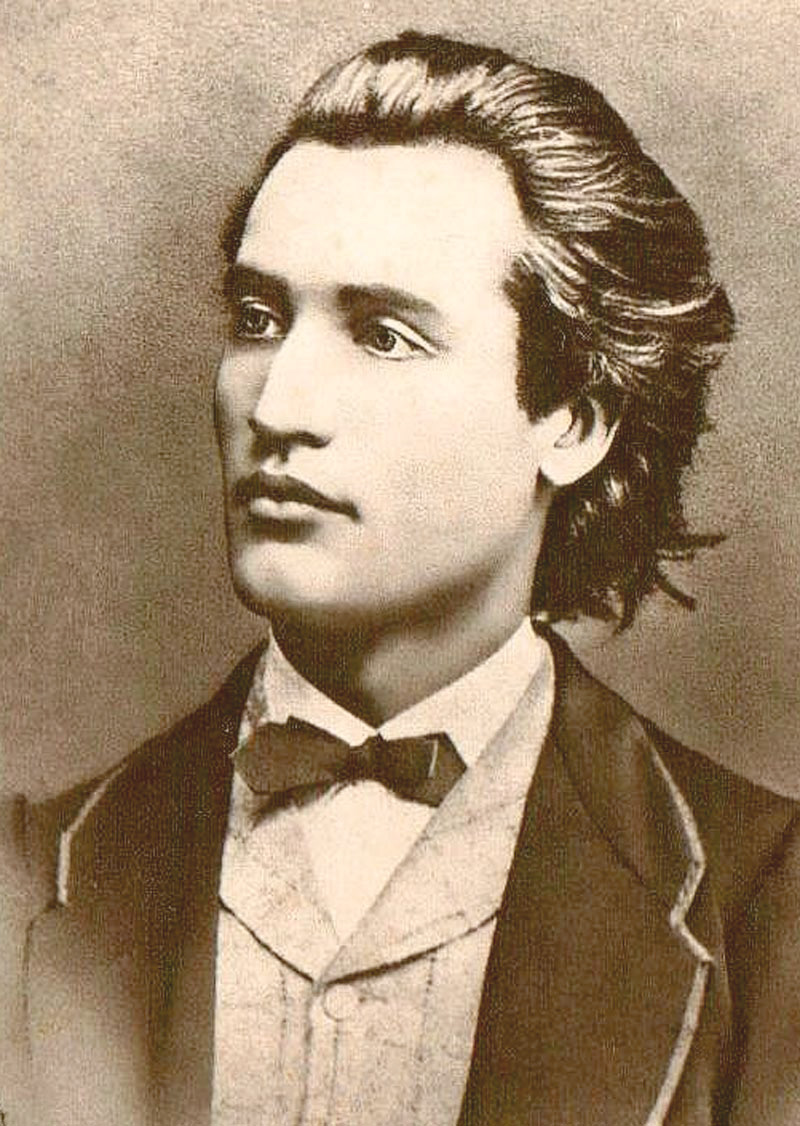
ミハイ・エミネスク
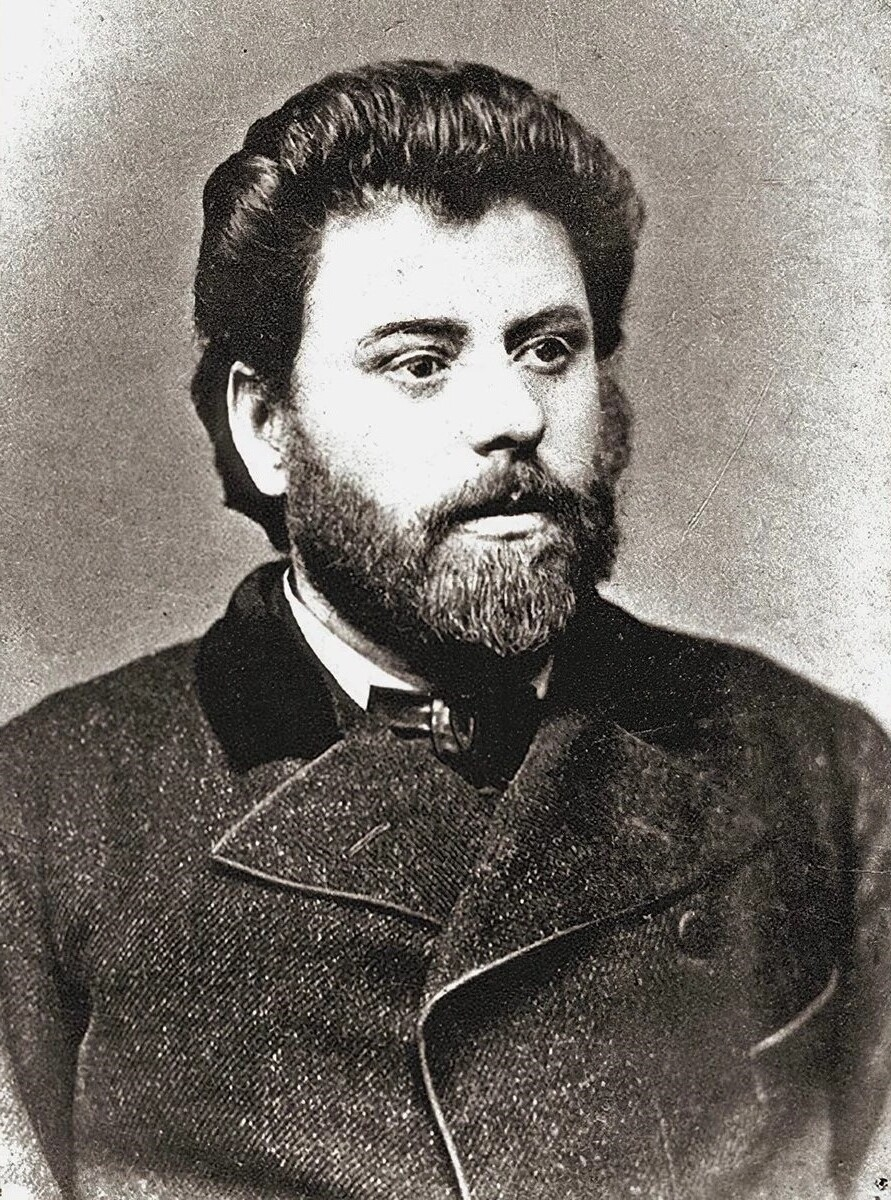
ヨン・クリヤンガ
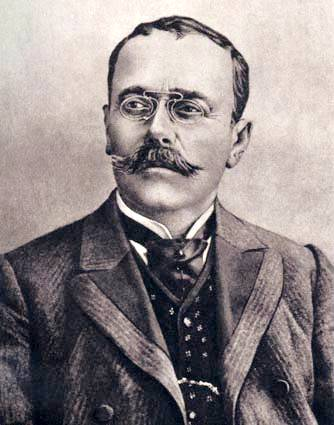
イオン・ルーカ・カラジアーレ
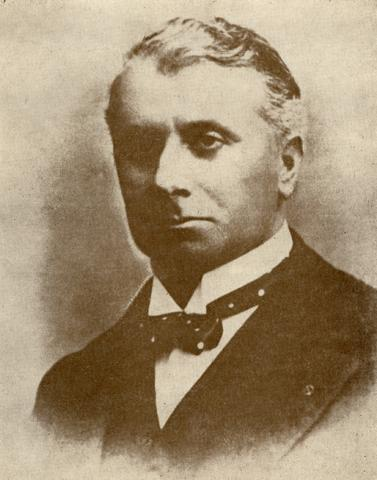
マテイウ・カラジアーレ
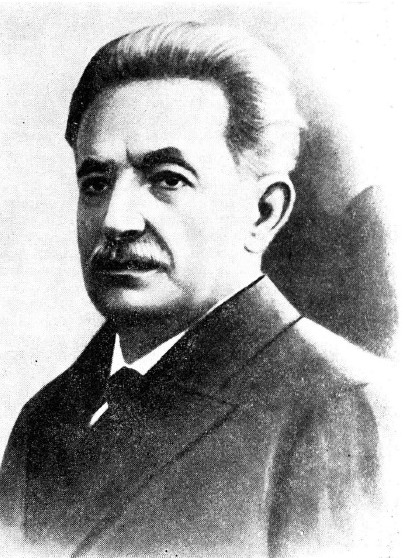
イオアン・スラヴィチ
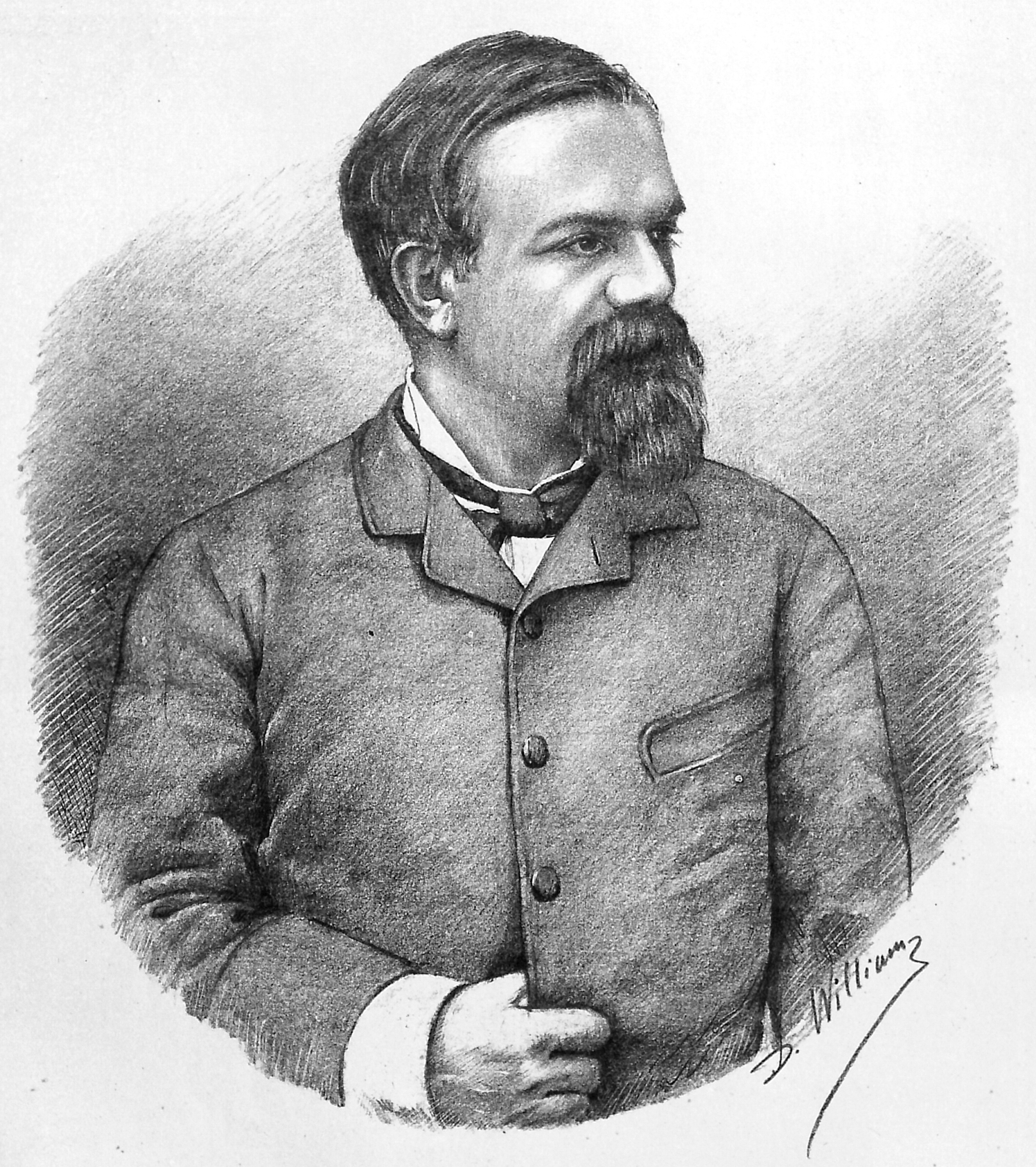
ティトゥ・マイオレスク
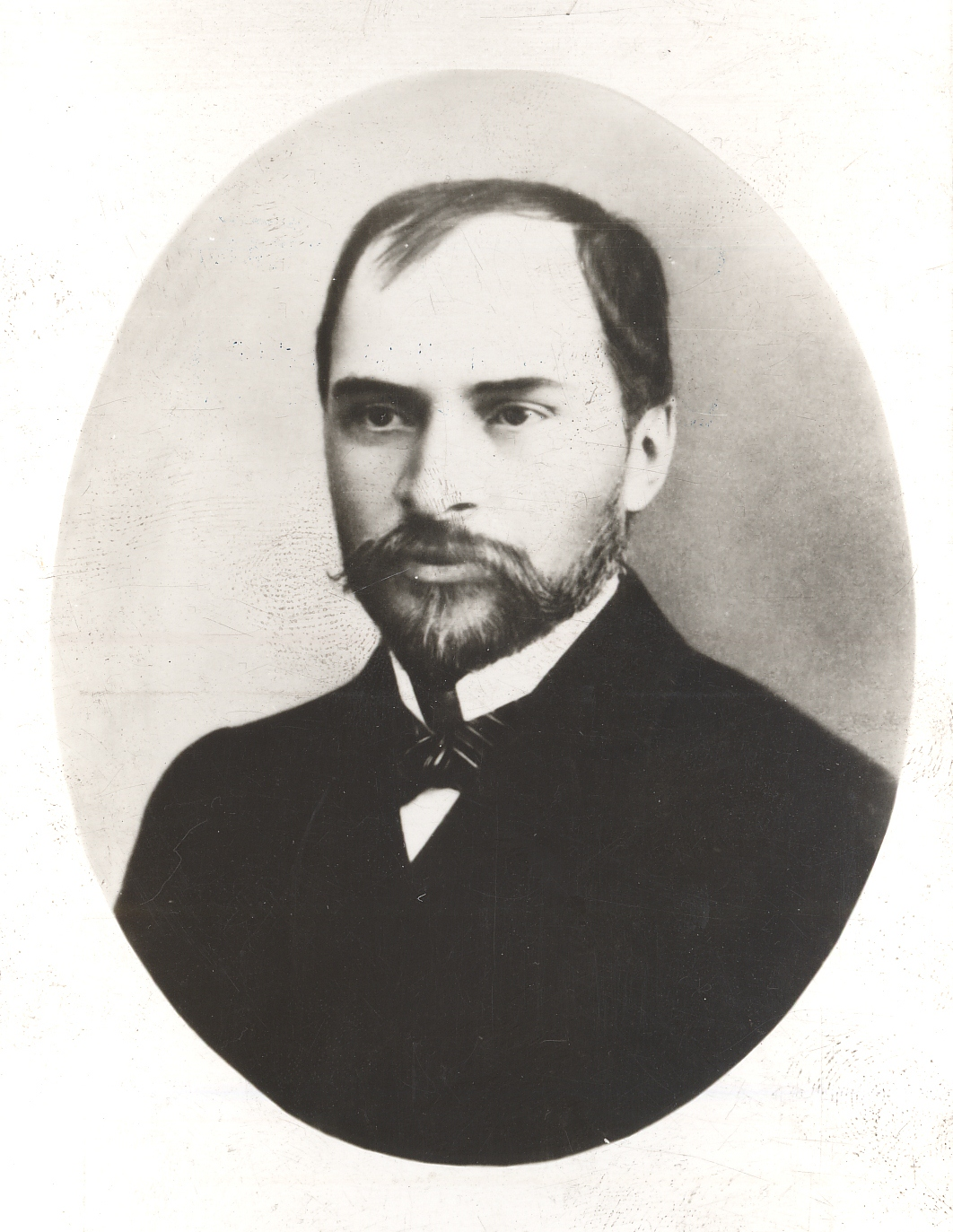
ジョルジェ・コシュブク
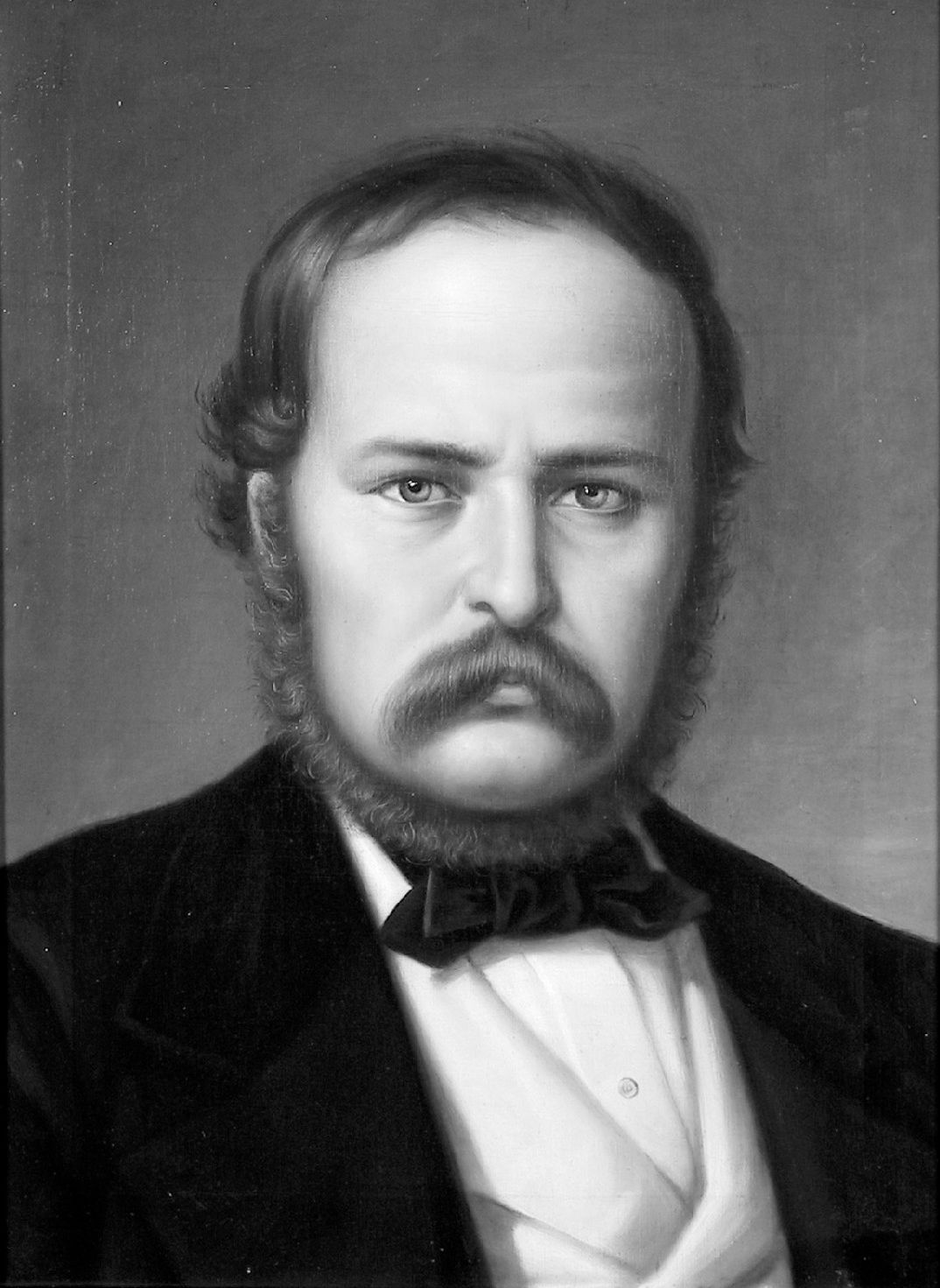
アンドレイ・ムレシャヌ
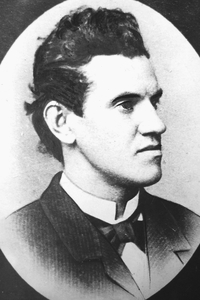
チプリアン・ポルムベスク
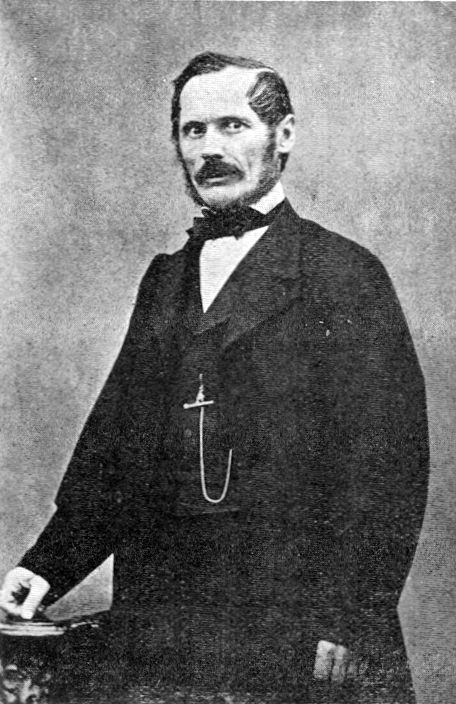
ジョルジェ・バリット
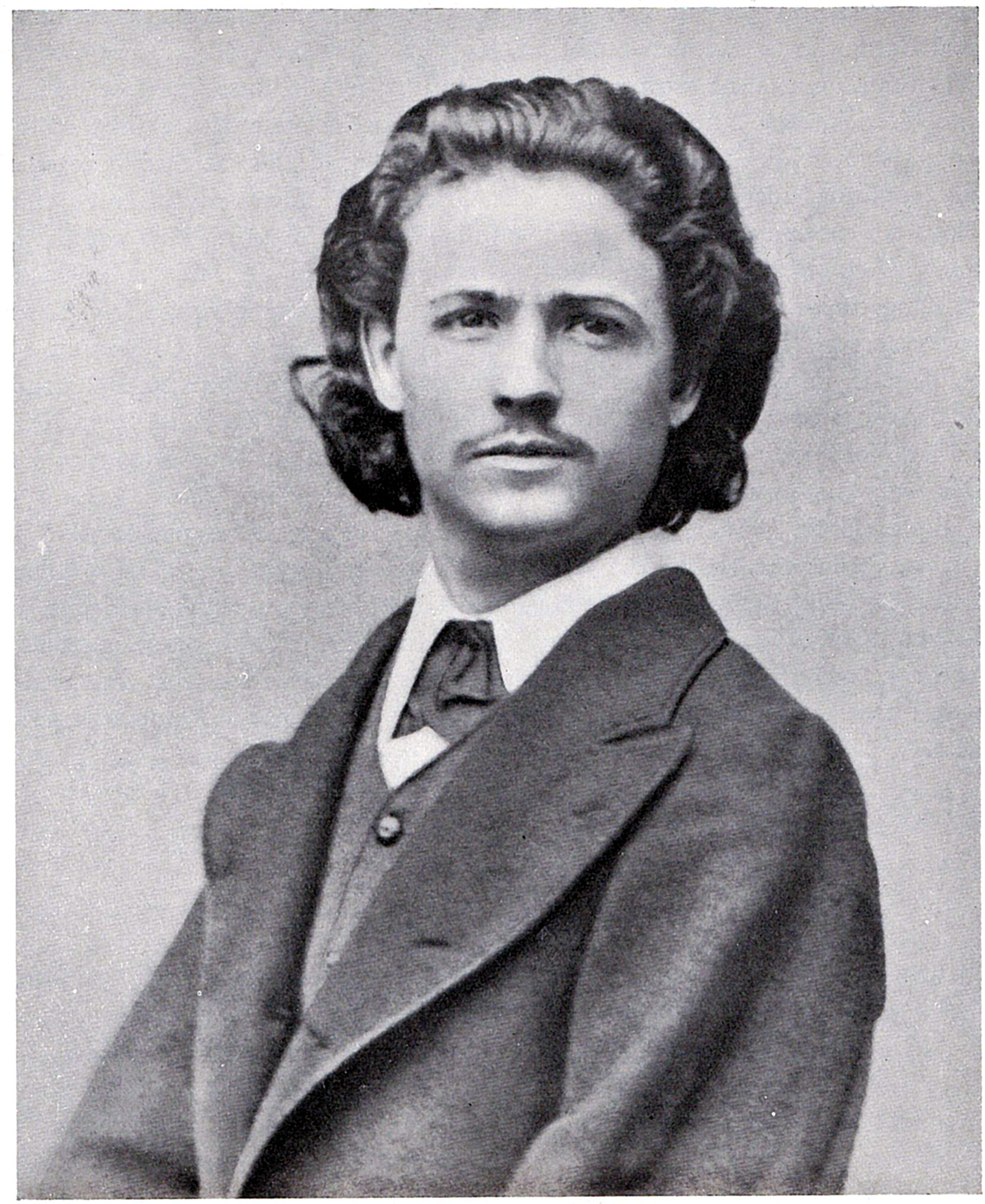
ニコラエ・グリゴレスク
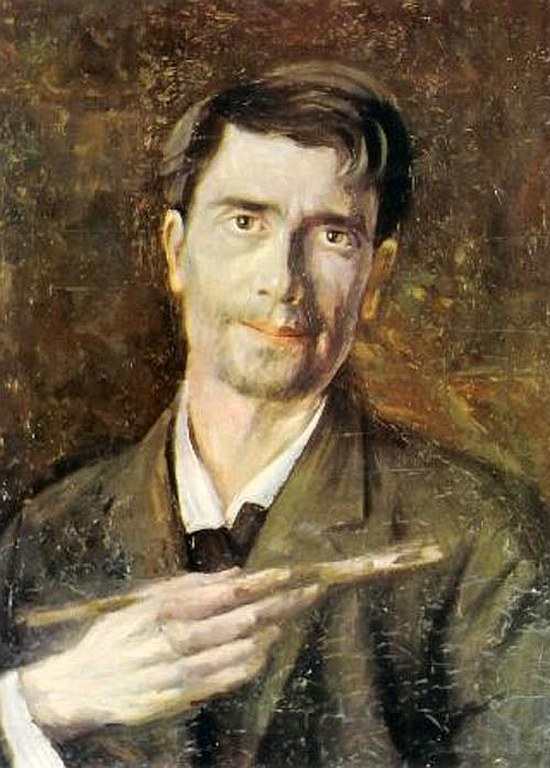
シュテファン・ルキアン

### 黄金期

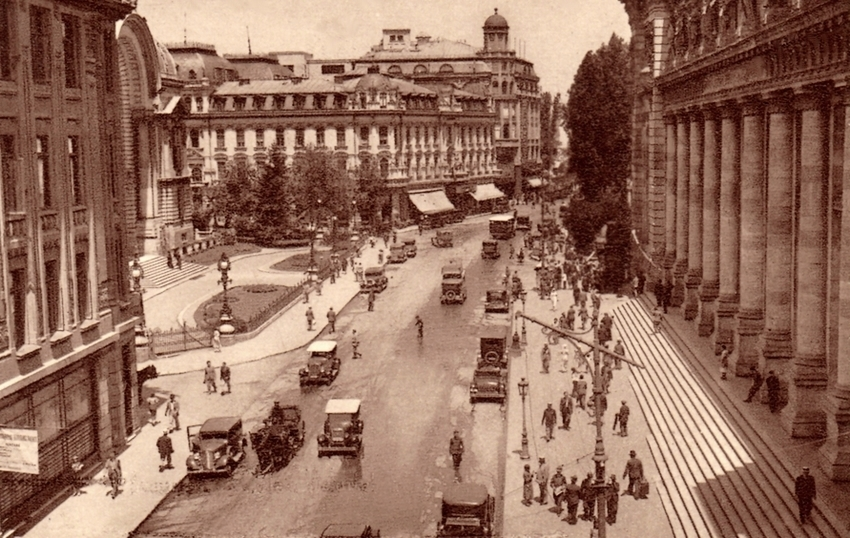
ブカレストのヴィクトリエイ通り（1940年）

20世紀の前半は、一般的にルーマニア文化の黄金期とみなされており、国際的な地位が高まり、ヨーロッパの最先端文化とも強い結びつきがうまれた。外国文化の影響を受けた芸術家として著名なのが、彫刻家のコンスタンティン・ブランクーシである。彼は抽象化の先駆者で、作品に原始的な要素を取り入れることを追求し、近代運動の中心人物でもあった。
伝統的なものと西欧の流行の関係をどう取り持つかは、激しい議論の対象となり、著名人らが論争に加わった。劇作家で表現主義の詩人、哲学者のルシアン・バルガは、伝統主義を唱える代表人物であり、文学・文化雑誌『Sburătorul』の創始者であるオイゲン・ロヴィネスクは、西欧とルーマニア文化の接近を目指したいわゆる西欧化グループの第一人者である。また、ジョルジェ・カリネスクは、様々な文学創作をまとめ、『ルーマニア文学史、その起源から現在まで』を執筆した。
20世紀のはじめは、ルーマニアの文学においても実りの多い時期であった。小説家のリビウ・レブリヤヌは、伝統的な社会における苦闘や戦争の恐ろしさを描いた。ミハイル・サドヴャーヌは、中世のモルダヴィアから着想を得た長編小説を執筆した。また、カミーユ・ペトレスクは、分析的な文章を書いて一線を画した。劇作においては、ミハイル・セバスティアンが有名である。当時、劇場の数が増えるにつれて俳優の数も増加した。ルチア・ストゥルザ・ブーランドラはこの時代を代表する女優として活躍した。
詩人は、ジョルジェ・トピルチャヌやトゥドール・アルゲージがよく知られている。アルゲージは、近代としてははじめて詩に改革をもたらした。また、神経症や絶望を題材にした象徴主義の詩人、ジョルジェ・バコビアや、難解な詩を書きながらも成功した数学者のイオン・バルブも有名である。ほかに、トリスタン・ツァラや、ダダイスム運動の創設者であるマルセル・ヤンコも活躍した。
また、黄金期においては、ミルチャ・ブルカネスク、ディミトリエ・グスティ、アレクサンドル・ドラゴミル、ヴァシレ・コンタらによって哲学も発展した。歴史家で政治家でもあったニコラエ・ヨルガは、類を見ない多作で知られており、生涯にわたって1,250冊以上の書籍と25,000本を超える記事を発表している。音楽界では、作曲家のジョルジェ・エネスクやコンスタンティン・ディミトレスク、ピアニストのディヌ・リパッティが世界的な名声を得ている。画家も多く育ち、ニコラエ・トニツァ、カミル・レッシュ、フランチスク・シラト、イグナット・ベドナリク、ルチアン・グリゴレスコ、テオドール・パラディらが知られる。医学界においては、ニコラエ・パウレスクがインスリンを発見し、社会に大きな貢献を果たした。ゲオルゲ・マリネスクは著名な神経学者で、ビクトル・バベシュは創成期の細菌学者の1人である。ゲオルゲ・チツェイカはルーマニアを代表する数学者で、イオン・バルブは数学者でありながら詩人としても名を残した。

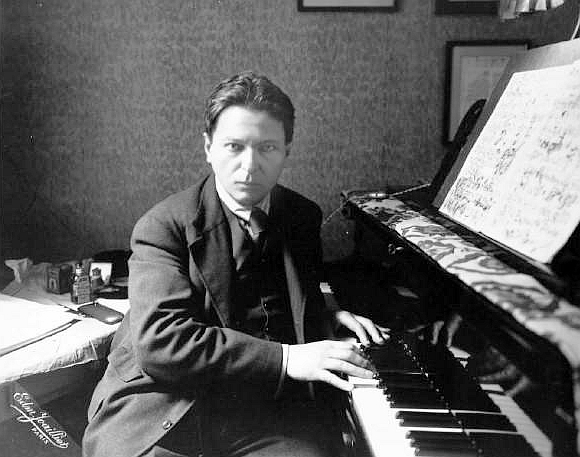
ジョルジェ・エネスク
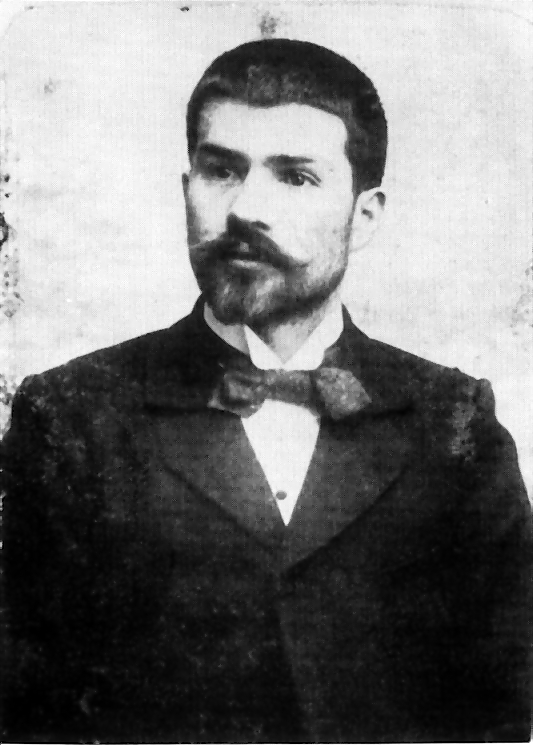
コンスタンティン・ブランクーシ
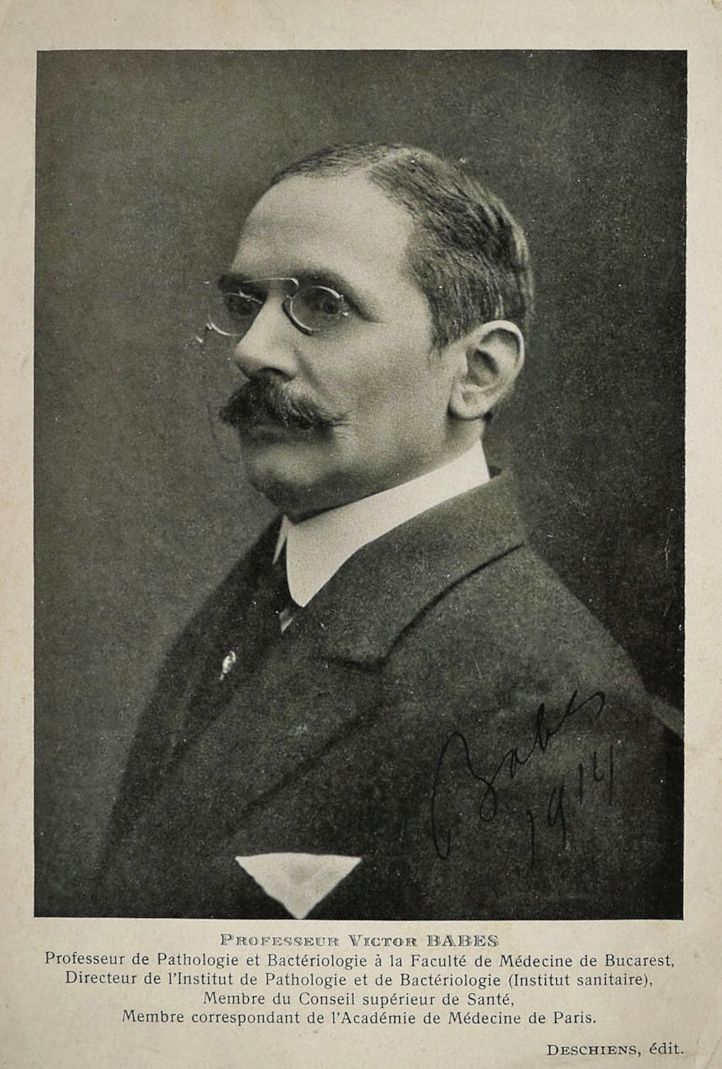
ビクトル・バベシュ
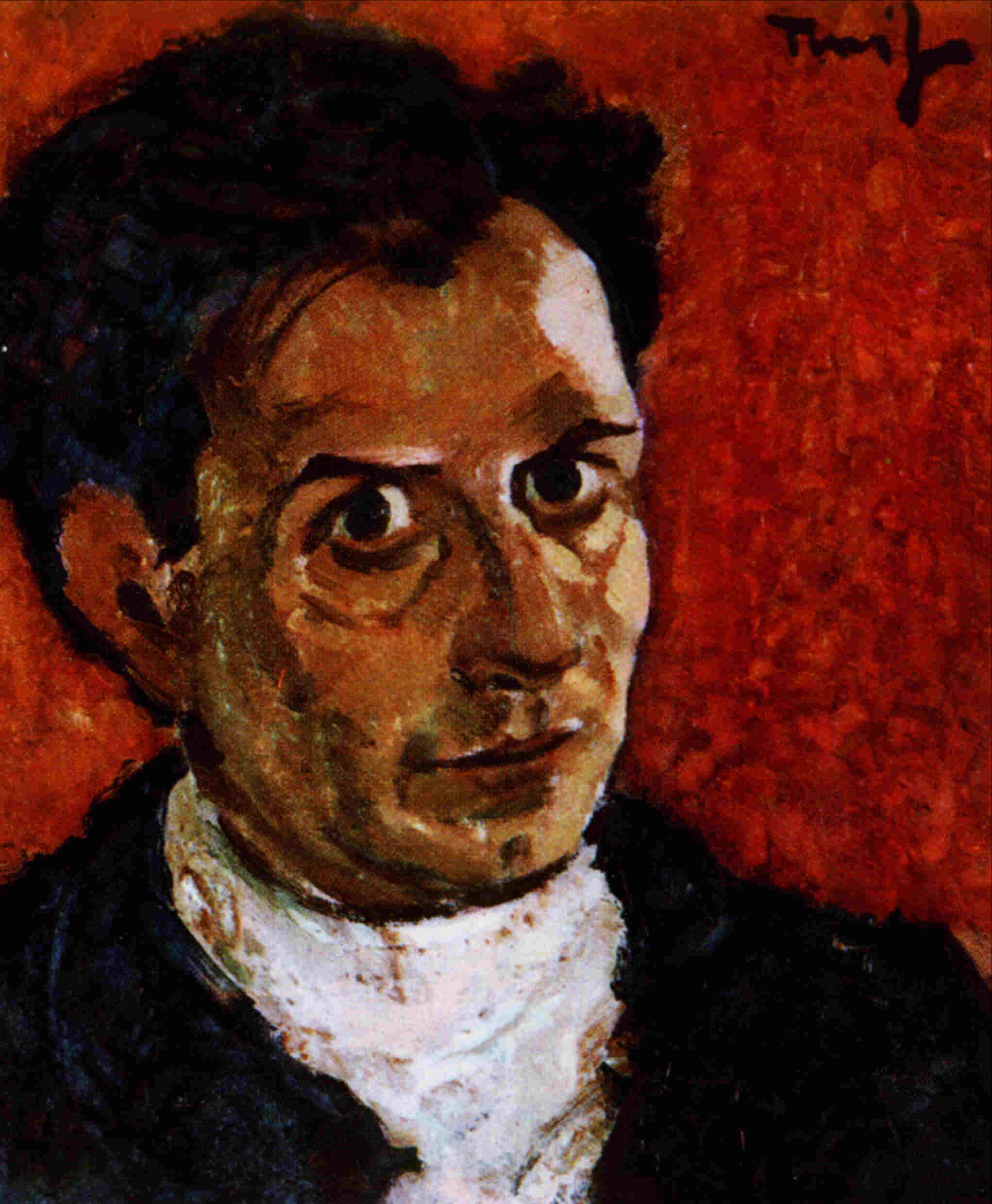
ニコラエ・トニツァ
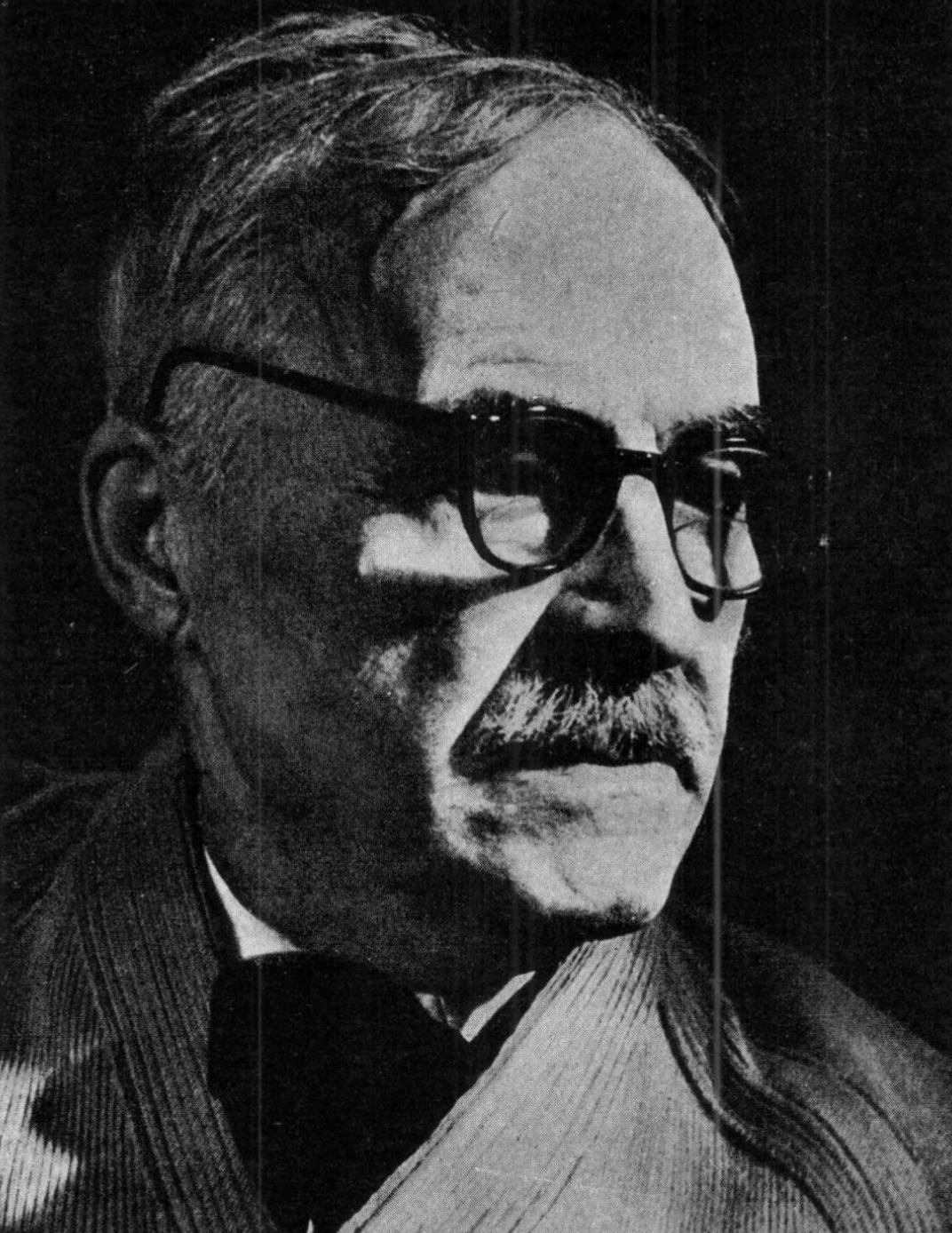
トゥドール・アルゲージ
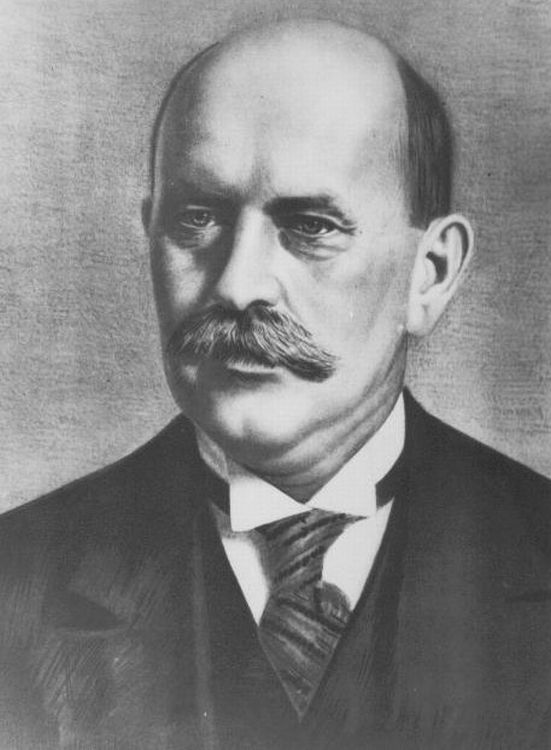
ゲオルゲ・チツェイカ

### 戦後
共産主義政権下のルーマニアでは、生活にかかわるほぼすべての要素に厳しい検閲を課し、同時に国民を統制する手段として文化を利用した。表現の手段は、様々な角度から規制された。ソビエト化の時代は、社会主義リアリズムに基づいて新しい文化的なアイデンティティを確立し、古い価値観を否定することによって新しい体制に正当性を付与することが試みられた。これに対し、政権を賞賛する動きと、検閲を回避しようとする動きがあらわれた。前者からは後世に残るような価値は生まれにくかったが、後者では価値のある作品をつくるための努力がなされ、一般人からの受けも非常に良かった。この時期に傑出した才能を見せたのは、作家のマリン・プレダ、詩人のニキタ・スタネスク、マリン・ソレスク、文学批評家のニコラエ・マノレスク、エウゼン・シミオンである。亡命しなかった反体制の活動家は、「自宅軟禁」や「強制収容所」のいずれかの状態に置かれ、政権による厳しい監視下のもとで生活を送っていた。遠隔地の修道院を活動場所に選んだ人々もいた。彼らの作品の多くは、1989年のルーマニア革命後に出版された。哲学者のコンスタンティン・ノイカ、ペトレ・ツツェア、ニコラエ・スタインハートはこうした境遇に置かれていた人物の一例である。
共産主義政権によって公式に認められた文化と実際の文化には隔たりがあった。当局の意向に反する傑出した作品は、道義的に正しいものと受け止められ、大きな文化的成果を挙げた人物は一般の人々から高く評価された。一方、政府公認の文化として全国に広められたスローガンは、政府の思想を簡単にまとめて普及させるのに役立ち、一部の階級の人間からは評価された。この方向性の違いは、現在でも社会を巻き込んだ論争となっている。

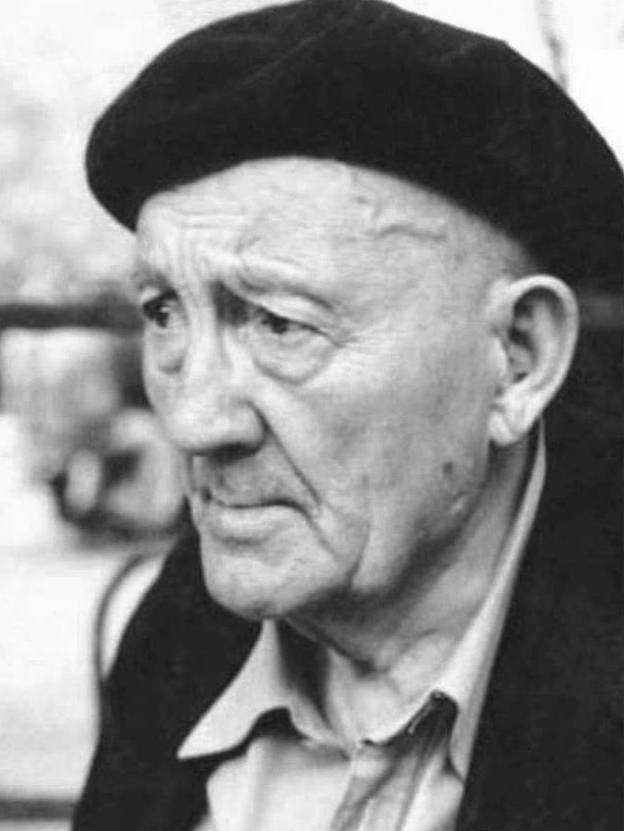
ペトレ・ツツェア
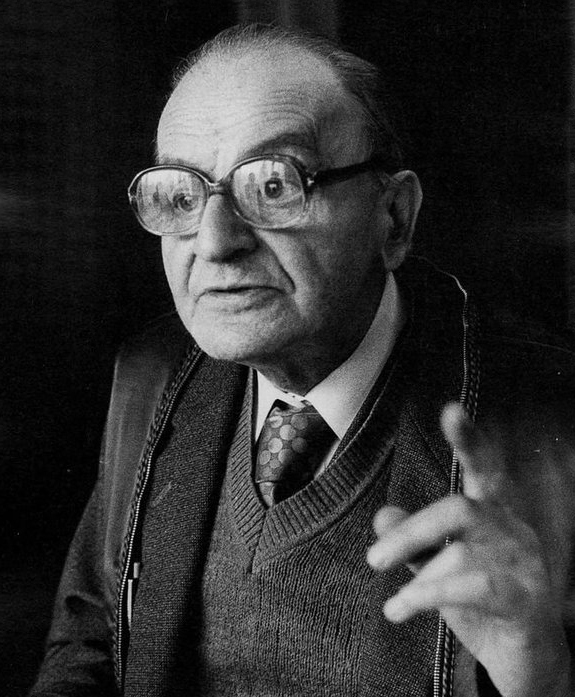
コンスタンティン・ノイカ
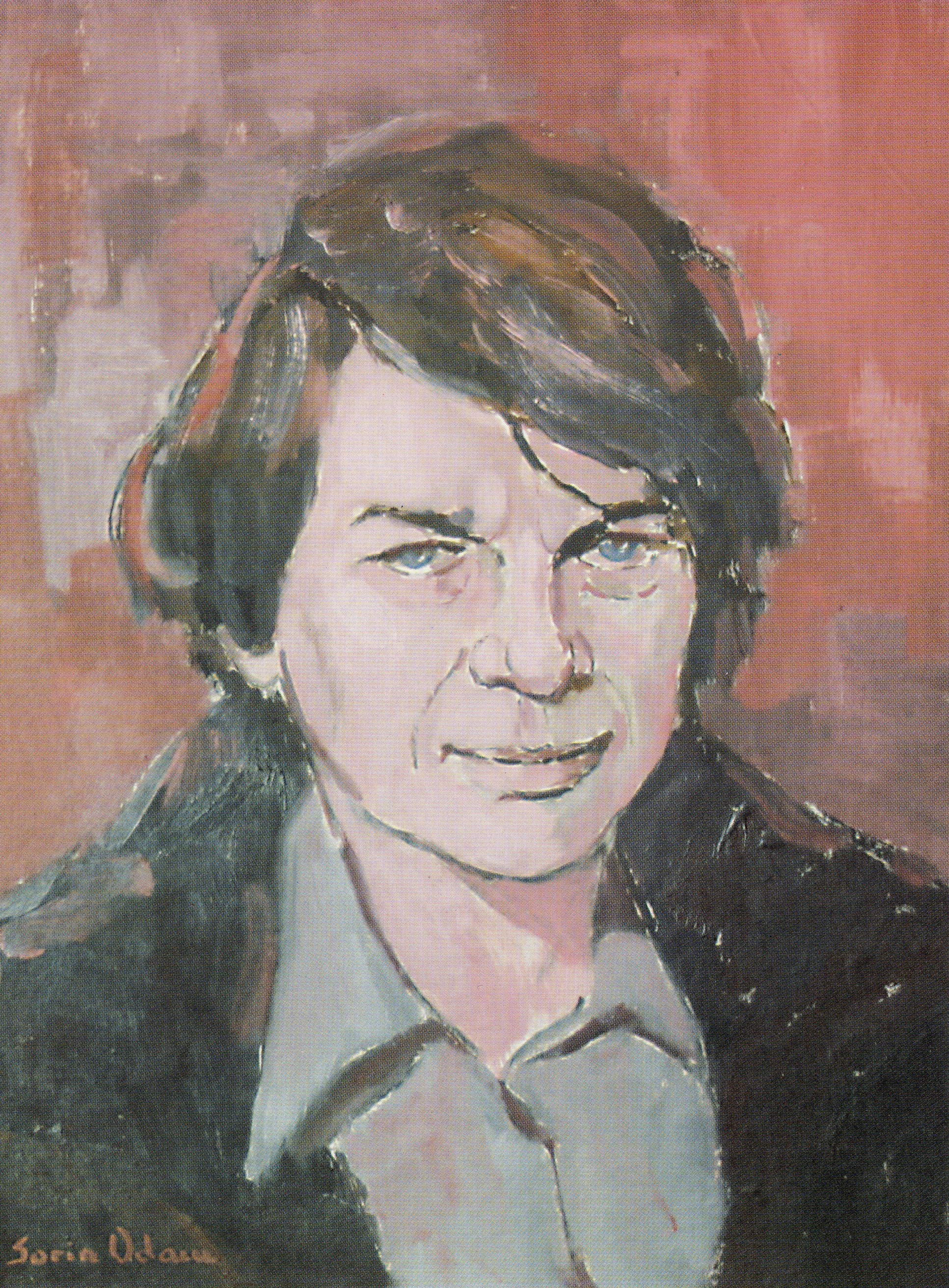
ニキタ・スタネスク
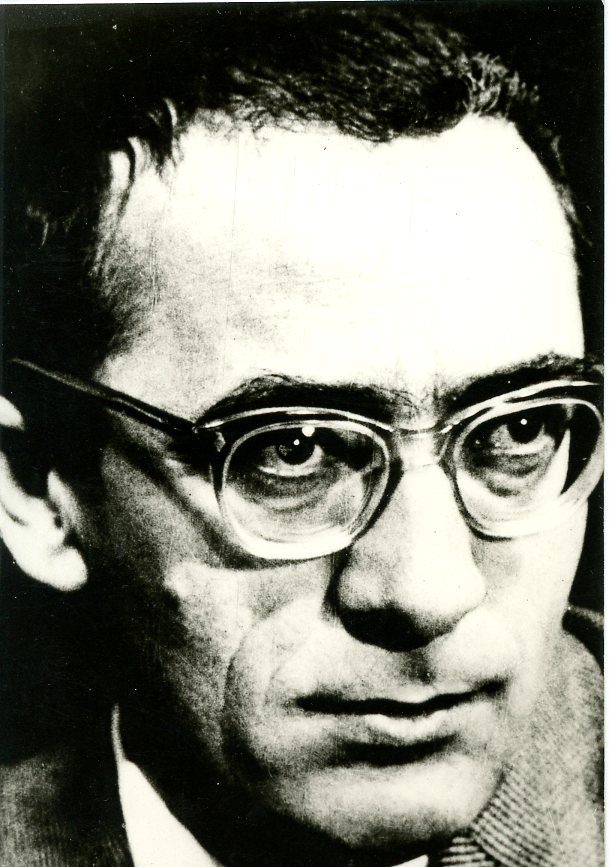
マリン・プレダ
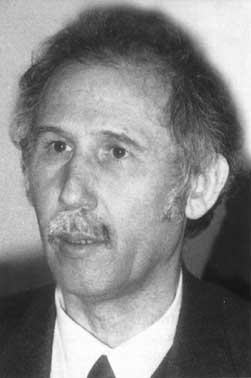
マリン・ソレスク
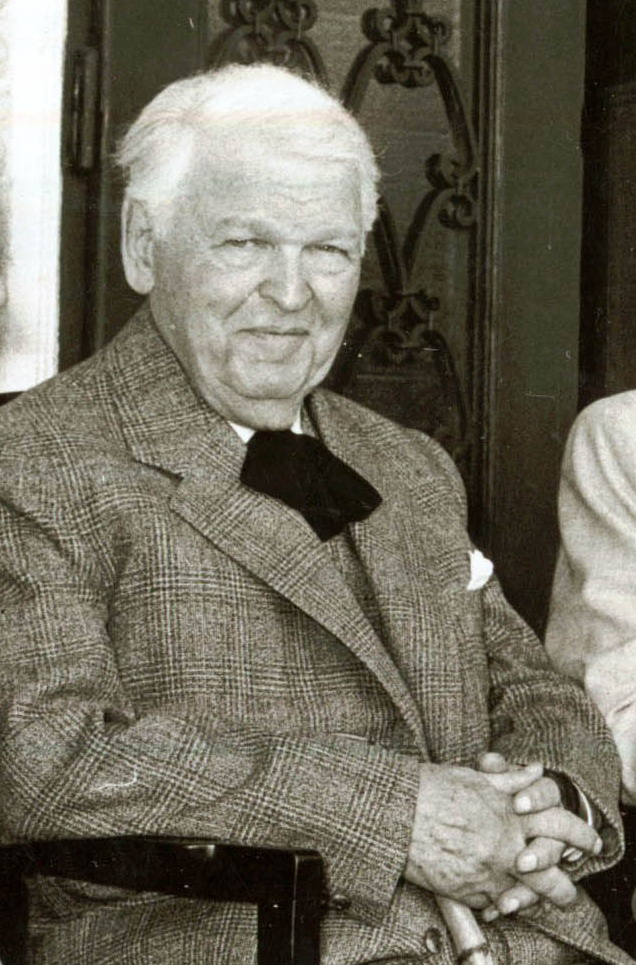
ミハイル・サドヴャーヌ

#### 共産政権化下の文化

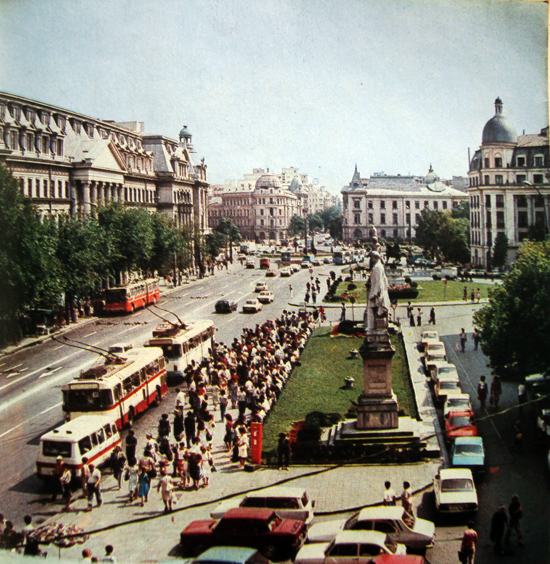
共産主義政権時代におけるブカレストの大学広場

共産主義政権のもとでは、活発な編集活動が行われた。大勢の国民に教育することを目的として、膨大な数の書物が出版された。ルーマニア書籍 (Cartea Românească) やエミネスク出版社 (Editura Eminescu) といった大型の出版社が登場し、5,000タイトルを超える『大衆のための図書館 (Biblioteca pentru Toţi)』など、巨大な作品集が出版された。また、通常、書籍は5万部以下で刷られることはなかった。すべての村に図書館が置かれ、ほとんどすべてが最新の出版物で占められていたほか、低価格であったため、誰もが本を自宅に購入することができた。一方で負の側面もあり、書籍はすべて厳しい検閲にさらされた。さらに、日用品は配給で賄われており、印刷や紙の質が著しく低かったため、本は簡単に劣化してしまった。
この期間、小さな町であっても劇場が設置されたことから、劇場の数は大幅に増加した。多数の新しい施設が建設され、大都市においてはこれらが重要なランドマークとなった。ルーマニアの道路元標のすぐ隣、市の中心に置かれたブカレスト国立劇場がその代表例である。小さな町では、セミプロフェッショナルの劇場である「労働者の劇場」が存在した。ほかの娯楽施設が不足していたこともあり、劇場は人気が高く、俳優の数も増えた。劇場にはすべて国の予算が投入されたため、経営は安定していた。しかし、劇場にあっても政権は厳しい検閲を常に課しており、イデオロギーに沿うような作品のみが上演を許された。遠隔地において何とか存続していたより革新的な劇場は、若い俳優に好まれていたが、ほとんど地元の観客しか訪れることはなかった。
映画館は劇場と同様に発展した。同じ施設が劇場と映画館を兼ねることもあった。映画は非常に人気があり、1960年代からは外国映画も広く普及するようになった。西欧の映画に関しては、厳しい検閲にかけられた。一部がまるごとカットされ、会話はイデオロギーにおいて受け入れられるもののみが選ばれて翻訳された。上映される映画の大部分は、国産のもの、もしくは「友好的な」外国のものであった。この時代に、ルーマニアでは映画撮影も行われはじめ、最初に制作されたのは、カラジアーレの戯曲にもとづく短編映画であった。1960年代には、政府の資金援助により、ブカレストに近接するブフテアで映画産業が発達し、ギャング、西部劇、歴史に関する映画など、一部映画は一般人からも根強い人気があった。この時代の最も多作な映画監督はセルジウ・ニコラエスクで、俳優としてはアムザ・ペレアの人気が高かった。

#### 亡命者
共産党がブルジョアジーのエリート階級を敵視した結果、ルーマニア史上はじめてのディアスポラを生むことになる。海外へ移住した著名なルーマニア人として、不条理演劇の劇作家で、アカデミー・フランセーズを受賞することとなるウジェーヌ・イヨネスコ、宗教歴史家で作家のミルチャ・エリアーデ、パスカル以来のフランス語作家と評されるエッセイストで思想家のエミール・シオランが挙げられる。ルーマニア人のヨアン・ペテル・クリアーノは、アメリカでエリアーデの作品を引き継ぎ、成功を収めた。ほかに、哲学者で論理学者のステファン・ルパスコもディアスポラの1人である。ルーマニアは、他の多くの東欧諸国とは異なり、自国を去ったルーマニア人を祖国に対する裏切り者とみなし、帰国を認めない姿勢をとっていた。そのため、1960年以降もルーマニアで作品を発表する可能性のあったミルチャ・エリアーデ、ウジェーヌ・イヨネスコ、エミール・シオランは皆、再び祖国の土を踏むことができなかった。ディアスポラの功績を再評価し、ルーマニアの文化の一部として彼らを取り入れる動きがおこったのは、1989年の革命以降であり、この課程では対立や意見の食い違いもみられた。
この時期にルーマニア国外で名声を得たルーマニア人音楽家には、ベルリン・フィルハーモニー管弦楽団やミュンヘン・フィルハーモニー管弦楽団の首席指揮者を務めたセルジュ・チェリビダッケ、ボーンマス交響楽団の首席指揮者を務めたコンスタンティン・シルヴェストリがいる。パンパイプ奏者のゲオルゲ・ザンフィルは、多くの映画で作曲や演奏を担当し、この楽器を世界に知らしめた。作曲家で建築家のヤニス・クセナキスはルーマニアで生まれ、幼少期を国内で過ごした。
細胞生物学者で教師でもあったジョージ・エミール・パラーデは、「細胞の構造的機能的組織に関する発見」の功績により、ルーマニア人としてははじめて1974年にノーベル生理学・医学賞を受賞した。その後、1986年には、ルーマニアのシゲトゥ・マルマツィエイ出身であるエリ・ヴィーゼルが、ノーベル平和賞を受賞している。

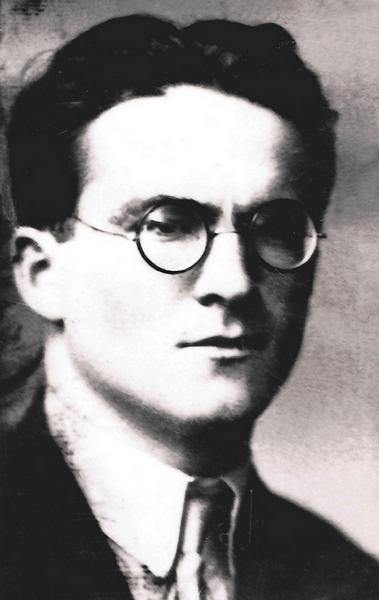
ミルチャ・エリアーデ
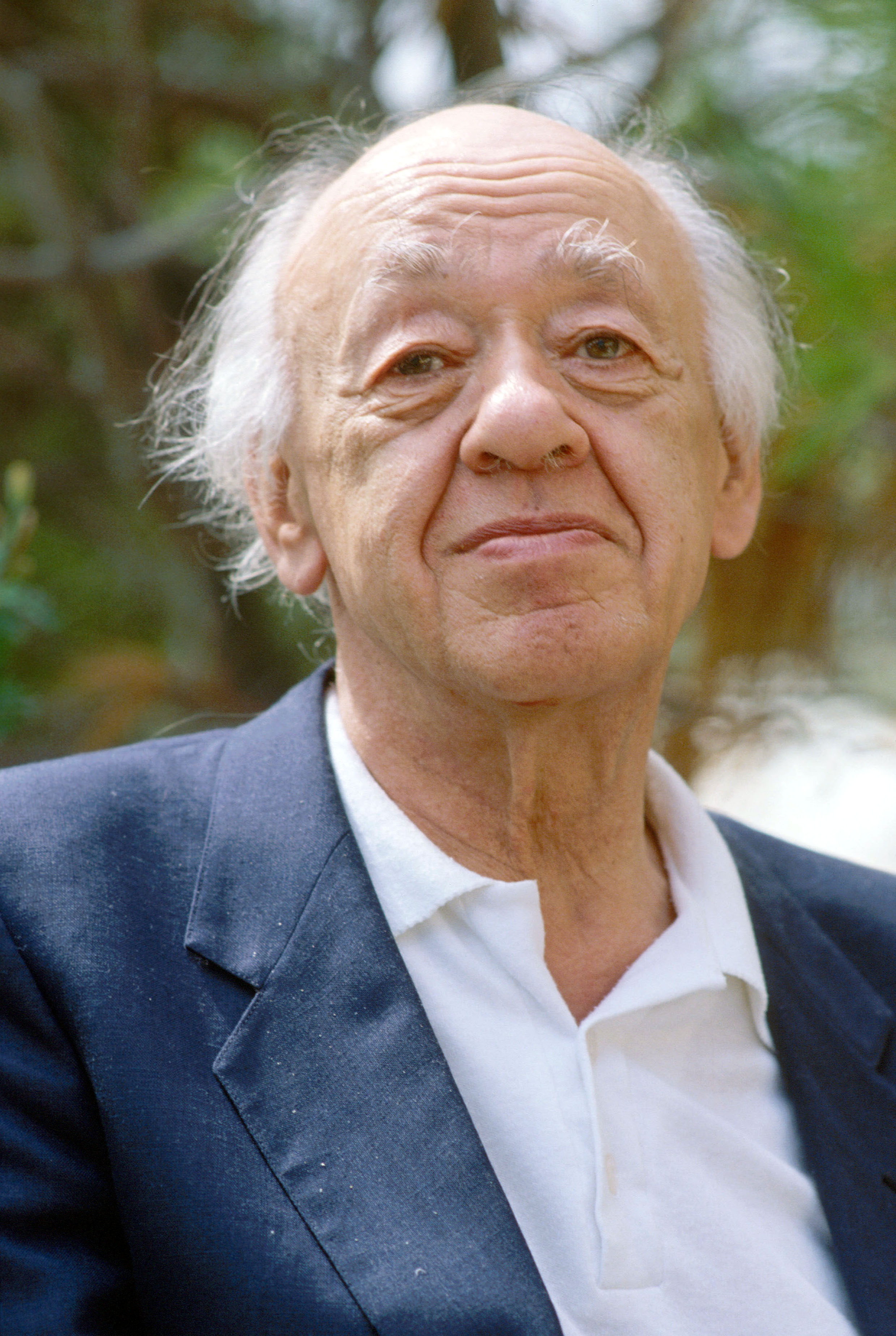
ウジェーヌ・イヨネスコ
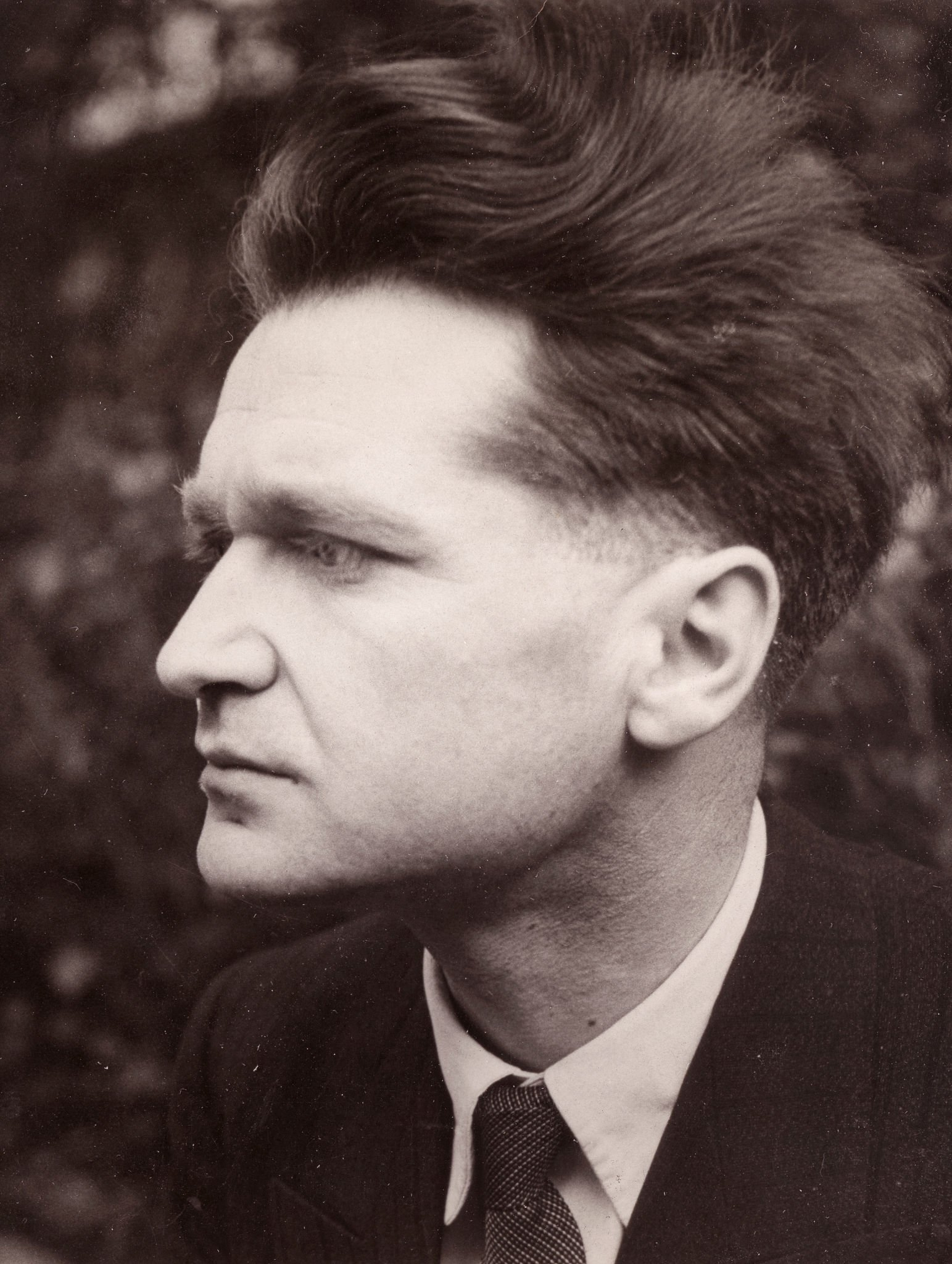
エミール・シオラン
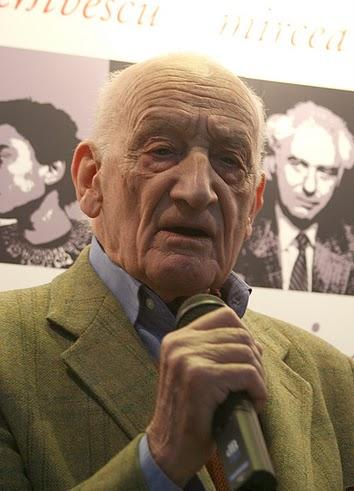
ニャグ・ジュヴァラ
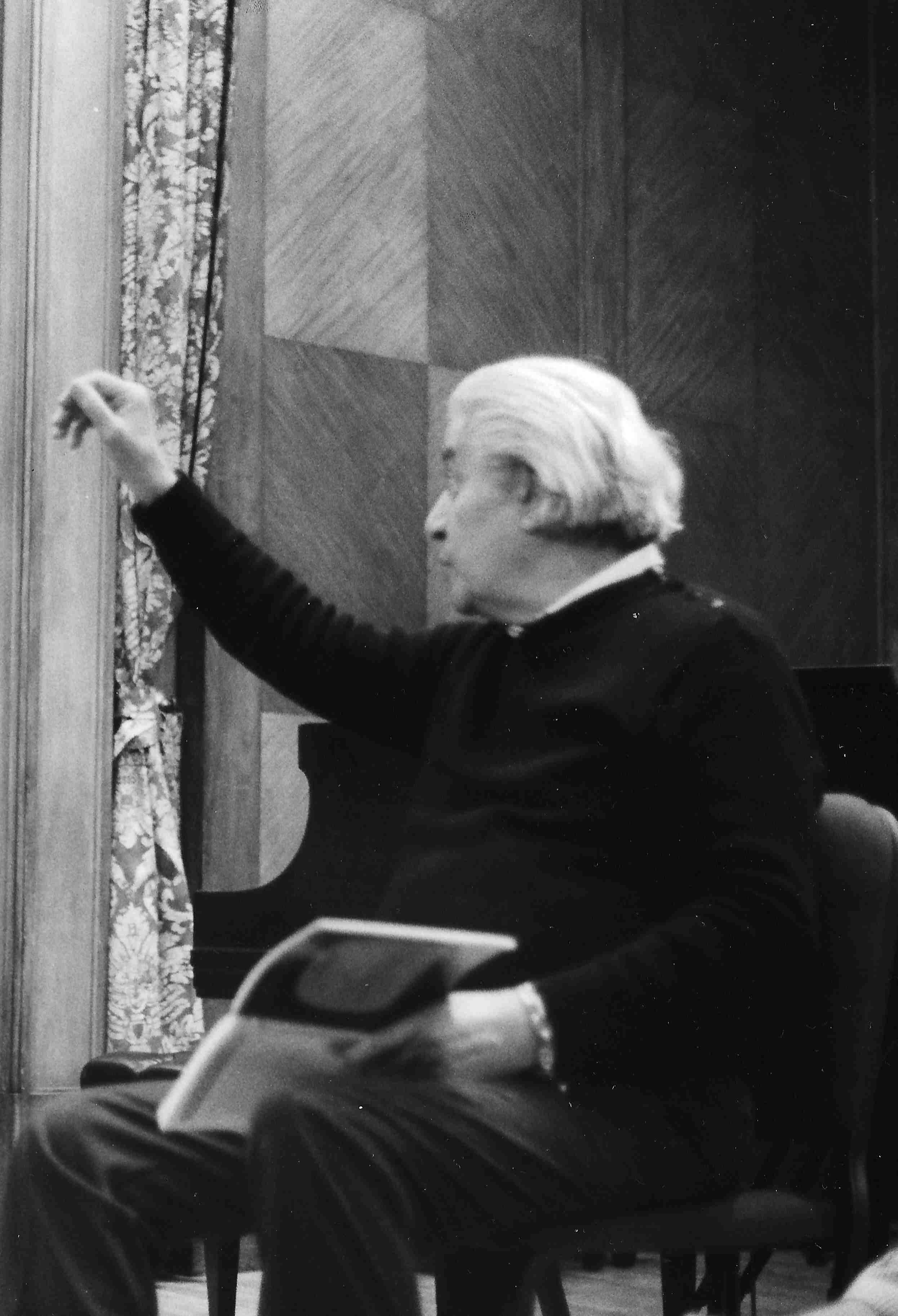
セルジュ・チェリビダッケ
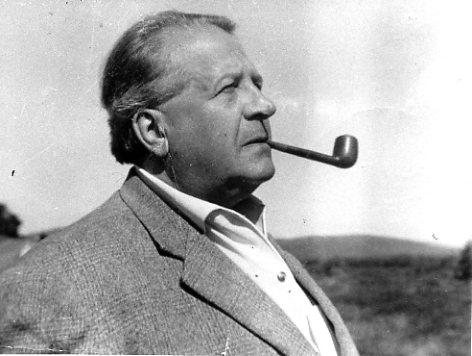
ステファン・ルパスコ

### 革命以降の発展
1989年のルーマニア革命によって共産主義政権が崩壊すると、文化界は盛り上がったが、移行や自由市場経済の導入がうまくいかず、決してその道のりは平坦ではなかった。文化活動の国家による政治的統制が解けたことは、長い間夢見られていた表現の自由を獲得することにつながったが、同時に補助金がなくなり、初期の未熟な市場経済下においては、資金不足、物資不足に苦しむこととなった。文化活動にはほかにも様々な問題が生じた。その1つが、人々の関心が雑誌やテレビなどほかのものへと移ったことである。文化振興のための新たな政策が地方政府に委ねられており、現在では浸透するようになってきている。

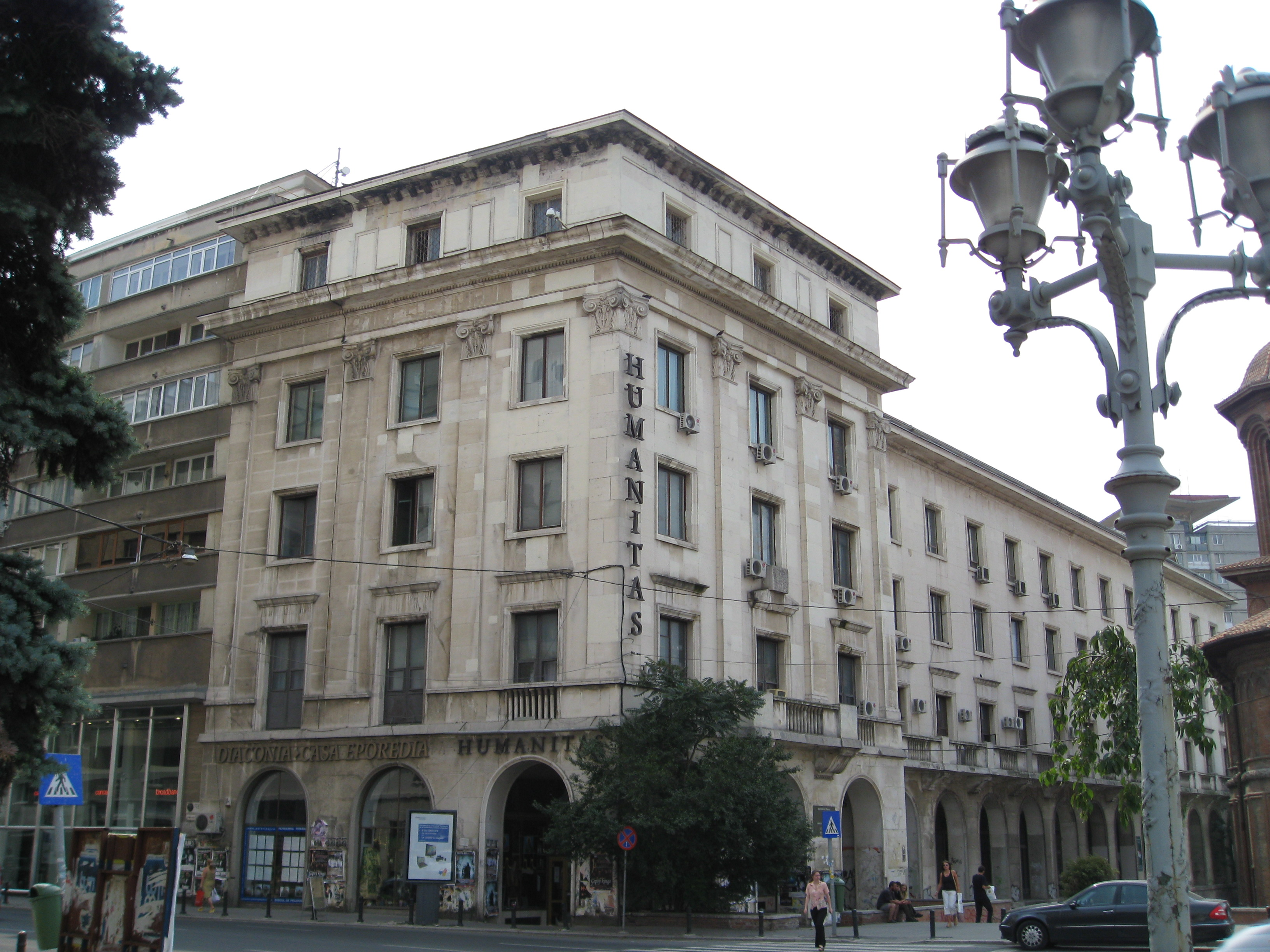
ブカレストにあるヒューマニタス本社

革命後、共産党の検閲によって出版が叶わなかった本が一斉に世に出ることとなった。数多くの本が出版され、売り上げも伸びたため、多数の出版社が設立された。しかし、すぐに飽和状態となり、経営の悪化、売り上げの低下、補助金の不足が重なったことから、出版社は縮小を余儀なくされる。多くの出版社は、数冊を出版した後、廃業している。一方で一部企業は、出版物を変更して翻訳書を中心とする商業的な書籍を出版し、国営出版社は活動休止状態となった。このような企業は政府の財政支援も受けて生き残ったが、出版規模は縮小している。廃業を免れた企業は、生き残りのための工夫として、本の質や外装を改善し、市場志向の出版を行うようになっている。著名なルーマニアの出版社として、ブカレストのヒューマニタス出版社、ヤシのポリロム、技術書や辞書を専門とするテオラがある。一部の出版社は自前の書店を開設し、古い国営の書店に代わって、私企業の運営する書店チェーンが台頭してきている。
文化的な志向をもった新聞各紙も同様にブームと破綻の運命を辿った。この困難のなか生き残った一部の新聞社は、質を高め、批評的な方針を維持することができた。『ディレマ・ヴェーチェ（古いジレンマ）』や『リビスタ22』、『文化評論家 (Observator Cultural)』は、ルーマニア文化を扱う週刊誌として、その評判を維持している。また、国営ラジオであるルーマニア文化ラジオ (Radio România Cultural) や国営放送のTVRカルチュラルも文化番組を制作しているが、それほどの人気は獲得できずにいる。
多くの若い新人作家も登場したが、予算的な制約があったため、良い評価を受けた者だけが金銭的援助のもと自身の作品の出版を許された。このような作家の支援をする機関であったルーマニア作家組合は、1989年の革命以降も大きな変化はなく、その活動や目的を巡っては批判も受けた。ミルチャ・カルタレスク、ホリア・ロマン・パタピエビッチ、アンドレイ・プレシュ、ガブリエル・リーチェアヌ、ヘルタ・ミュラーらは、この時代に成功した作家であるが、彼らは作家としてだけでなく、報道などほかの活動にも携わる者も多かった。ルーマニア人海外移住者と国内文化の結びつきは、現在では非常に強くなっており、主に英語での執筆活動を行うアンドレイ・コドレスクなど、ルーマニア人作家による外国語作品も非常に人気がある。

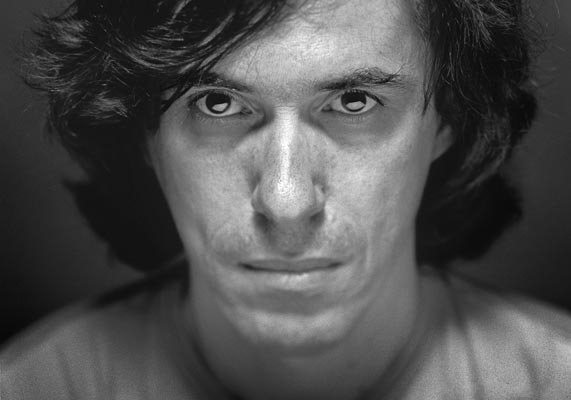
ミルチャ・カルタレスク
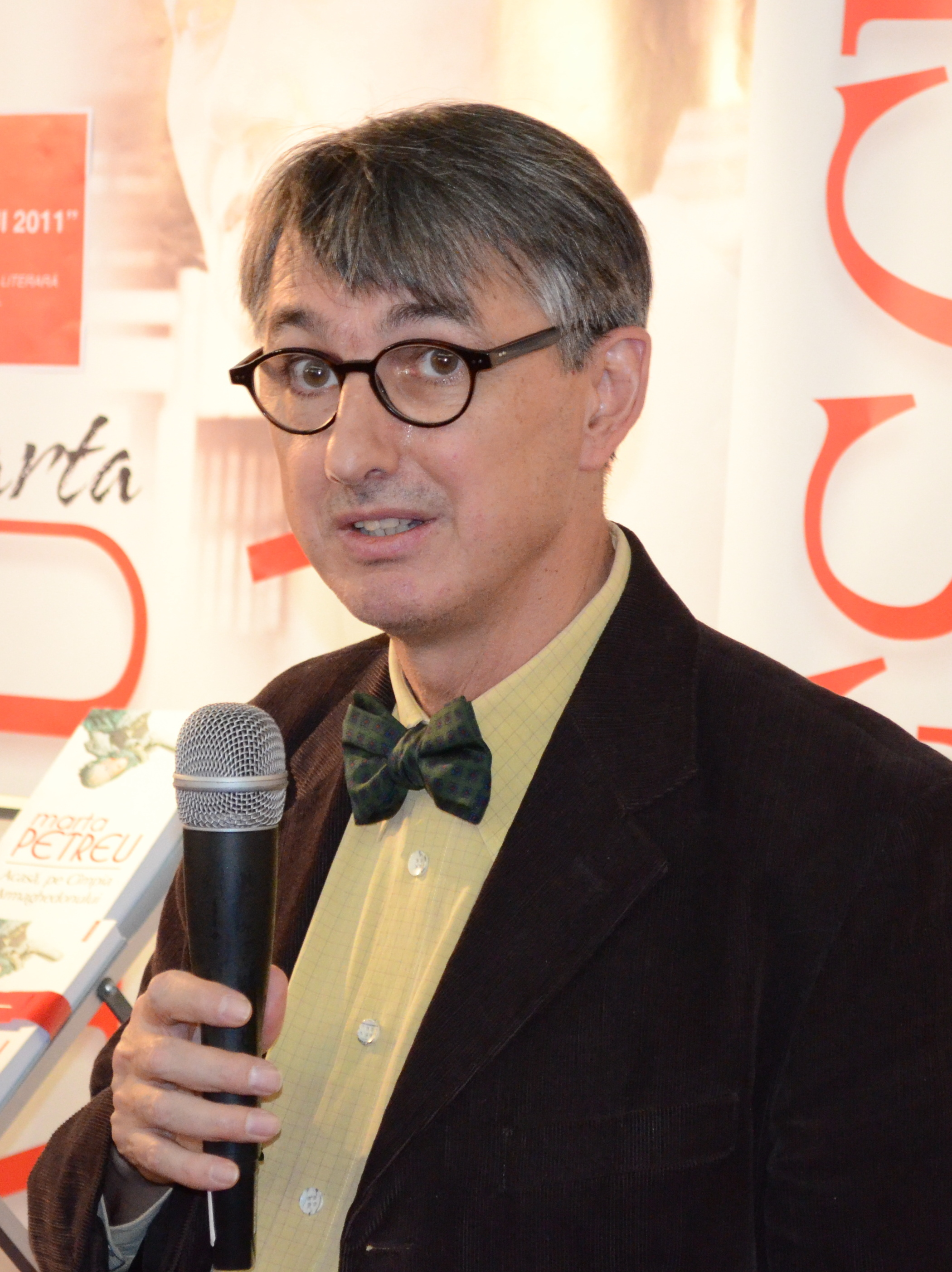
ホリア・ロマン・パタピエビッチ
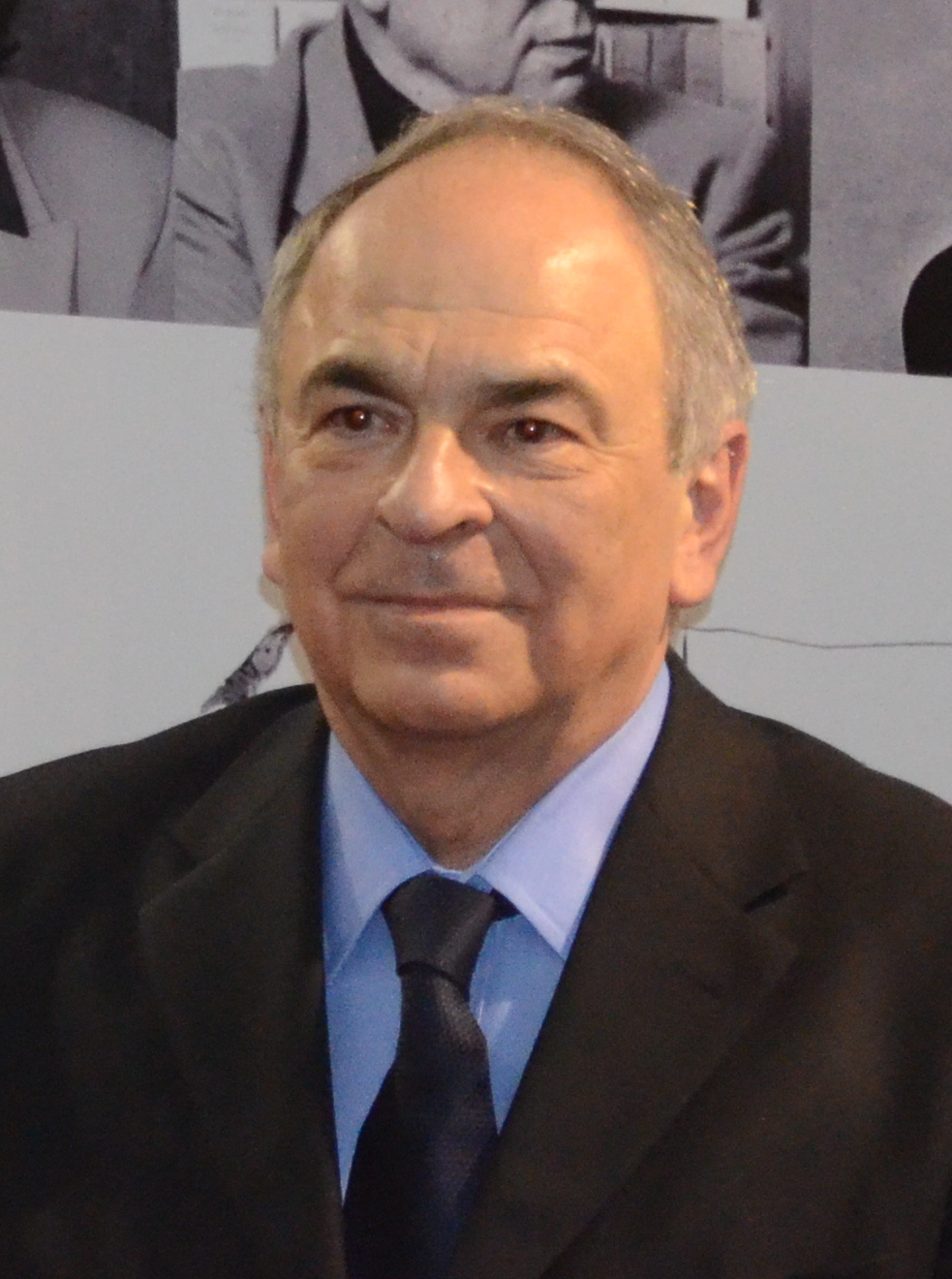
ガブリエル・リーチェアヌ
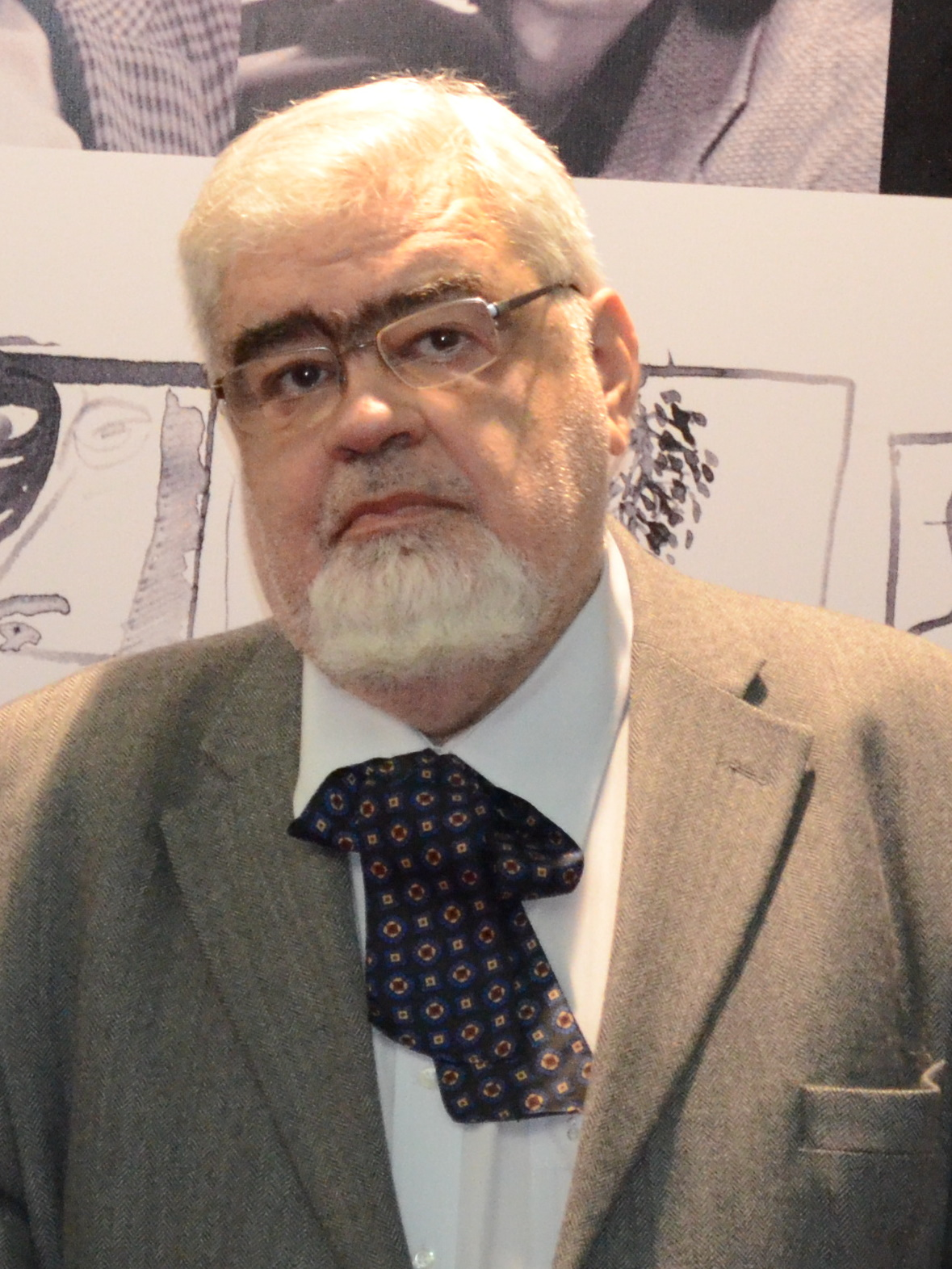
アンドレイ・プレシュ
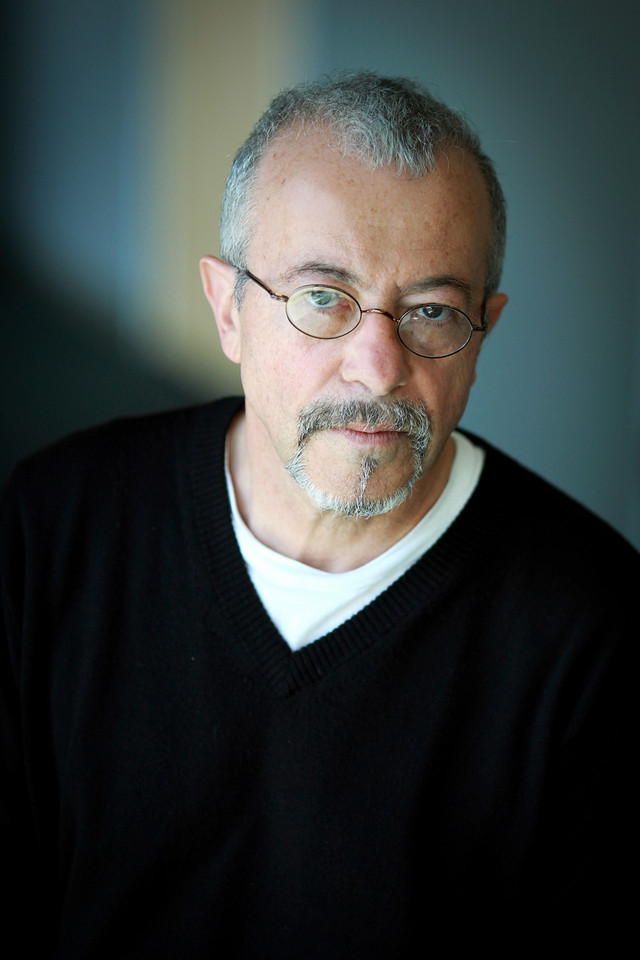
アンドレイ・コドレスク
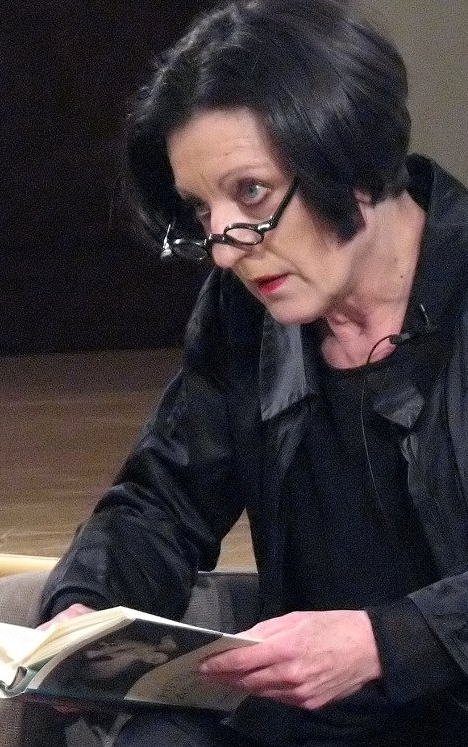
ヘルタ・ミュラー

ルーマニアの劇場も経済的な苦境に見舞われ、テレビなどほかの娯楽に人気をとられたために人気も落ちた。有名な一部の劇場は、助成金もあって存続できた。また、経営が良好な劇場は投資を行い、高品質な作品を提供することで安定した観客を維持した。実験的で独立した劇場も登場し、大学都市を中心に人気を集めた。ルーマニア演劇協会のユニターは、毎年最も良かった演技を表彰している。現代ルーマニアで高い評価を受けている監督には、シルヴィウ・プルカレーテ、ミアイ・マニウティウ、トンパ・ガーボル、アレクサンドル・ダビバ、アレクサンドル・ダリーがいる。また、どの年代からも高い評価を受ける俳優として、シュテファン・ヨルダケ、ヴィクトル・レベンギュウク、マヤ・モルゲンステルン、マーセル・ユーレス、ホラチウ・マラエレ、イオン・カラミトル、ミルセア・ディアコヌ、マリウス・キヴなどがいる。

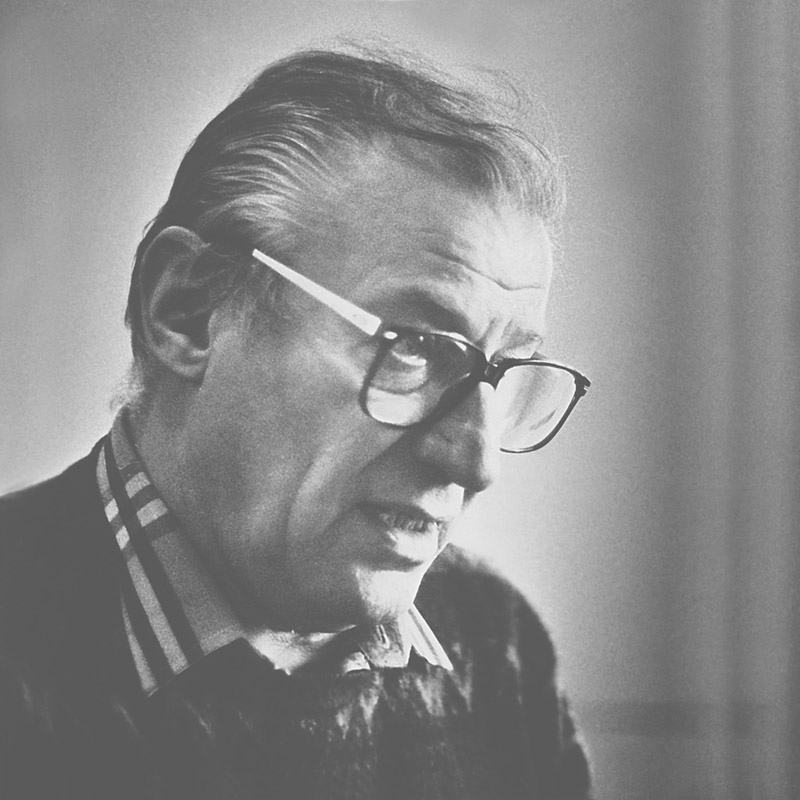
ヴィクトル・レベンギュウク
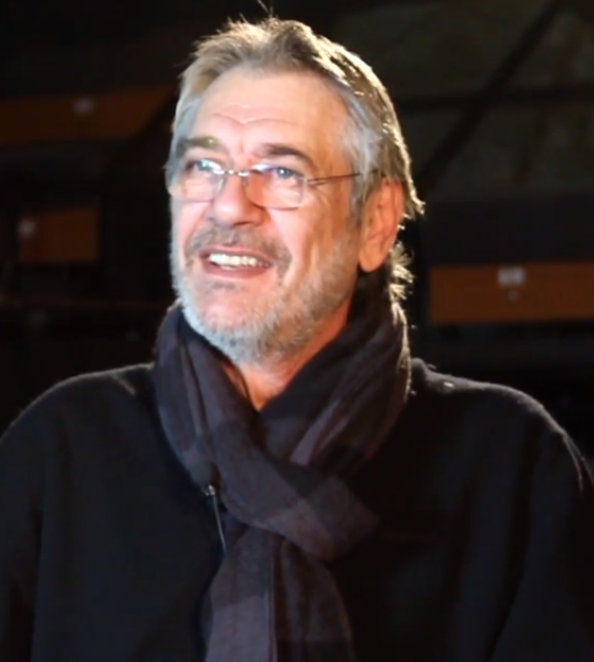
マーセル・ユーレス
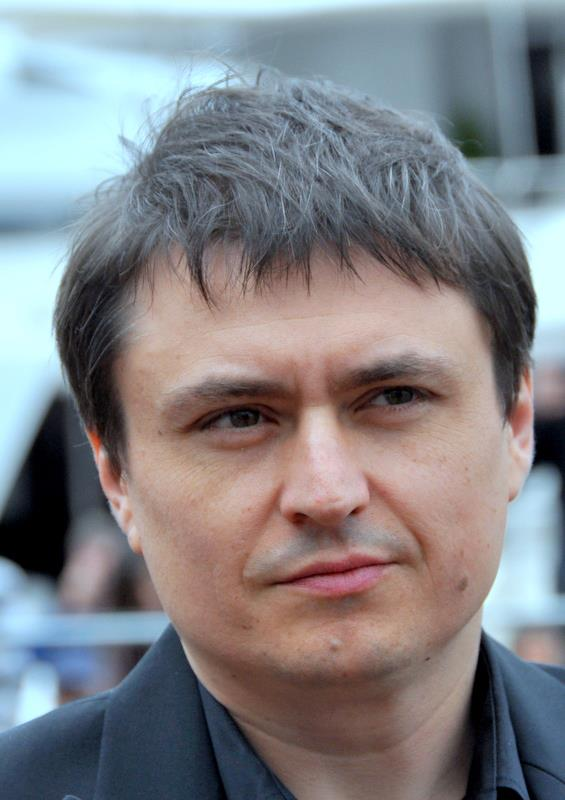
クリスティアン・ムンジウ
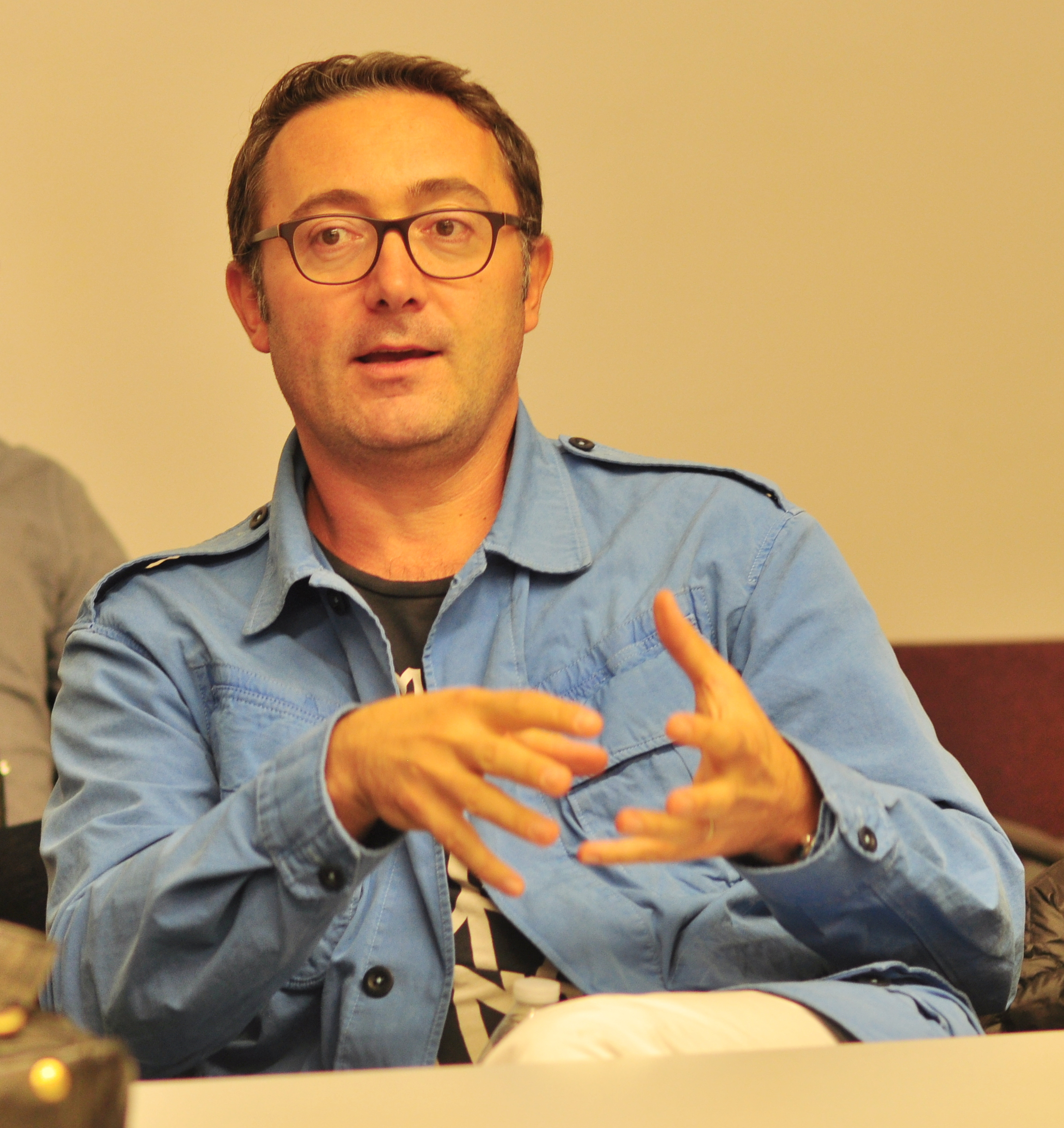
トゥドル・ジュルジュ
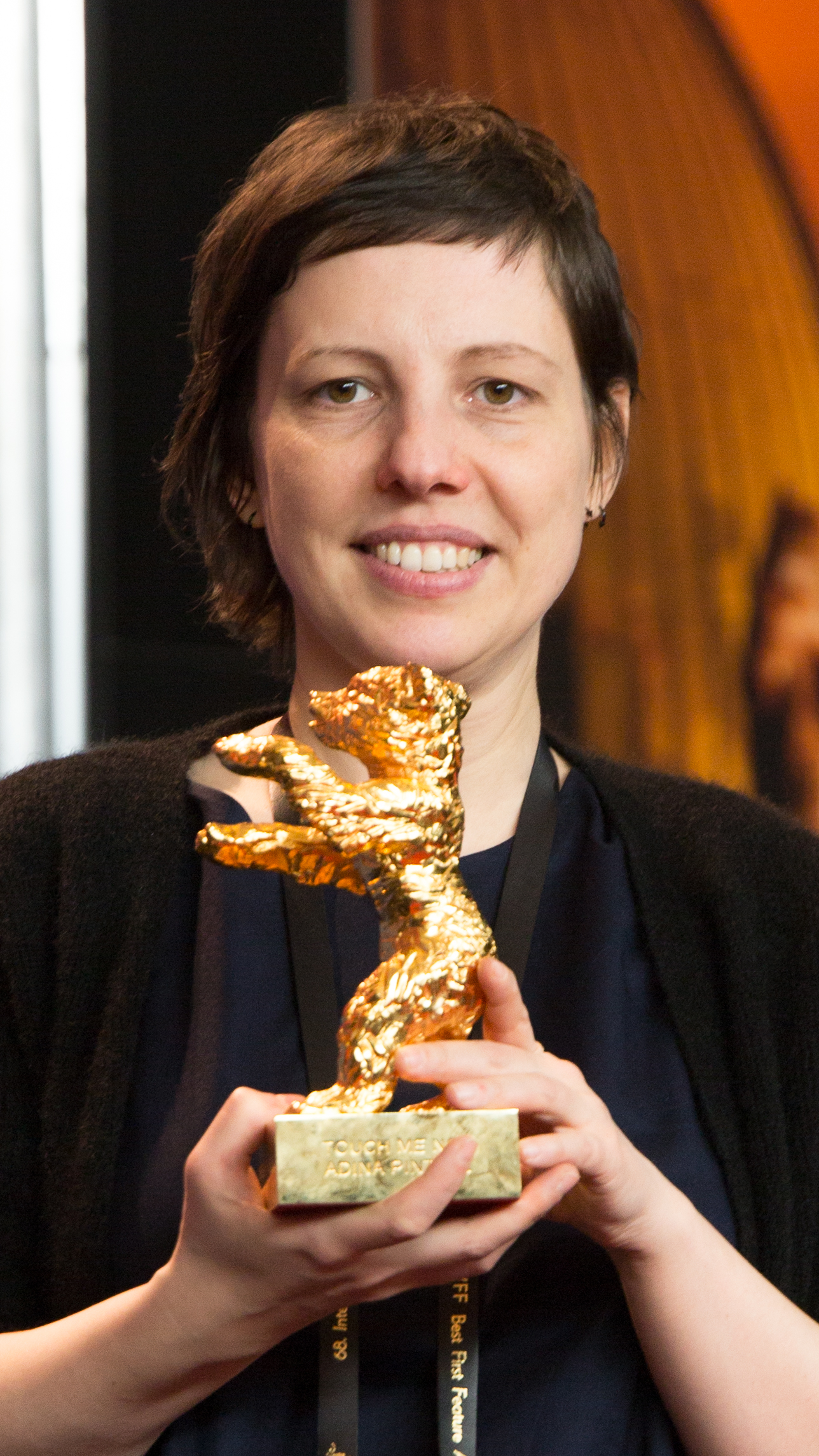
アディナ・ピンティリエ
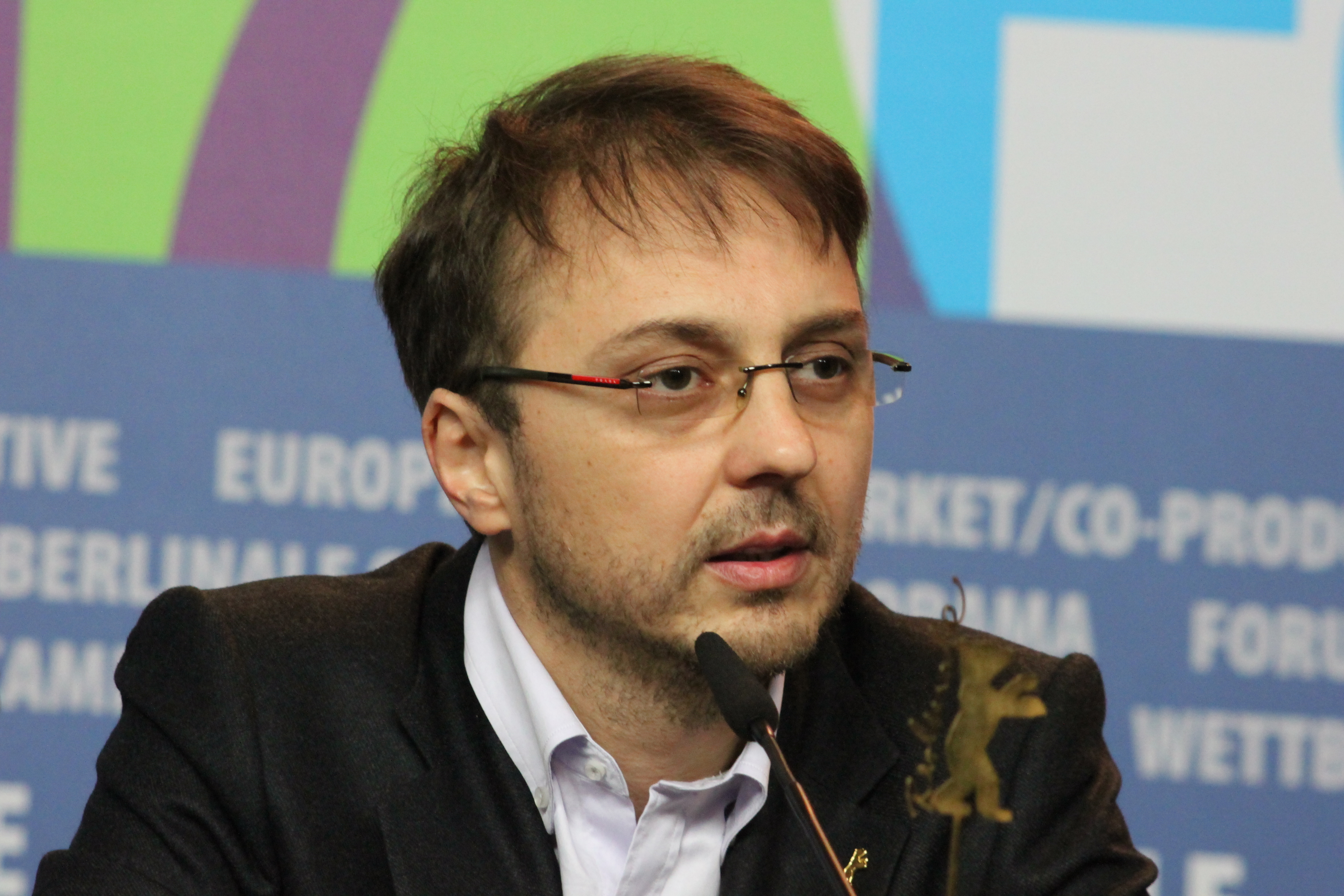
カリン・ピーター・ネッツァー

1990年代、資金不足のためルーマニアの映画製作業界は苦境に陥った。2005年時点でも、映画に対し国が支援すべきだという意見が上がっている。監督としてダン・ピッツァやルチアン・ピンティリエらは成功を収め、ナー・カランフィル、クリスティ・プイウといった若手も評価された。カランフィルの『慈善事業 (Filantropica)』やプイウの『ラザレスク氏の最期』は、パリやカンヌの国際映画祭で賞を獲得している。ルーマニアでは、国産映画に加え、制作費用の安さから外国の制作者にも人気があり、大きなスタジオには多額の投資が行われている。

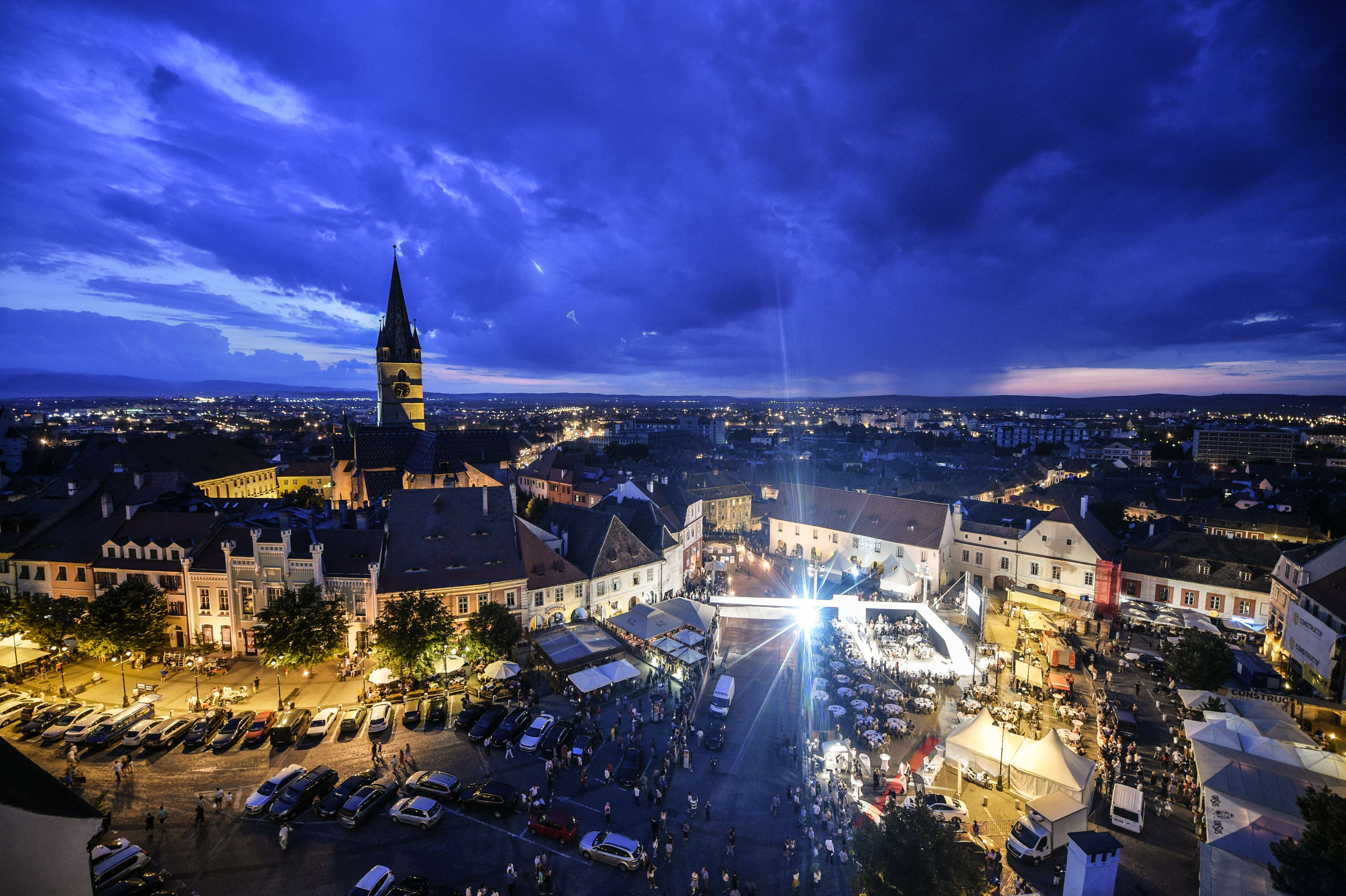
2007年の欧州文化首都に選ばれたシビウ

ルーマニアで開催される文化的なイベントは、近年増加傾向にある。「2005ブカレストカウパレード」のような不定期イベントは評判が良く、毎年のイベントやフェスティバルも継続的に人を引きつけている。トランシルヴァニアの都市で行われている中世の祭りは、音楽や戦いの再現をストリートシアターに取り入れ、臨場感を生み出しており、最も人気のあるイベントの1つである。劇場では、毎年ナショナルフェスティバルが催され、なかでも国際的に知名度が高いのが、映画制作に関する「シビウ演劇祭」、クルジュ＝ナポカの「TIFF映画祭」、ブカレストの「ダキノ映画祭」、ドナウ・デルタの匿名映画祭である。音楽界では、「ジョルジェ・エネスク・クラシック音楽祭」が最も有名であるが、「青少年国際音楽祭」やシビウやブカレストで行われるジャズフェスティバルも知られている。2007年には、シビウがルクセンブルク市とともに欧州文化首都に選出された。

## 伝統文化

### 慣習

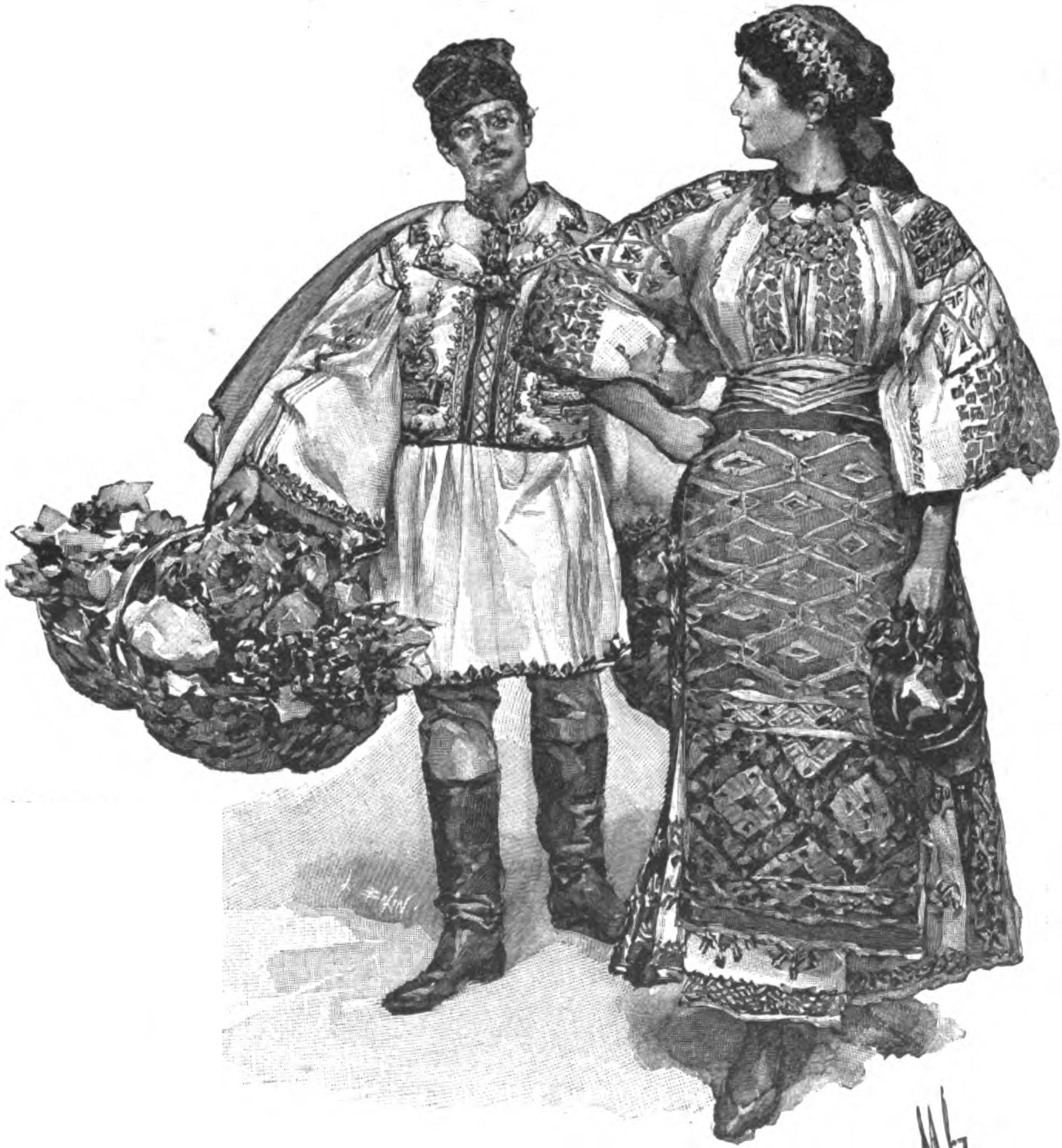
19世紀後半、ブカレストのある南部の伝統的な衣装

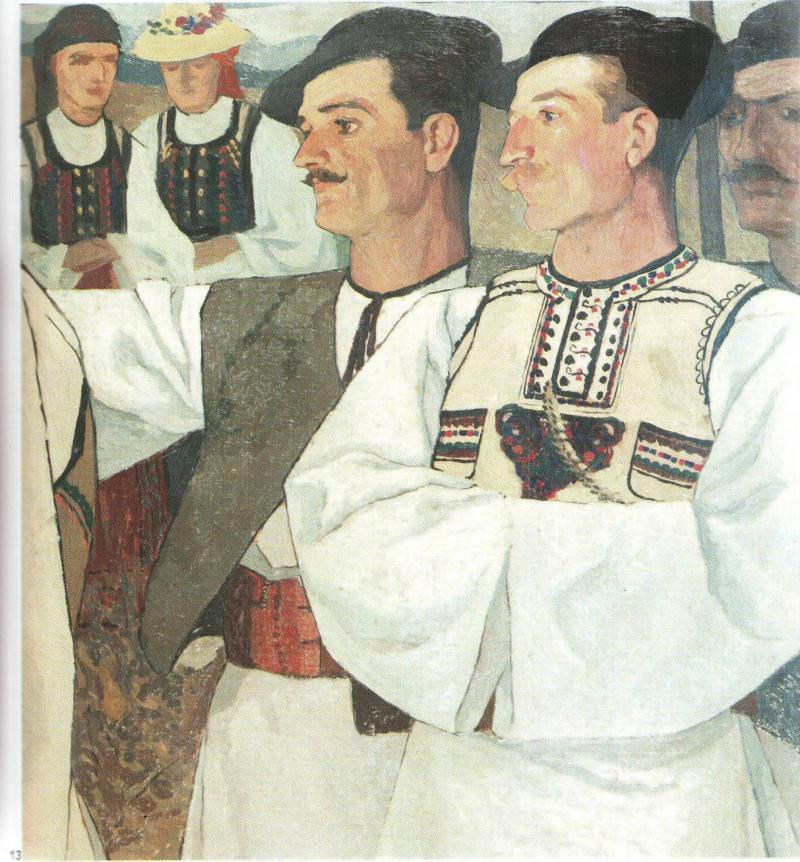
イオン・テオドレスキュー・シオンによって描かれたトランシルヴァニア、アブルドの農民

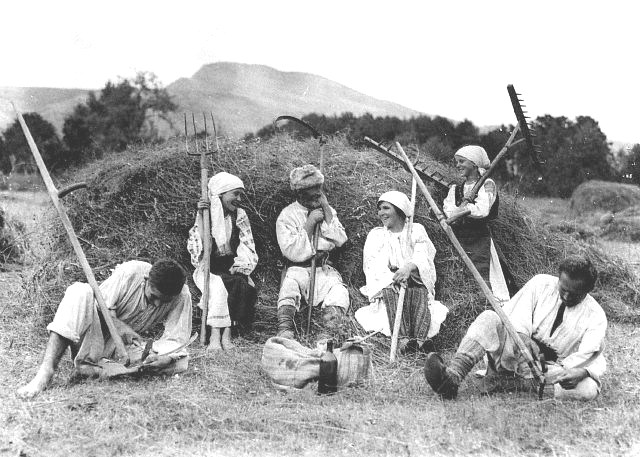
ルーマニアの収穫期（20世紀初頭）

ルーマニア文化における最大の特徴は、コミュニティが田舎を中心に育まれ、民族的な要素が強いことから、ひときわ活発で創造的な伝統文化が現在まで維持されているという点である。ルーマニアの豊かな伝統文化は様々な起源から発展したが、これには古代ローマ支配よりも前のものも含まれる。伝統的な民芸品や文化として、木彫刻、陶磁器、衣服の機織や刺繍、家の飾り、踊り、多様な民族音楽がある。過去2世紀にわたって、民俗学者は可能な限り多くの文化資料を収集しようと試み、現在ではルーマニア農事博物館、ルーマニアアカデミーがデータの整理や研究を続けている。
かつて建材には主に木が用いられており、古い家は、しっかりとした装飾の施された木造のものが一般的である。マラムレシュでは、教会や門など目立つ建物をつくる際に、ドブロジャでは、風車をつくる際に木が用いられたほか、山岳地域では屋根を覆うために堅材が使われた。伝統的な家屋を保存するため、20世紀中に多くの博物館がルーマニアの村々につくられている。ブカレストの農村博物館、シビウの伝統文明ASTRA博物館、ルムニク・ヴルチャのオルテニアン村落博物館などがその一例である。
衣服の原料としては、リネンが最も広く用いられており、冬や寒い時期にはウールと組み合わせられる。色として一般的なのは黒であるが、一部地域では赤や青が主流になっている。伝統的に、男性は白い服とズボン（ウールでできているものはiţariと呼ばれる）を身につけ、服の上には幅の広い革のベルトをする。また、革や刺繍のベストを着ることもある。革製のブーツやシンプルな靴を履き、オピンカと呼ばれるものを足につける。帽子は地域によって異なったデザインとなっている。一方、女性は白いスカートとベストのついた服を着る。また、刺繍の施されたショールツやカツリンツァと呼ばれるエプロンや、バスマというスカーフを身につける。特別な機会には、さらに手の込んだ衣服もまとう。
音楽やダンスは、活発なルーマニアの伝統文化であり、多種多様なジャンルやダンスが存在する。パーティー音楽は人気が高く、バルカンやハンガリーの影響を受けている。一方で、最も評価されているのは叙情的な音楽で、家庭や愛についての悲しい歌を壮大なバラード調の音楽に乗せて歌うドイナは、世界でも珍しいものだと考えられている。マリア・タナセ、マリア・ラタレトゥ、マリア・チョバヌ、イレアナ・サラロイユは、ルーマニアを代表する民謡歌手であり、現在ではグリゴール・ルジェやタラフ・ドゥ・ハイドゥークスが有名である。ダンスも人気があり、ルーマニア各地でプロ、アマ問わず数多くのグループが活動しているため、伝統が保たれ続けている。ホラは最も有名な踊りである。また、カルシャリなど男性の民族舞踊は複雑で、UNESCOによって「人類の口承及び無形遺産に関する傑作の宣言」を受けている。

### 口承文学

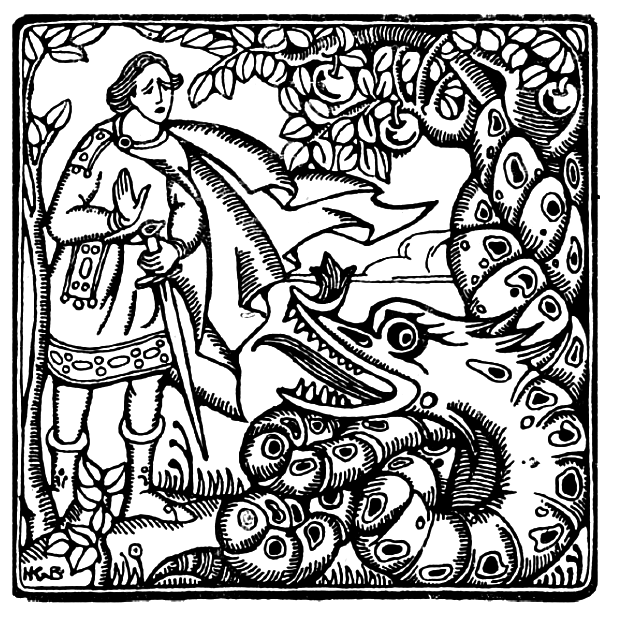
ファト・フルモス（プリンス・チャーミング）とズメウ（ドラゴン）の登場するおとぎ話の場面を描いた版画

ルーマニア人は、太古の昔から、愛、信仰、王、君主、魔女について数多くの慣習や伝承、詩を受け継いできた。民俗学者や詩人、作家、歴史家は、数世紀にわたって、伝承や詩、民謡を収集、保全し、年中行事ごとに行われる慣習をできる限り解明しようと試みてきた。特定の時期における慣習としては、ルーマニアのクリスマス・キャロルであるコリンダ、大晦日のソルコヴァ、3月の初日に春の訪れを祝うマルテニツァが知られている。ほかに、夏に水を浴びせるパパルーダ、冬にクマ (Ursul) やヤギ (Capra) の仮面を被って行う寸劇など、キリスト教伝来以前のペイガニズムに起源をもつ慣習もある。
作家のヨン・クリヤンガは、非常に熱心な民話の研究家として知られている。彼は、『白いムーア人 (Harap Alb)』や『老女の娘と老夫の娘 (Fata babei şi fata moşului)』のような話を美しい言葉で書き起こしている。
また、詩人のヴァシレ・アレクサンドリは、悲しく、哲学的な詩のミオリチャをバラッドとして世に出し、成功を収めた。これは、2人の羊飼いが、3番目の羊飼いの富を羨み、殺してしまうという筋書きである。ほかに、民話の編纂を多く行った人物として、ペトレ・インスピレスクがいる。彼は19世紀に、人気の神話を数多くの短編小説や物語にまとめて出版した。彼の作品は、王子のファト・フルモス（ルーマニア版プリンス・チャーミング）、姫のイレアナ・コスンツァーナ、悪役・怪物のズメウやカプコーン、ドラゴンのバラウルといったよく知られた登場人物や、善良のズナと邪悪なムマ・パドゥリーなど、架空の存在を中心に据え置いている。

### 宗教

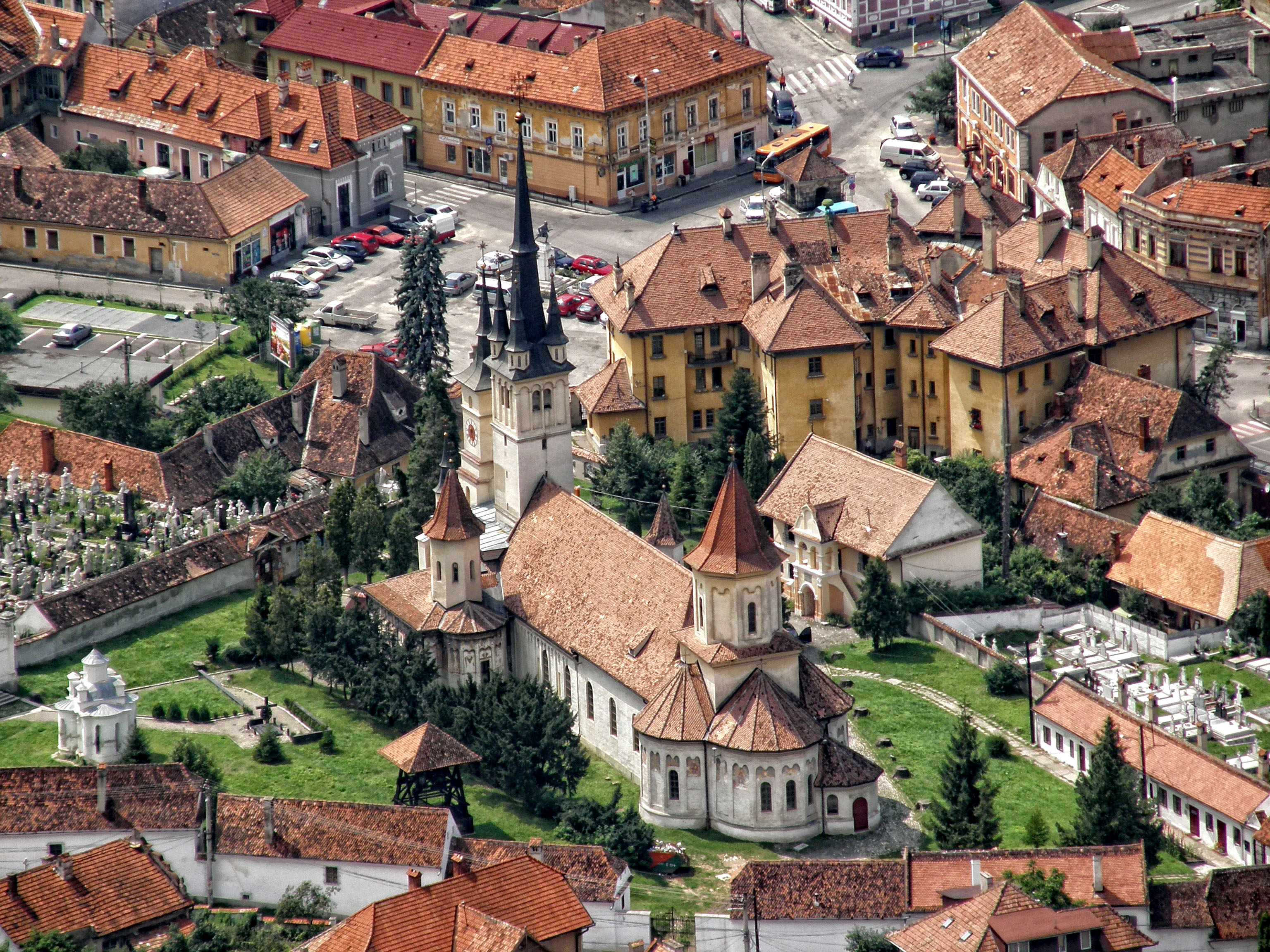
ブラショヴの聖ニコラエ聖堂

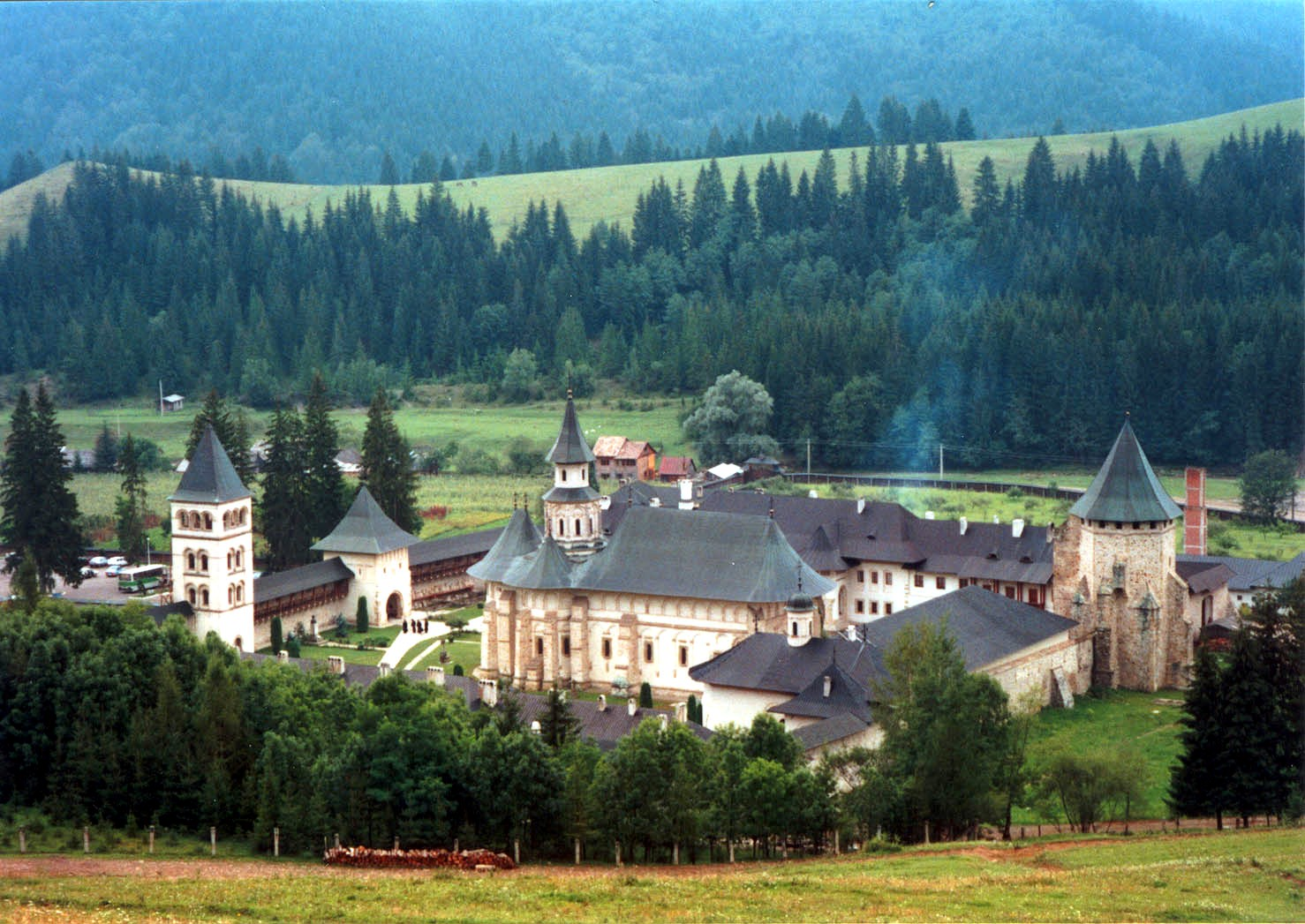
ブコヴィナのスチャヴァ県にあるプトナ修道院

ルーマニアの信仰は、東方教会と密接な関係にある。現代の国民の間では、ルーマニアは「スラヴ系の海に浮かぶラテン系の島」または「東方教会を信仰する唯一のラテン系民族」といわれている。ルーマニア人の大部分（81％以上）はルーマニア正教会を信仰している一方で、ローマカトリック信者（あるいはギリシャ・ローマカトリックの両立）は非常に少なく、プロテスタントも少数派である。若年層にとっては教会の重要性が低下する傾向にあるが、正教会はルーマニア最大の信仰を集める団体としての地位を保っている。教会の参加率は、地方のコミュニティや都市部の年配者の間で高くなっている。共産主義政権時代には、ルーマニア正教会が政府に協力して非難を浴びる一方、教会内でもドミトル・スタニローエ、リチャード・ワームブランドなど聖職者が、宗教事業に政府が介入することを公然と批判した。国内にはイスラム教徒も居住している。

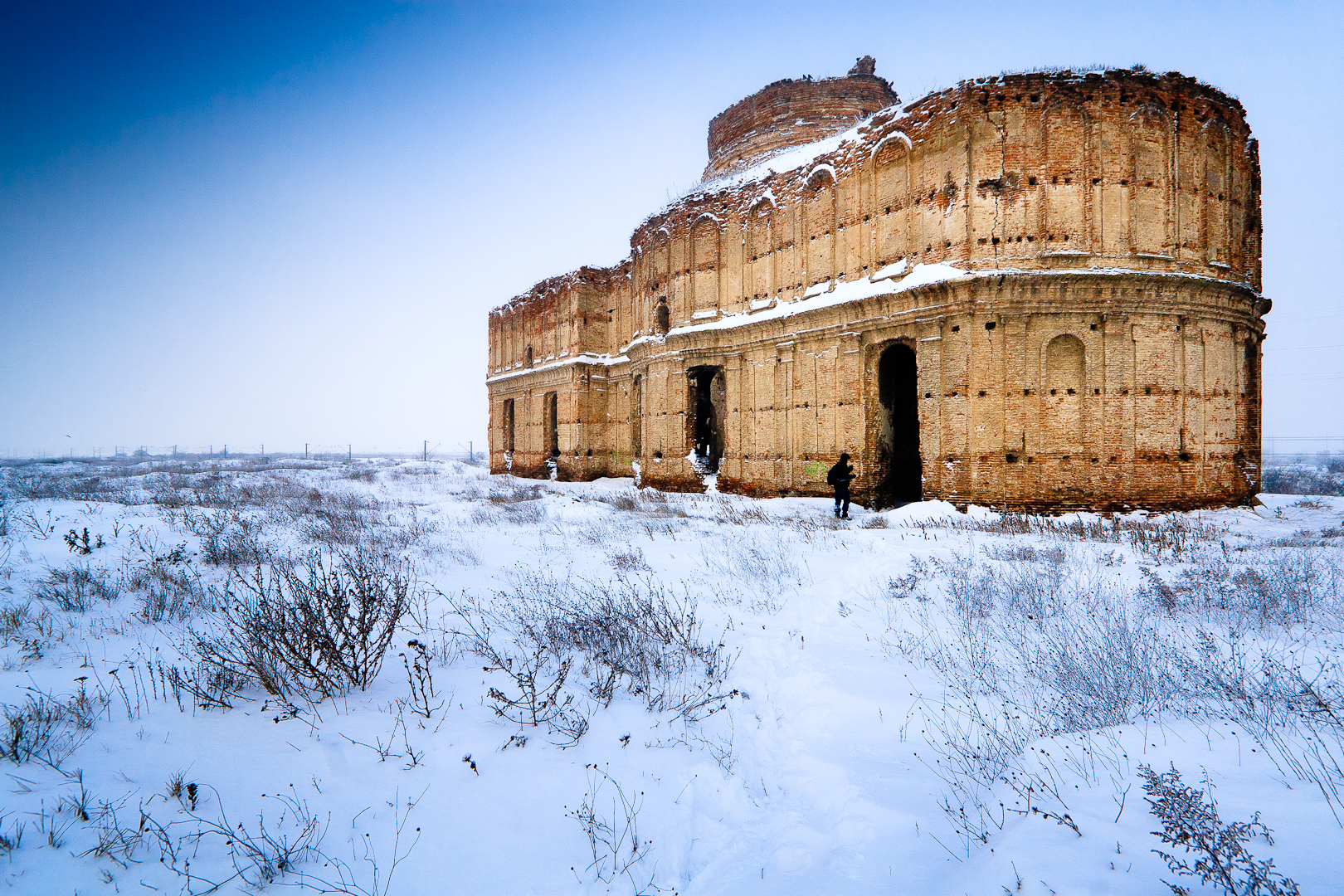
冬のキアジュナ修道院。ブカレスト郊外にある

ルーマニア正教会の修道院や教会は、ルーマニア全土に存在しているが、伝統的に規模の大きなものは少ない。カルパティア山脈の村々には現在でも数多くの木造教会が残されており、なかでも最高峰の建築技術を用いたマラムレシュの木造聖堂群は有名である。多くのルーマニア教会ではビザンティン建築からの影響がみられるが、時代や地域ごとに国内独自に発展した様式もある。モルダヴィアの修道院は特徴的な様式で、モルドヴィツァ、プトナ、スチェビツァ、ヴォロネツなど特に重要なものはモルダヴィア北部の壁画教会群としてUNESCO世界遺産に指定されている。ワラキアでは、クルテア・デ・アルジェシュ聖堂が、ムーア人の影響を受けたビザンティン様式で建てられているほか、ブカレストの中心部に建つスタヴロポレオス修道院など、18世紀に建てられたものを中心に、数多くの教会でギリシャの影響も見受けられる。また、ルーマニア独自のブルンコヴェネスク様式も発展し、トランシルヴァニアのスナゴヴやスンバタ・デ・ススにある修道院で見ることができる。

### 料理

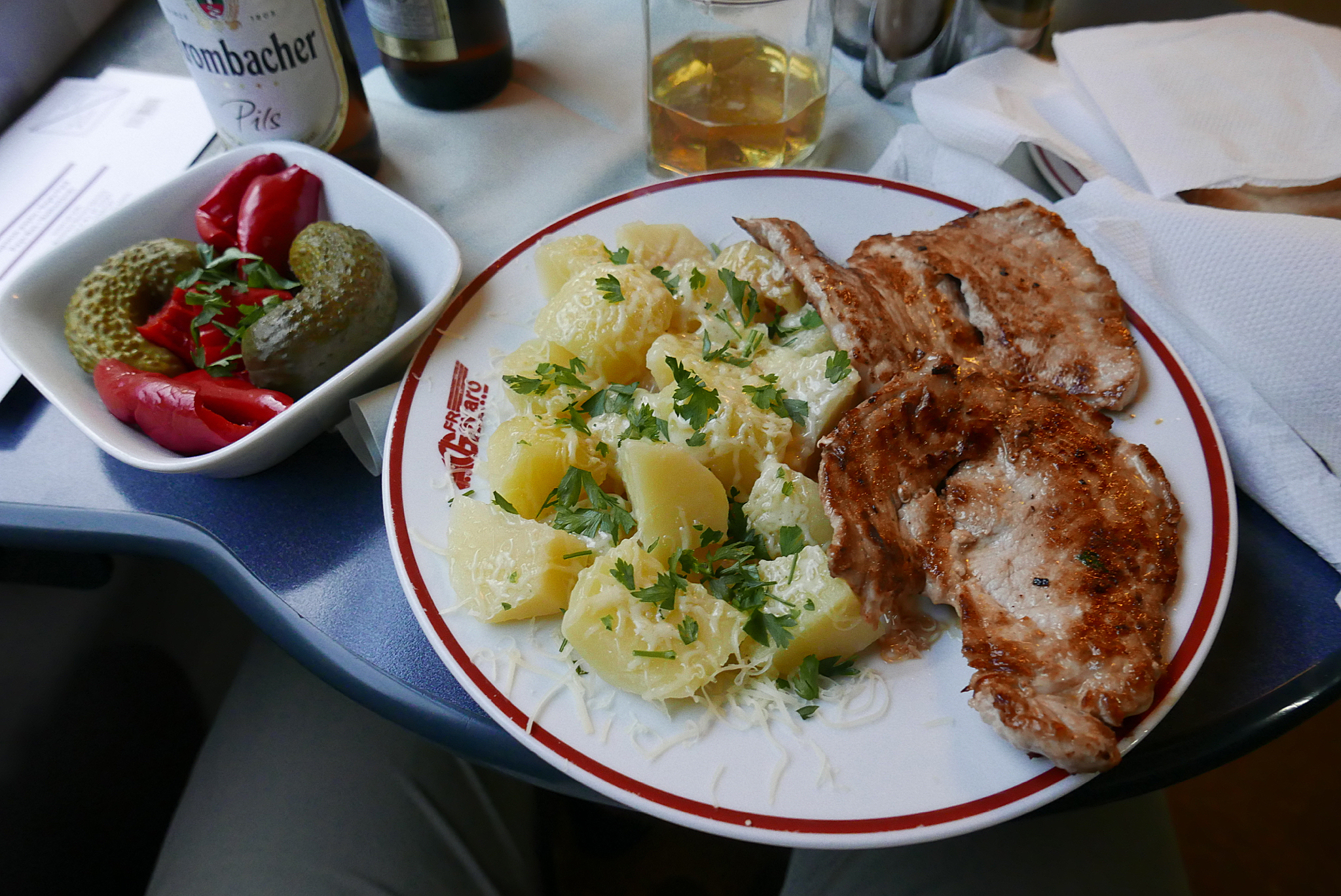
ステーキとベークドポテト、キュウリのサラダ

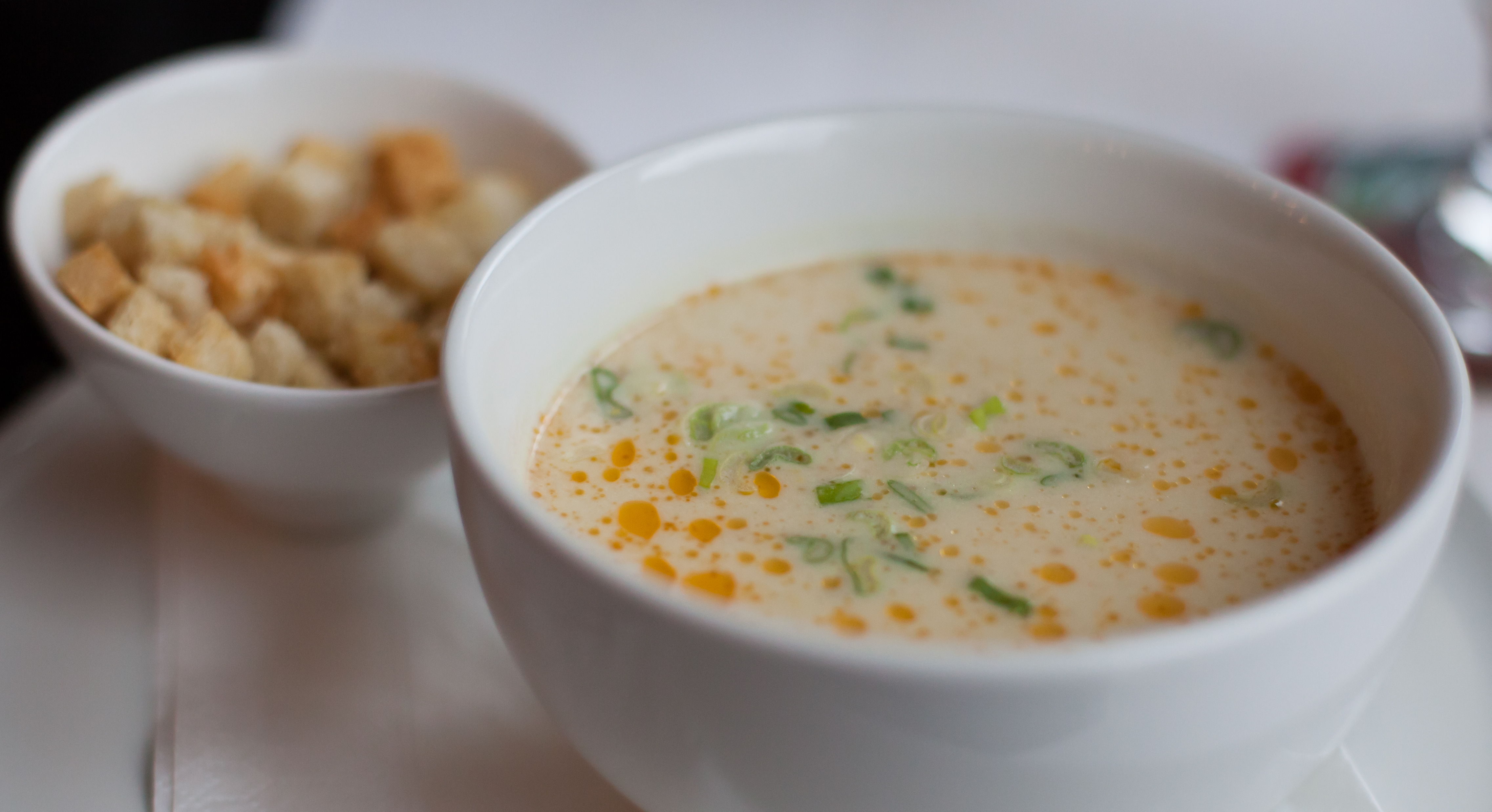
クルトンの入ったマスタードスープ

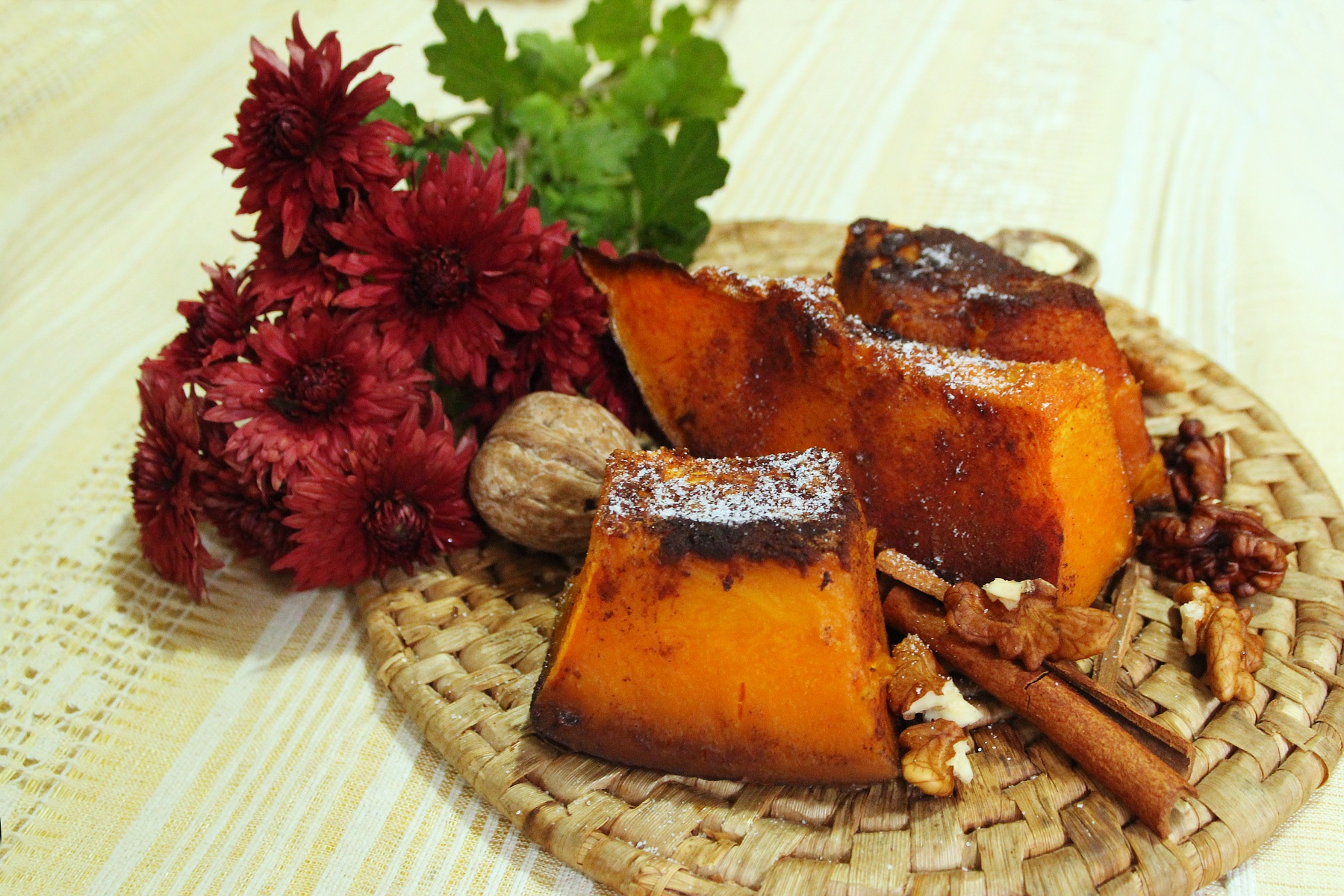
焼いたカボチャに砂糖とシナモンを振り掛けたもの

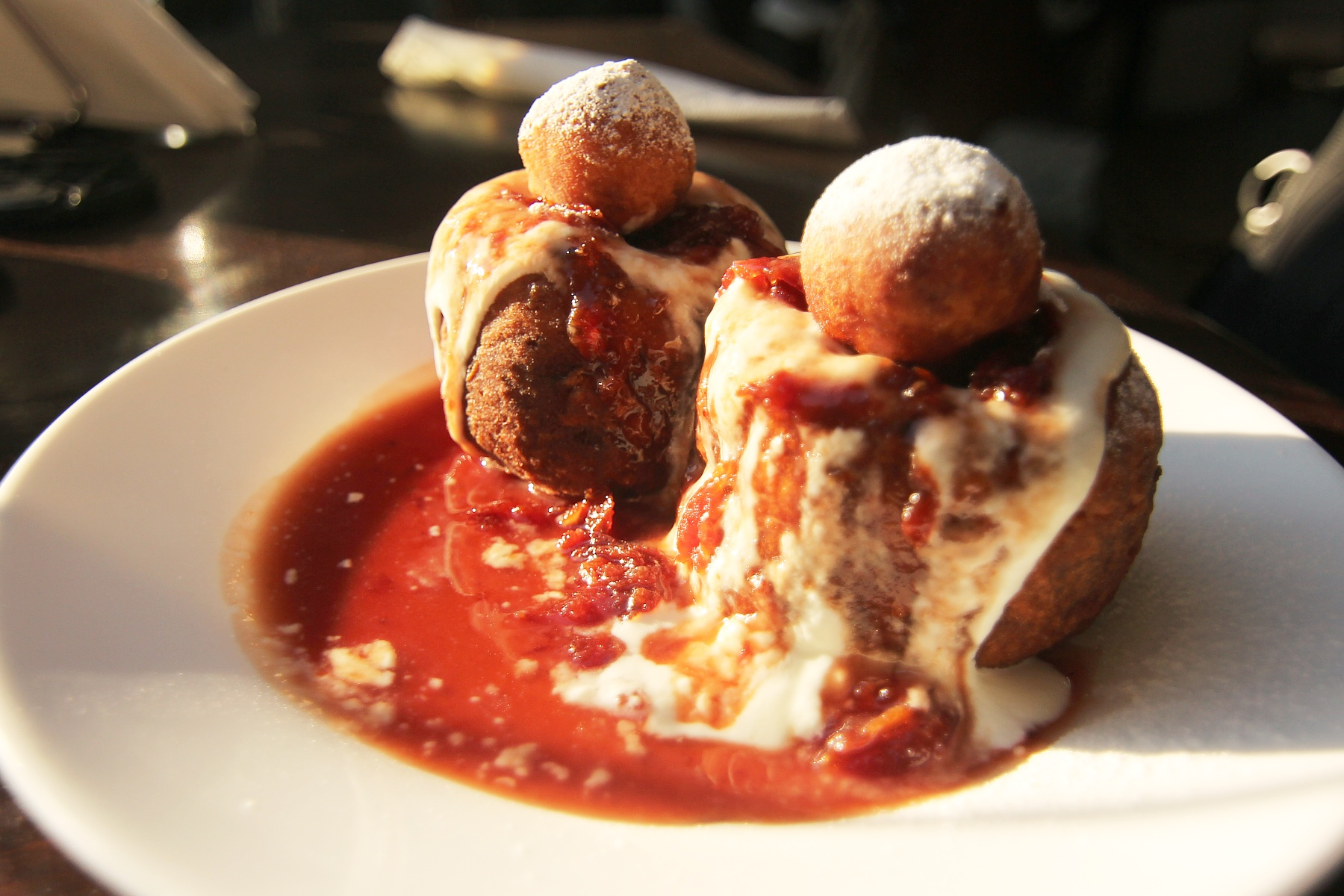
パパナシ

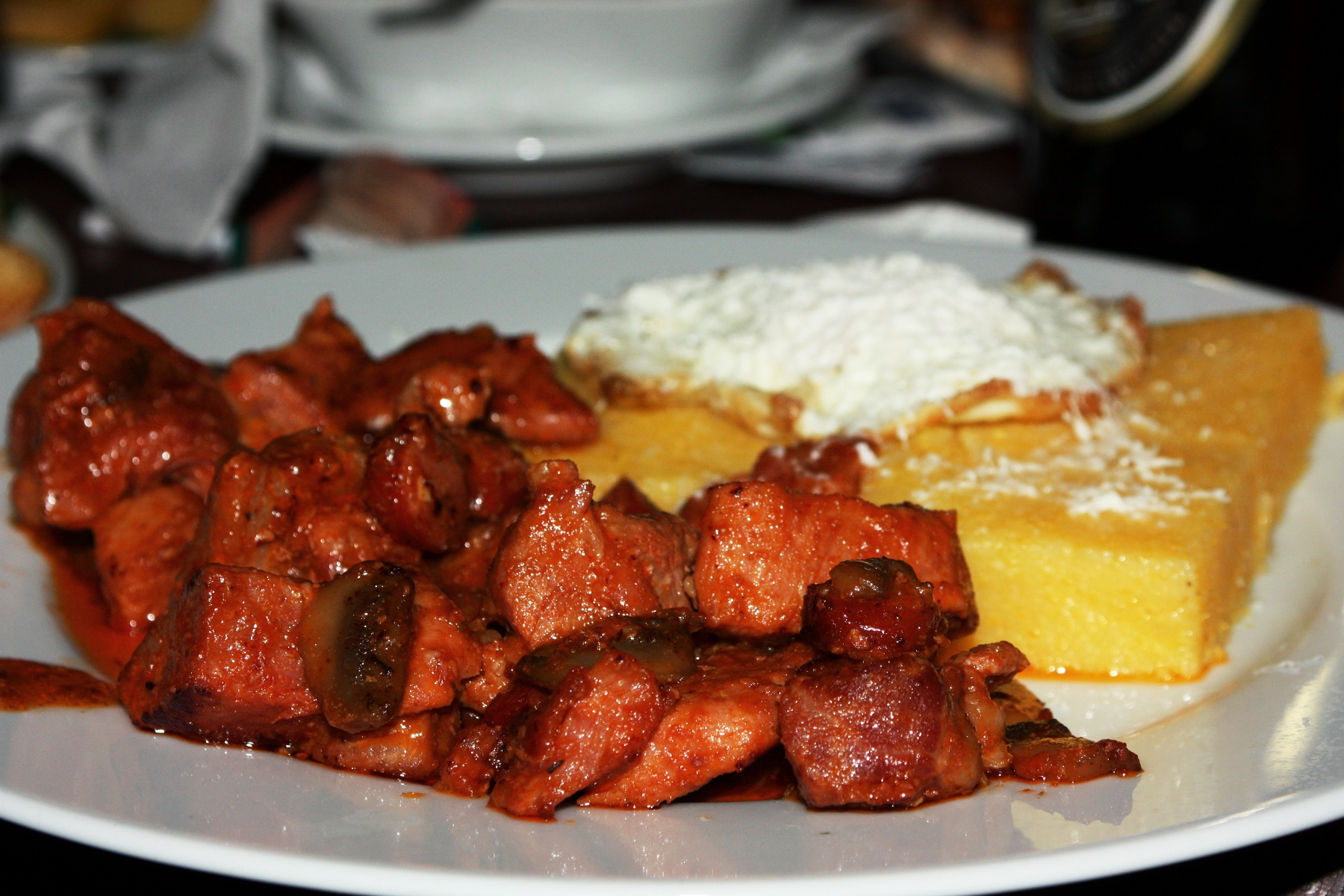
トチチュラ

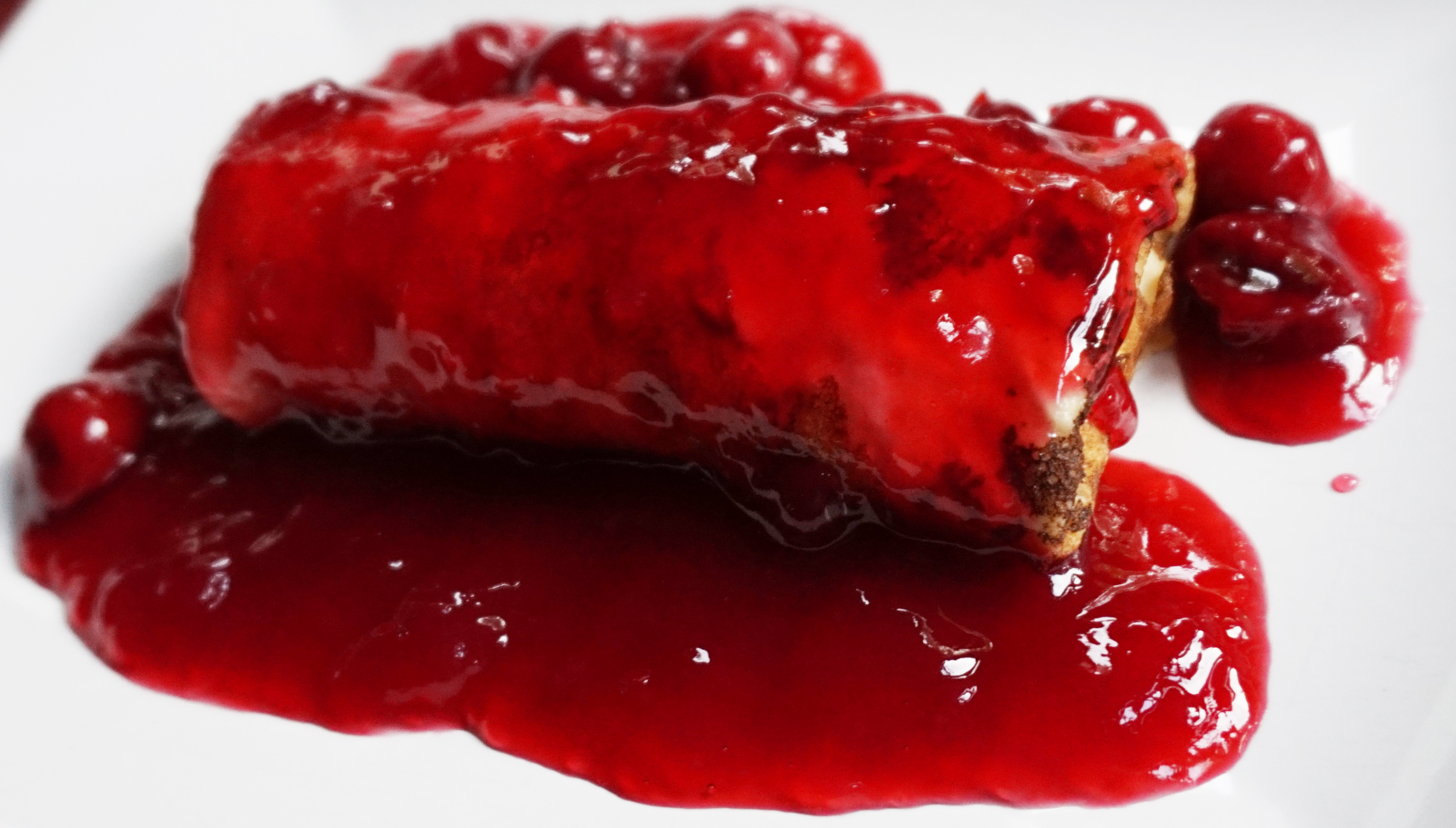
ジャムのかかったクラティテ

ルーマニア料理は、ほかのルーマニア文化同様、外国からの影響を強く受けている。プラチンタは、ローマ時代から存在するパイで、ラテン語名称「placenta」をほぼそのままで保っている。トルコからはミートボールが伝来し、これを揚げたものはミティテイ、チョルバと呼ばれるスープに入れたものはペリショアレという。また、ギリシャからはムサカやコヴリギ（熱いプレッツェル）、ブルガリアからはザクスカに代表される多様な野菜料理、オーストリアからはシュニッツェル、ハンガリーからは飾られたペイストリーと、外国から伝来した料理の数は数え切れない。
ルーマニア料理として最も人気が高いのは、国民食であるサルマーレで、バルカン半島やコーカサスの他国でもみられる。豚肉、牛肉、ラムを混ぜたもの、あるいは豚肉のみを、タマネギや米と一緒に酸味のあるキャベツやブドウの葉で包み、一般的にはペースト状のトマトと切った豚肉を入った鍋に入れて食べる。サルマーレは時間をかけて調理され、ママリガ（ポレンタの一種）と呼ばれるコーンミールと一緒に出されることが多い。ママリガは、トウモロコシの粉を粥状にしたもので、長い間「貧乏人の料理」と考えられてきた（「彼はママリガさえ食卓にないほどだ (N-are nici o mămăligă pe masă)」のような言われ方をする）が、近年再評価されている。ルーマニア料理では、豚肉が使用されることが多いが、牛肉も食べられ、ラム肉や魚料理も出される。
祝日や行事には、特別な料理も作られる。クリスマスには、ほぼすべての家庭で豚を絞め、長いソーセージのクルナッツィなど、様々な伝統料理として調理される。肝臓などの内臓でつくられたソーセージのカルタボシ、足、頭、耳などの部位でつくられた煮こごりのピフティ、「豚肉が泳げるように」という名目でママリガやワインと一緒に出されるシチューの一種のトチトゥラ、「頭のチーズ」と呼ばれるトバなどである。また、伝統的なコゾナック（ナッツ、ケシの実、ロクムの入った甘いパン）など甘いものも食べられる。
イースターには、ラム肉を食べる伝統がある。メインディッシュとして、ボルシュ・デ・ミール（ラムのサワースープ）、ラムの燻製、ドロブが食べられる。ドロブは、内臓や肉、新鮮な野菜を混ぜたもので、スコットランドのハギスに似ており、甘いパスカ（コテージチーズでつくられたパイ）と一緒に出される。
ワインは広く飲まれており、3000年以上にわたって伝わる。ルーマニアは世界で9番目のワイン生産国であり、近年は輸出量が増加している。国産（グラサ・デ・コトナリやタムイオアサ・ロムネアスカ）、外国原産（イタリアのリースリング、メルロー、ソーヴィニヨン・ブラン、カベルネ・ソーヴィニヨン、シャルドネ、マスカット・オットネル）問わず幅広く生産されている。また、ルーマニアは世界第2位のプラム生産国で、そのほとんどがツイカ（1回の蒸留でつくられる）やパーリンカ（複数回の蒸留でつくられる）として飲まれる。ビールも高く評価されており、ドイツ風のピルスナーが一般的である。
ルーマニアには、食事に関する様々なことわざや言い回しがある。例えば、「食事をありがとう、料理はおいしく、料理人は美しかった (Săru-mâna pentru masă, c-a fost bună şi gustoasă, şi bucătăreasa frumoasa)」、「ありがとう、食べたらまたお腹がすいてきた (Mulţumescu-ţi ţie Doamne, c-am mâncat şi iar mi-e foame)」、「愛は胃を通り抜ける (Dragostea trece prin stomac)」、「食事中に食欲がわく (Pofta vine mâncănd)」、「豚はなんでも食べるが、それは他人のために太っているのだ (Porcul mănâncă orice, dar se-ngraşă pentru alţii)」、「よく食べて、よく飲んで、朝起きたら死んでいた (Mâncat bine, băut bine, dimineaţa sculat mort)」などである。

### ルーマニア文字

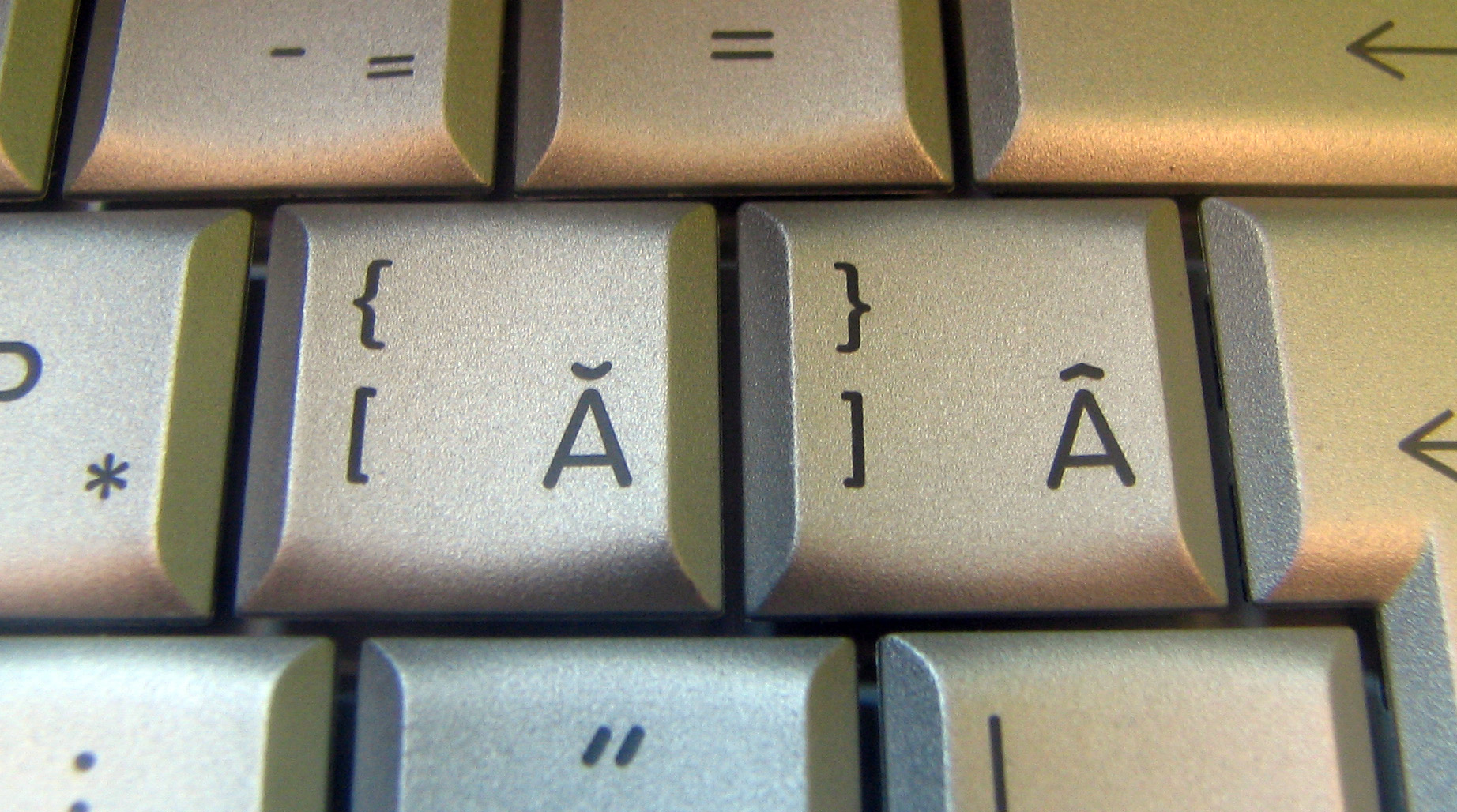
ルーマニア文字のキーボード

ルーマニアの文字が最初に登場したのは16世紀で、主に宗教的文書などで使われた。1521年に、クンプルングのネアクスがブラショヴ市長に宛てた手紙は、ルーマニア最古の文書と考えられている。この手紙は、1859年までワラキアやモルダヴィアで使われていた文字で書かれている。この文字はキリル文字の一種で、古代教会スラヴ語に類するものである。
このキリル文字は、モルダヴィア・ソビエト社会主義共和国で使われていたが、1991年にルーマニア式のラテン文字に切り替わっている。

## 少数派民族の文化的貢献

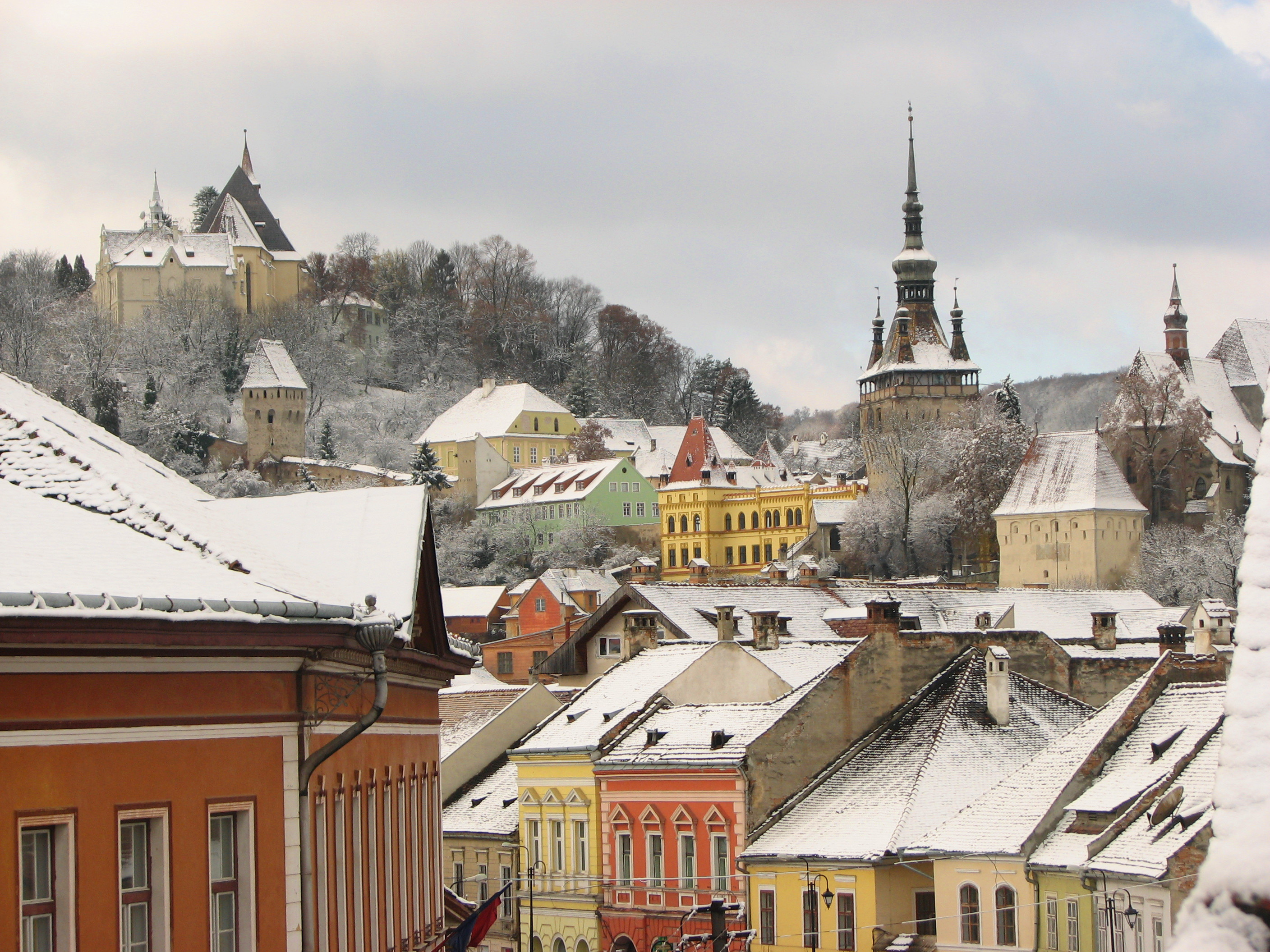
風光明媚なシギショアラ（ドイツ語でシェースブルク）の旧市街は、トランシルヴァニア・ザクセン人が建設した

少数派民族もルーマニアに対して多大な文化的貢献をしている。特に、ドイツ人、ギリシャ人、イタリア人、ハンガリー人からの影響が大きい。トランシルヴァニアに住むセーケイ人やサクソン人は、数多くの教会、要塞、中心市街地などを建設し、建築分野で地域に大きく貢献した。また、彼らはルーマニア民族の文化発展においても重大な場面に関与している。ルーマニア語で最初に書かれた手紙は、クローンシュタット（ルーマニア語でブラショヴ）市長に宛てられたもので、最初のルーマニア語活字本は、ヘルマンシュタット（ルーマニア語でシビウ）で印刷された。さらに、ルーマニアはイディッシュ劇場の発祥地であり、国内のユダヤ人が激減した今日でも、ブカレストには国立ユダヤ人劇場が置かれている。

## 建築・工学
技術分野において特筆すべきは、トライアン・ヴイア、アウレル・ヴライク、オーレル・ペルス、アンリ・コアンダによる航空業界への功績と、ジョルジェ・コンスタンティネスクの工学やソニック理論における貢献である。また、建築や工学分野で多くの業績が残されたブカレストは、「小パリ」と呼ばれるようになった。アンゲル・サリグニによって設計された、ドブロジャと他の地域を結ぶ橋は、当時ヨーロッパ最長であったほか、ペレシュ城は、近代に建てられたものとしてはヨーロッパで最も美しい城の1つに数えられる。

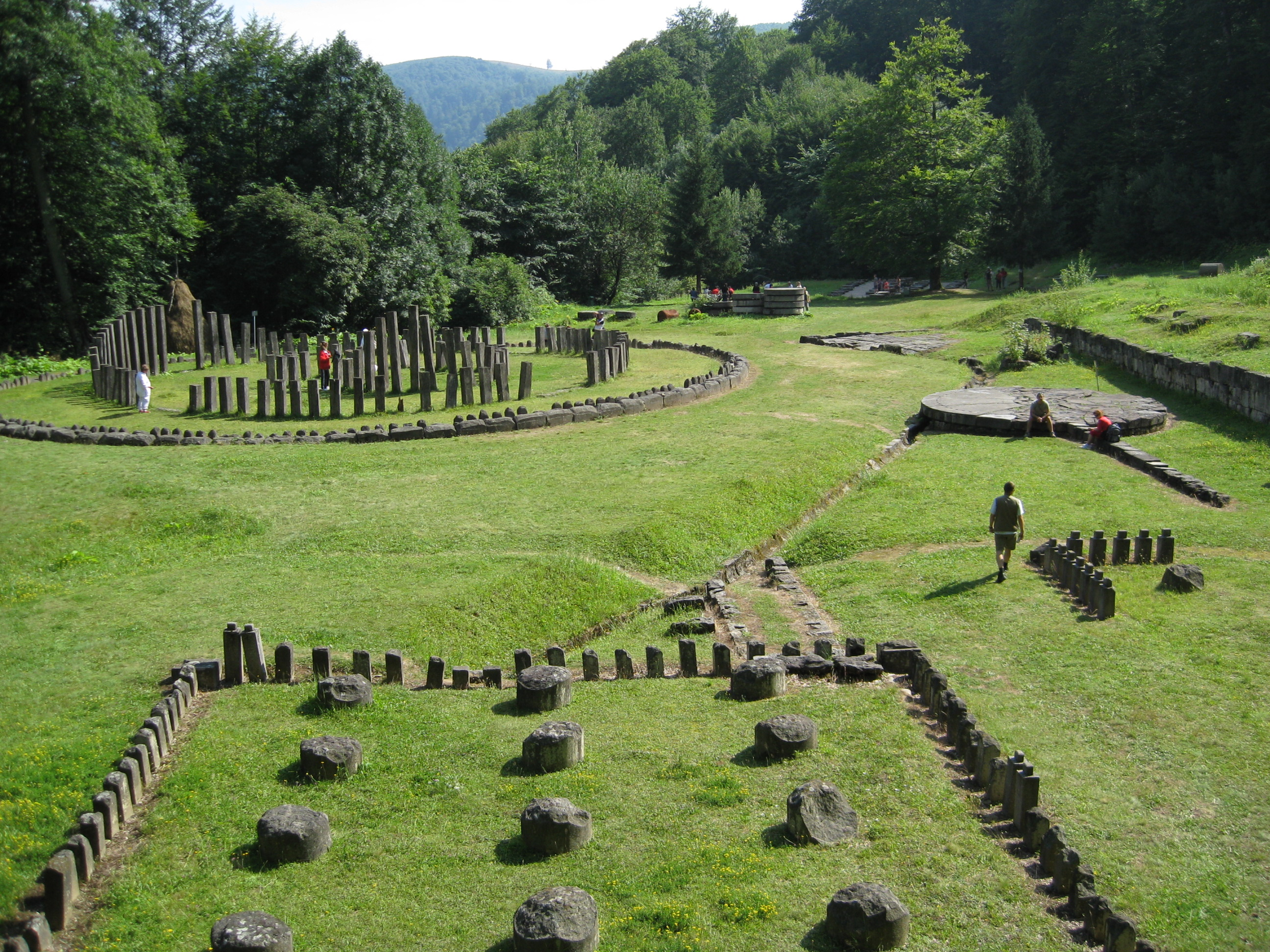
サルミゼゲトゥサにある古代ダキア人の遺跡
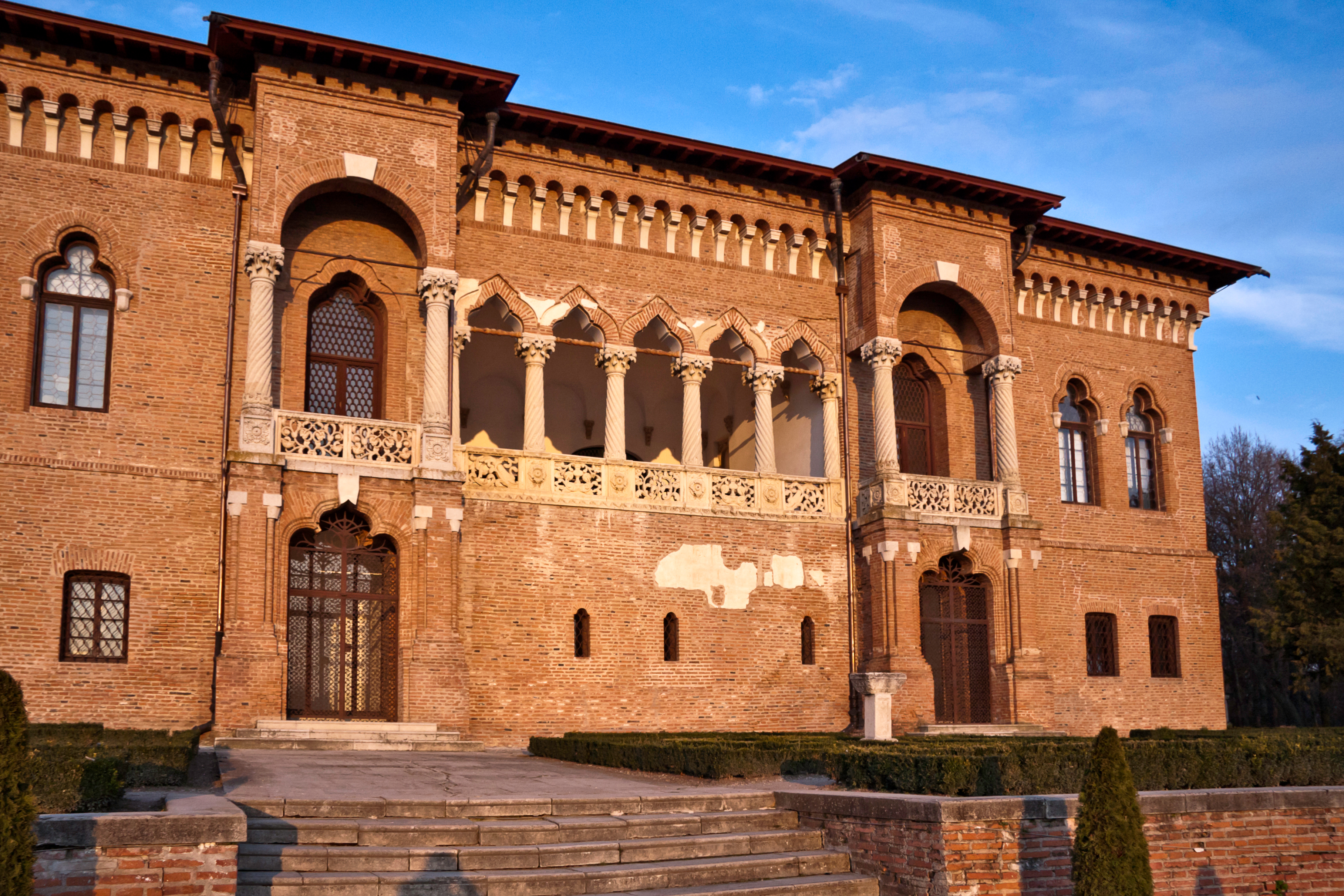
庭園からみたモゴショア宮殿
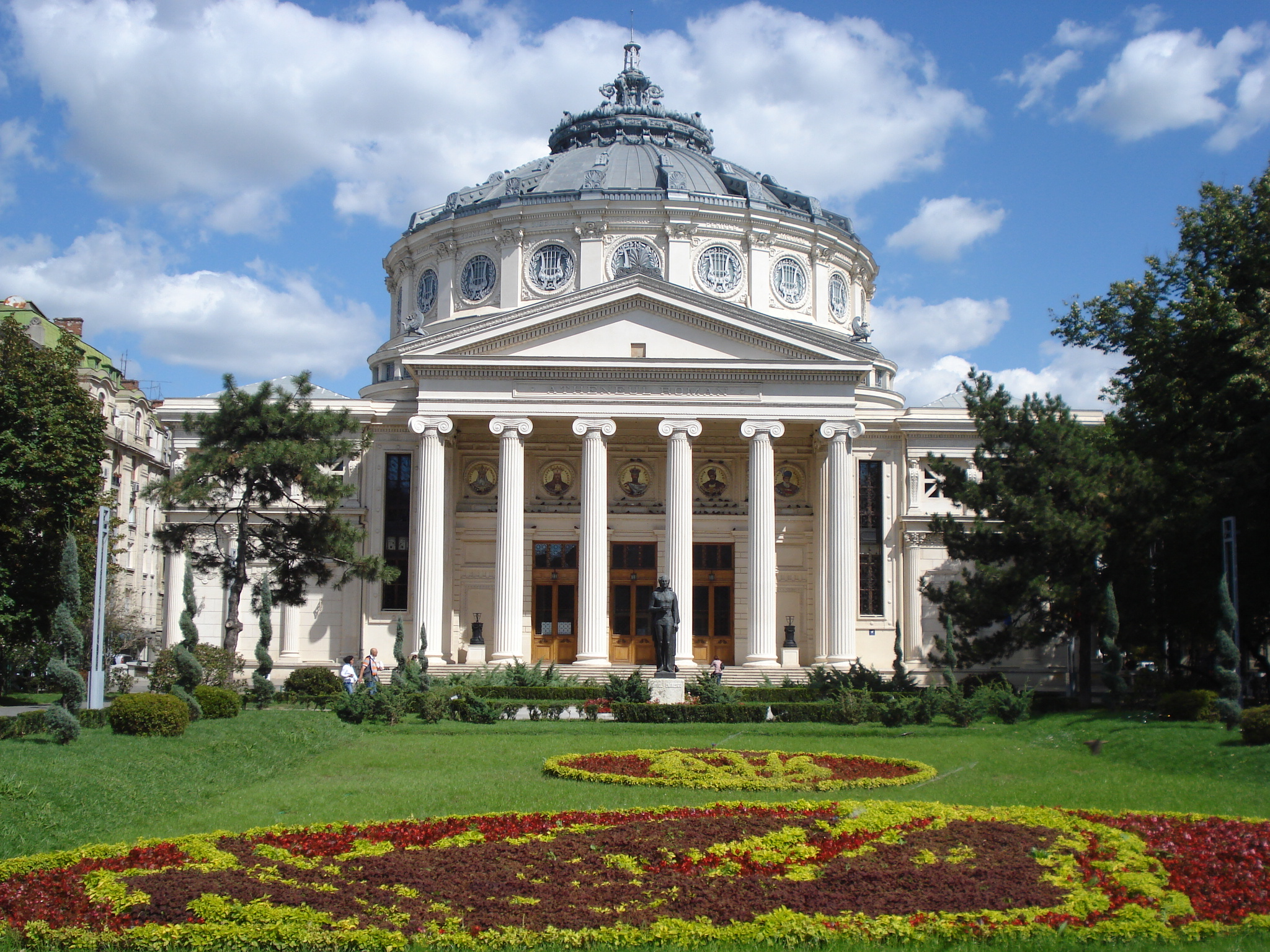
アテネ音楽堂
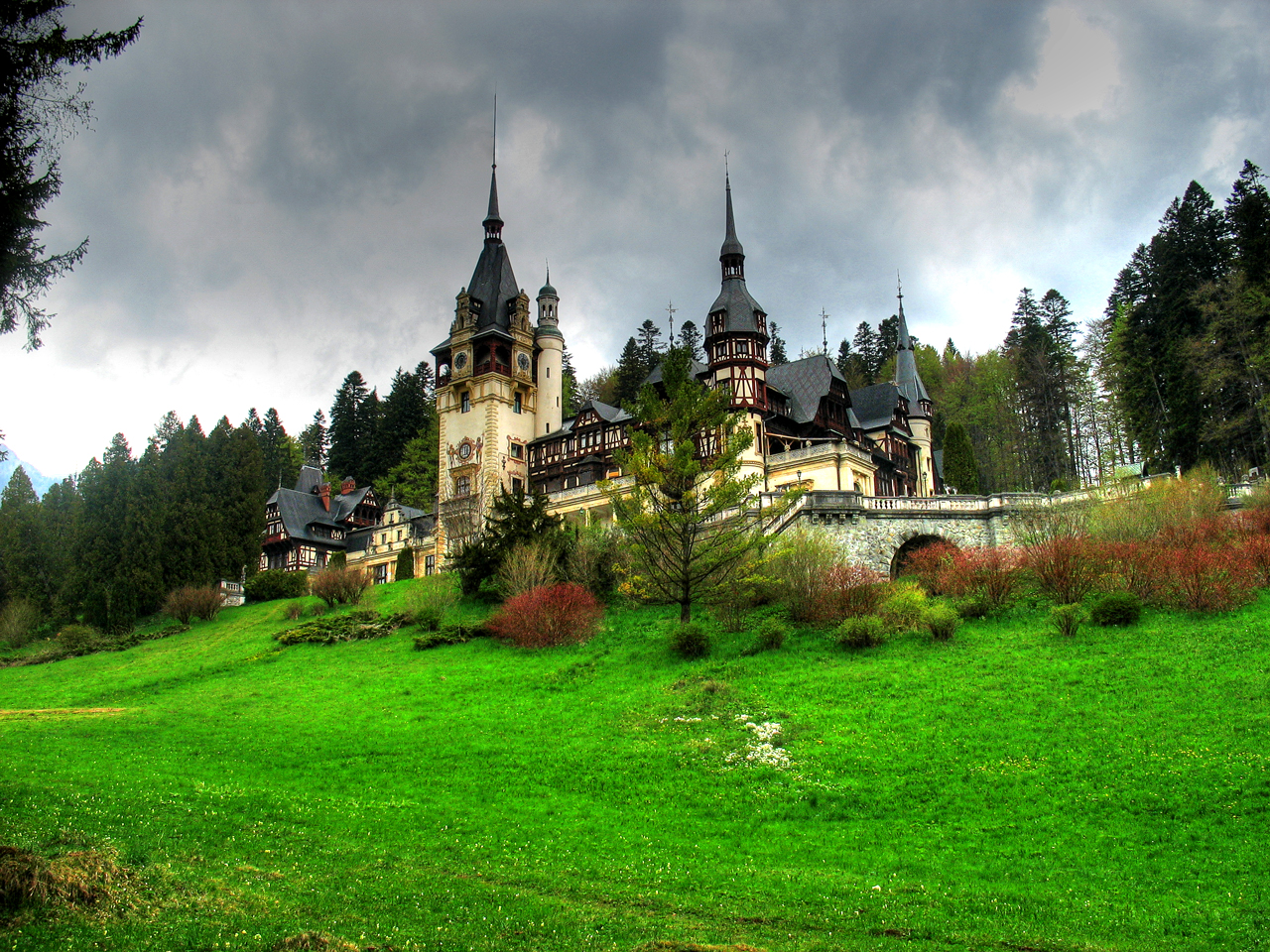
ペレシュ城
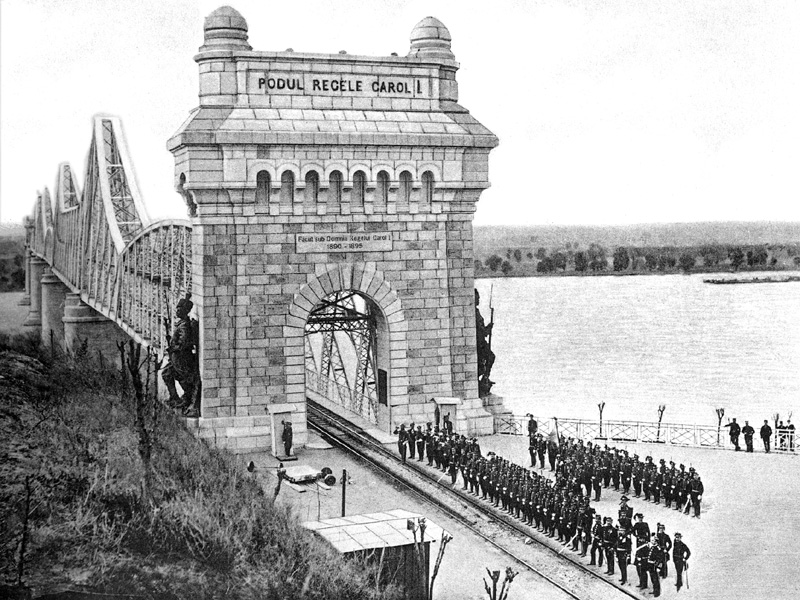
カロル1世橋
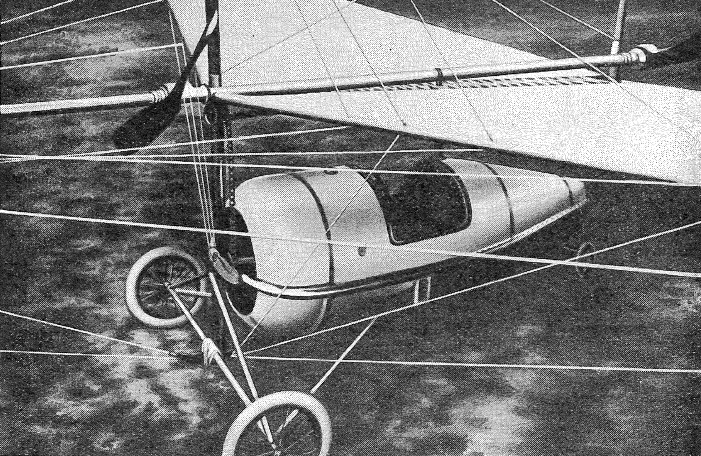
初期の飛行機モデル、ヴライクIII

## 音楽

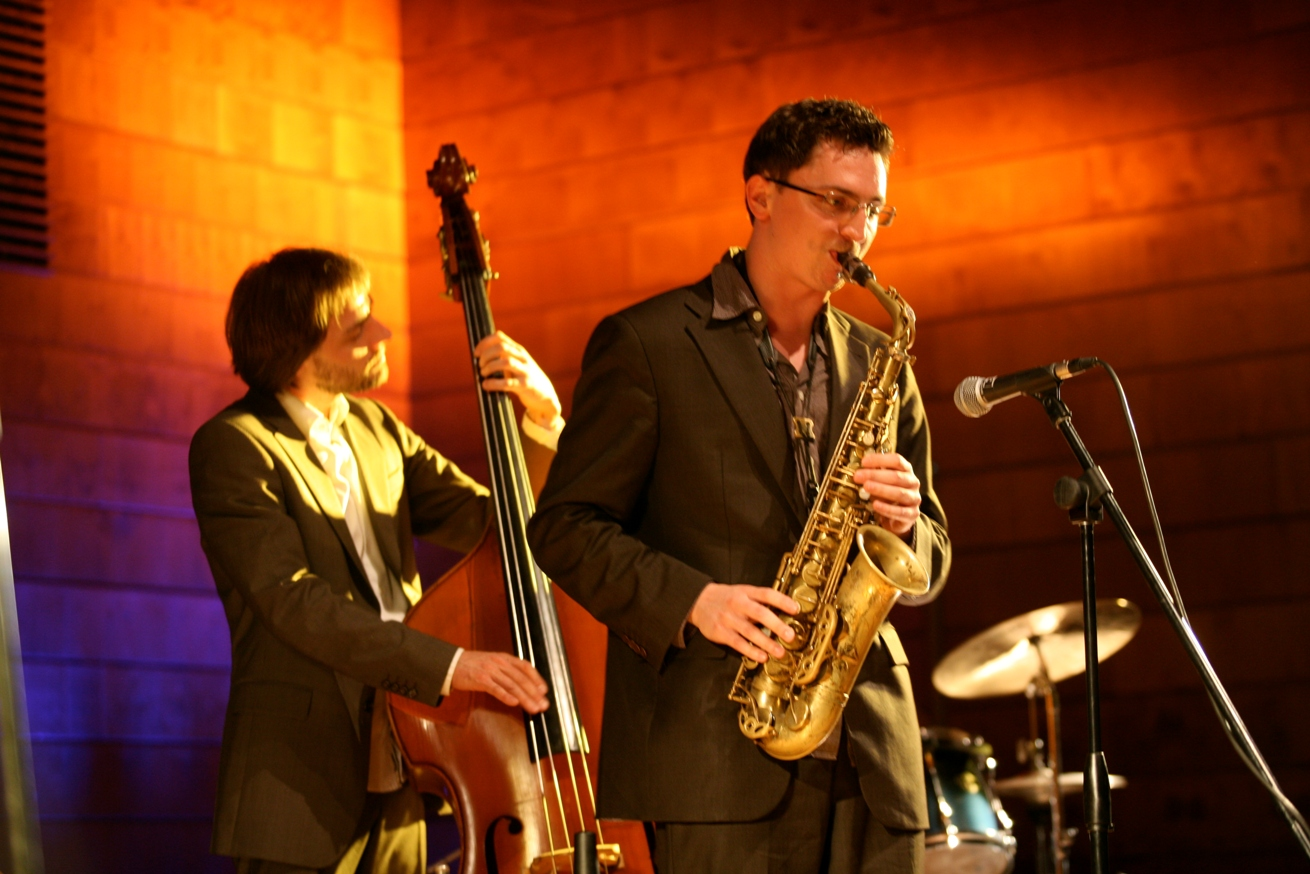
ブカレストで開催されたヨーロッパフェストのジャズフェスティバル（2010年）

民族音楽は、ルーマニアの音楽のルーツになっており、非常に勢いがある。宗教音楽や一般の音楽は、民族音楽から発展した。ルーマニアの民族音楽の保全は、大勢の安定した聴衆や、数多くの演奏者によって支えられており、普及やさらなる発展に貢献している。民族音楽のミュージシャンとしては、ワシーリ・パンデレスクやドムニトル・ザンフィルが知られる。
近代的な楽器が流入する前、ルーマニアの伝統音楽は、トバ（両面太鼓、タブルやダヴルとも呼ばれる）、スルラ（バルカンではズルナと呼ばれる）、カヴァル（古代に羊飼いが用いた笛）、コブザ（アラブのウードに似た古代の楽器）、ヴァイオリン、チンポイ（バルカンのバグパイプ）、タンブリナ（タンバリン、ファナリオティスやオスマン帝国の影響下で用いられた）などの古い楽器が用いられていたが、その後アコーディオンやクラリネットのような比較的新しい楽器も導入されるようになった。また、拍手、巻き舌の叫び声、口笛でアクセントがつけられることが多い。
ビザンティン音楽の影響を受けた宗教音楽は、地域の民族音楽に適応するかたちでつくられ、15世紀から17世紀にかけて、ルーマニアの修道院で典礼音楽の学校が評判になると、全盛期を迎えた。ロシアや西欧の影響で、18世紀には宗教音楽にポリフォニーが導入され、19世紀から20世紀にかけてルーマニア人作曲家の手によりさらなる発展を遂げた。